# Histoire de l'Algérie

L'histoire de l'Algérie s'insère dans l'histoire plus large du Maghreb et remonte à des millénaires. Dans l'Antiquité, le territoire algérien connaît la formation du royaume de Numidie considéré comme le premier état algérien de l’histoire, avant de passer sous la domination partielle des Romains, des Vandales, des Byzantins et des principautés berbères indépendantes (notamment le royaume d'Altava et le royaume des Maures et des Romains).
Le VIIe siècle marque le début de l'islamisation puis l'arabisation partielle de la population. Le Maghreb central connaît alors plusieurs dynasties locales : Rostémides (767-909), Zirides (972-1148), Hammadides (1014-1152), Zianides (1235-1556) et des périodes d'intégration dans des groupements impériaux plus larges : Omeyyades (au VIIIe siècle), Fatimides (au Xe siècle), Almoravides (au XIe siècle), et les Almohades (au XIIe siècle).
L'Algérie contemporaine commence à se constituer territorialement au début de la  régence d'Alger, soit au XVIe siècle. La colonisation française bouleverse la formation sociale existante et cause la destruction d'une grande partie du patrimoine religieux. L'émergence, au début du XXe siècle, d'un mouvement national mène au déclenchement de la guerre d'Algérie en 1954, une insurrection armée qui s'achève par l'indépendance du pays en 1962, et la constitution de l'État-nation actuel.

## Préhistoire

### Paléolithique

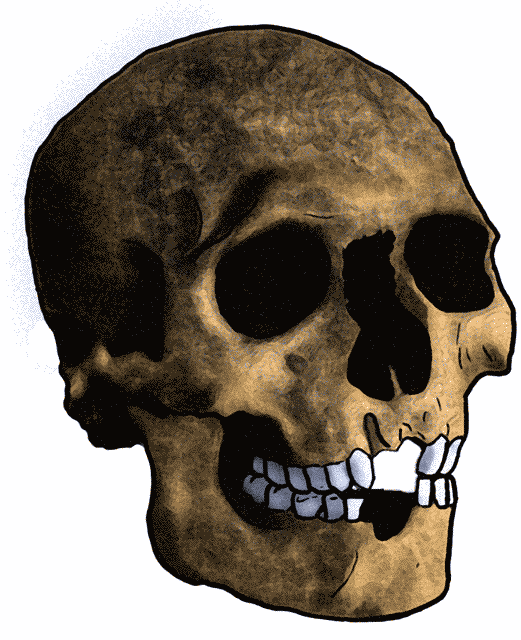
Mechta el Arbi a été trouvé près de Constantine.

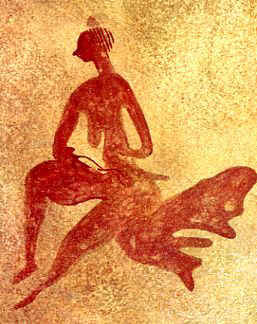
Peinture rupestre du Tassili n'Ajjer datant d'environ 10000 ans.

Il existe en Algérie, un des premiers berceaux de l'humanité, plusieurs sites ont été découverts, dans le Sahara qui était alors moins sec et où s'étendaient de vraies savanes.
Au Nord du pays, il existe de nombreux sites représentatifs du Paléolithique inférieur, tel que celui d'Aïn Hanech, près de Sétif, où les plus anciens restes d'hominidés en Afrique du Nord ont été attestés. Le site est considéré comme le plus ancien gisement archéologique d'Afrique du Nord. L'âge des vestiges est évalué par archéomagnétisme à 1,8 million d'années, coïncidant avec la période présumée de l'apparition de l'Homo habilis,. Toutefois en 2018 sont mis au jour les gisements de pierre taillées les plus anciens d'Algérie sur le site d'Aïn Boucherit, au sud-est d'Alger, gisements vieux de 1,9 million d'années à 2,4 millions d'années.
Le site acheuléen de Tighennif, dans la wilaya de Mascara, a livré des vestiges dont l'âge est évalué entre 800 000 et 400 000 av.J.-C. Parmi ces vestiges, composés essentiellement d'ossements d'animaux et d'objets de pierre taillée, les archéologues ont découvert les ossements d'un Hominidé qui ont conduit à la définition de l'Atlanthrope (homme de l'Atlas), aujourd'hui considéré comme un Homo erectus,,. L'homme de Tighennif est considéré comme le plus ancien représentant connu du peuplement de l'Afrique du Nord.
L'Atlanthrope vivait de la cueillette et de la chasse et se déplaçait fréquemment dans sa quête de nourriture. Il a occupé le Maghreb central durant plusieurs millénaires et fabriquait des bifaces et des hachereaux ainsi que plusieurs autres types d'outils. Homo erectus disparaît vers 250 000 av. J.-C., après près de 2 millions d'années de présence. L'Algérie est alors exclusivement peuplée d'Homo sapiens, originaires de la corne de l'Afrique, qui occupent le Maghreb central pendant 150 siècles, de 250 000 à 50 000 av. J.-C., soit jusqu'à la fin du Paléolithique moyen. À partir de - 50 000 et jusqu'à - 20 000 av. J.-C., l'Acheuléen cède la place à l'Atérien,.
Le Paléolithique supérieur révèle des restes de la culture de l'Atérien et de celle de l'Ibéromaurusien. L'Atérien a été défini à partir de vestiges mis au jour dans le site éponyme de Bir el-Ater, dans la wilaya de Tébessa. Il s'étend jusqu'à la révolution néolithique vers 7 500 av. J.-C. L'Homme de Néandertal a longtemps été considéré comme l'auteur de l'Atérien mais cette espèce est désormais perçue comme exclusivement eurasiatique. Il est probable que des Homo sapiens archaïques aient produit les outils atériens. Durant cette période, vers 20 000 av. J.-C., de fortes pluies tombent au Sahara et au Nord de l'Algérie, qui connaissent alors un climat très humide favorisant le développement des populations d'éléphants, de girafes, de rhinocéros et autres, que les Atériens chassent en grand nombre.
Vers 20 000 av. J.-C., apparaît la culture dite parfois de « l'homme de Mechta Afalou » qui s'épanouit surtout sur la côte et dans la zone tellienne. Pour désigner la même réalité humaine, et pour la même époque, on a parfois parlé de culture « ibéro-maurusienne » parce qu’on avait pensé trop hâtivement qu’elle chevauchait entre l'Espagne et le Maghreb, cette culture est ensuite parfois qualifié de « Oranien » puis « Mouillie » ou « industrie de la Mouillah ».

### Néolithique

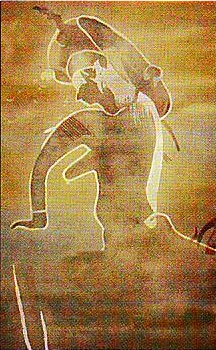
Antinea, vers 4000-3000 av. J.-C.

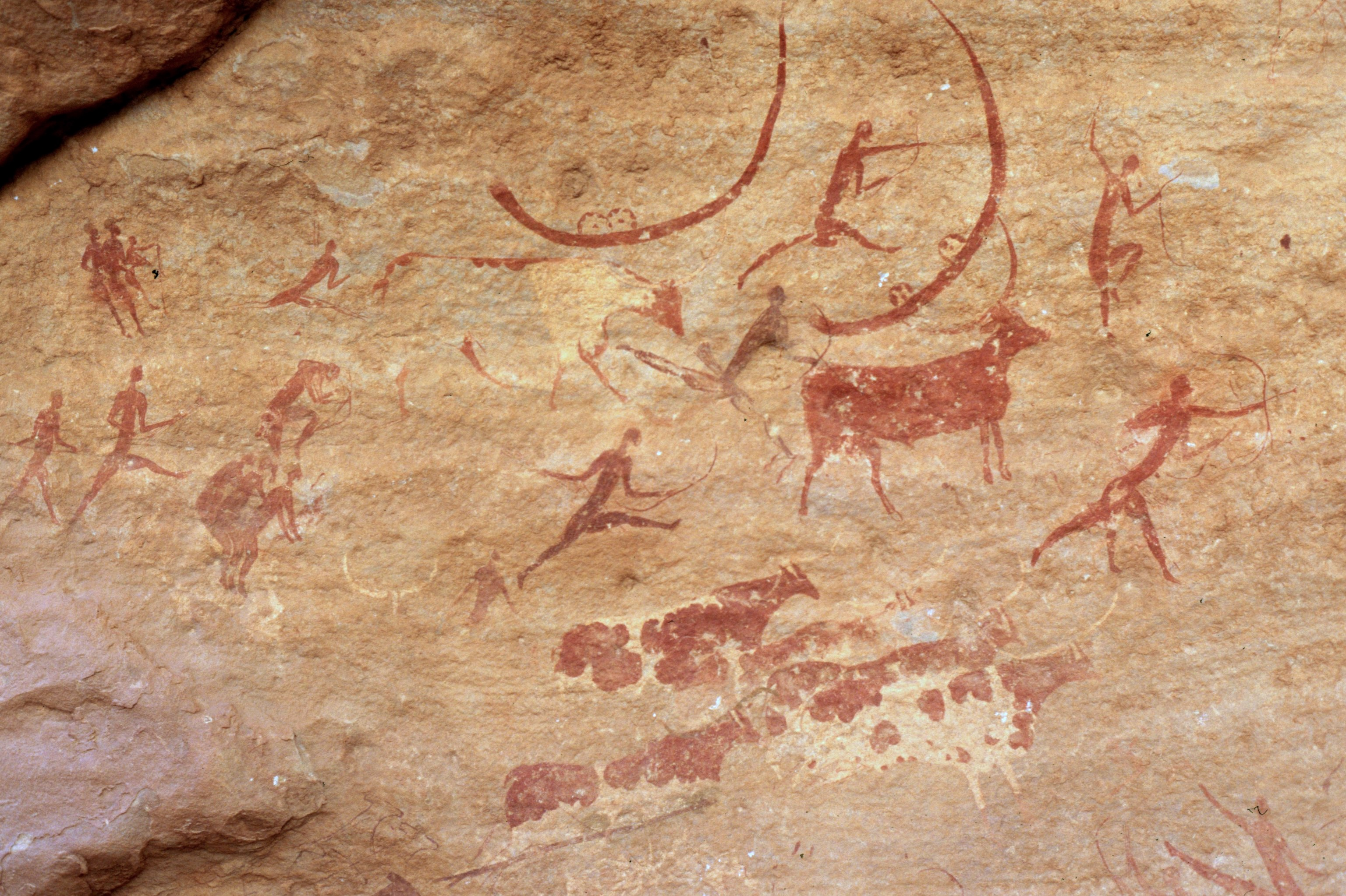
Peintures rupestres au Tassili n'Ajjer.

L'Atérien disparaît vers 7 500 av. J.-C., lors de la révolution néolithique. Avec cette révolution apparaissent des sociétés sédentaires qui produisent leur nourriture grâce à l'agriculture et à la domestication. En Algérie, cette révolution débouche sur la civilisation capsienne,. Cette culture aussi appelée « protoméditerranéenne » a laissé des traces impressionnantes de dessins sur œufs d'autruches et céramiques, mais aussi de gravures rupestres et de monuments funéraires dont la tradition s’étendra jusqu'à la Protohistoire et l'Antiquité. On suppose que les Capsiens sont venus d’Orient, avec d’autres vagues humaines qui les suivront et seraient à l'origine d'un substrat proto-berbère, refoulant plus vers l’ouest et le sud ou assimilant les communautés humaines préexistantes.
Les Capsiens furent les premiers au Maghreb à domestiquer les ovicapridés et les bovidés. Ils se caractérisent par la présence sur leurs lieux d’habitat d'escargotières (ramadiyate), un mélange de cendres et de résidus alimentaires dont des coquilles d'escargots.
Durant le néolithique, l'art se diversifie et s'affine dans les gravures rupestres de l'Atlas saharien, mais parfois aussi plus au nord. Dans l'extrême Sud-Est saharien, au Tassili n'Ajjer, au climat humide, contrairement au climat désertique de nos jours, on atteste sur les céramiques modelées, des hommes de type négroïde. Des gravures rupestres, représentent, souvent en grandes dimensions, des bubales ou autres animaux de la faune africaine, et également des ânes sauvages, des chèvres, des gazelles et des poissons.
Au néolithique moyen, les représentations de troupeaux se font plus fréquentes et la croyance en une voie initiatique scandée par deux temps, le solaire et le lunaire apparaît. Au Tassili, l'art se fait narratif. Dans les mises en scène d'êtres humains, apparaissent des populations blanches, venues vraisemblablement d'Orient.
Le néolithique final marque la fin de la préhistoire. Les représentations animalières continuent à mettre en scène la faune africaine, mais l'éléphant et l'hippopotame ont disparu, signe d'un climat devenu plus sec. Des animaux domestiques apparaissent, comme notamment le chien et le cheval. Au même moment, et dans la même aire saharienne, commencent à apparaître les caractères dits libyques.
La langue Capsienne est reconnue par la linguistique historique comme étant l'ancêtre des langues berbères en Afrique du Nord ; par ailleurs, la décoration des poteries capsiennes présente de grandes similarités avec celle des poteries berbères plus récentes. On sait peu de choses de la religion des Capsiens. Toutefois, les pratiques funéraires (monticules de pierres et peintures figuratives) suggèrent que ces derniers croyaient en une vie après la mort.

## Antiquité

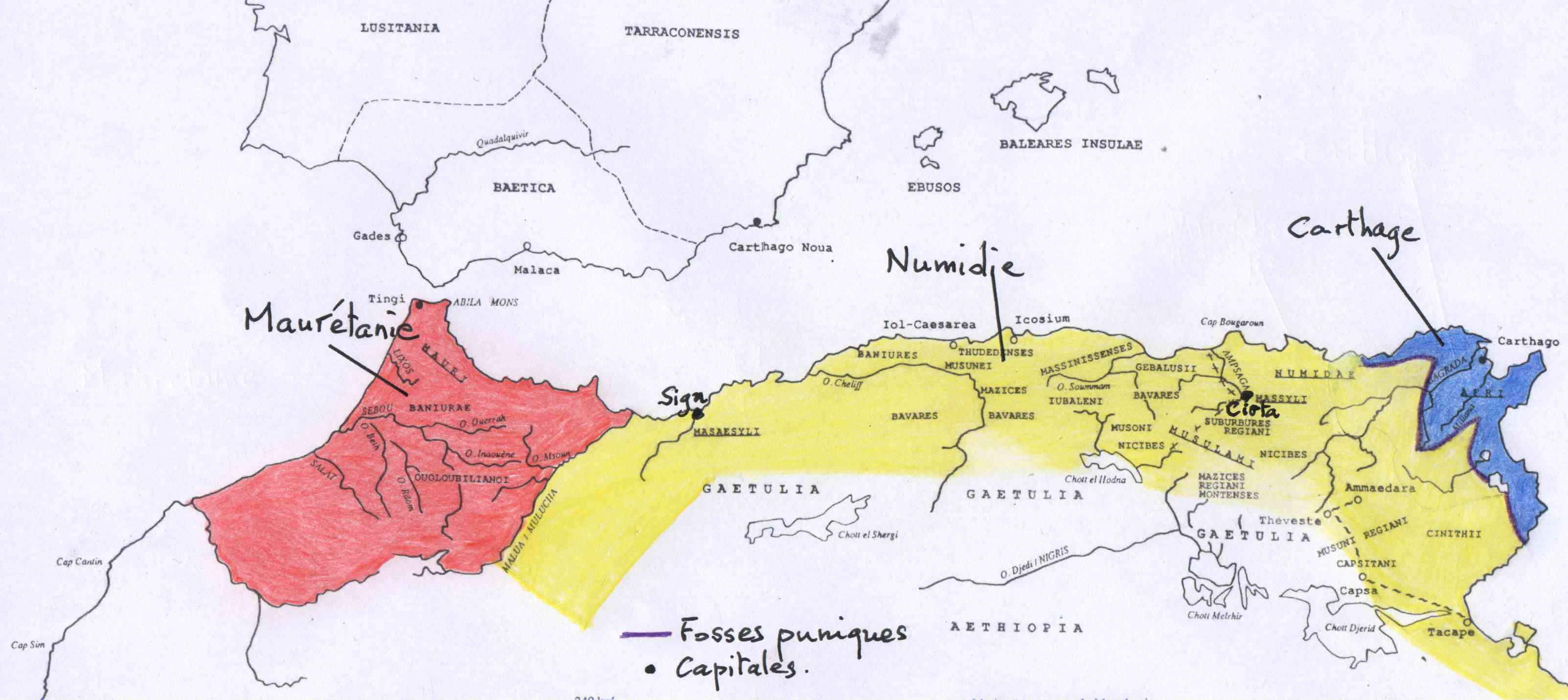
Le royaume de Numidie (en jaune), après les conquêtes de Massinissa en Tripolitaine.

### Premiers royaumes berbères (300-100)

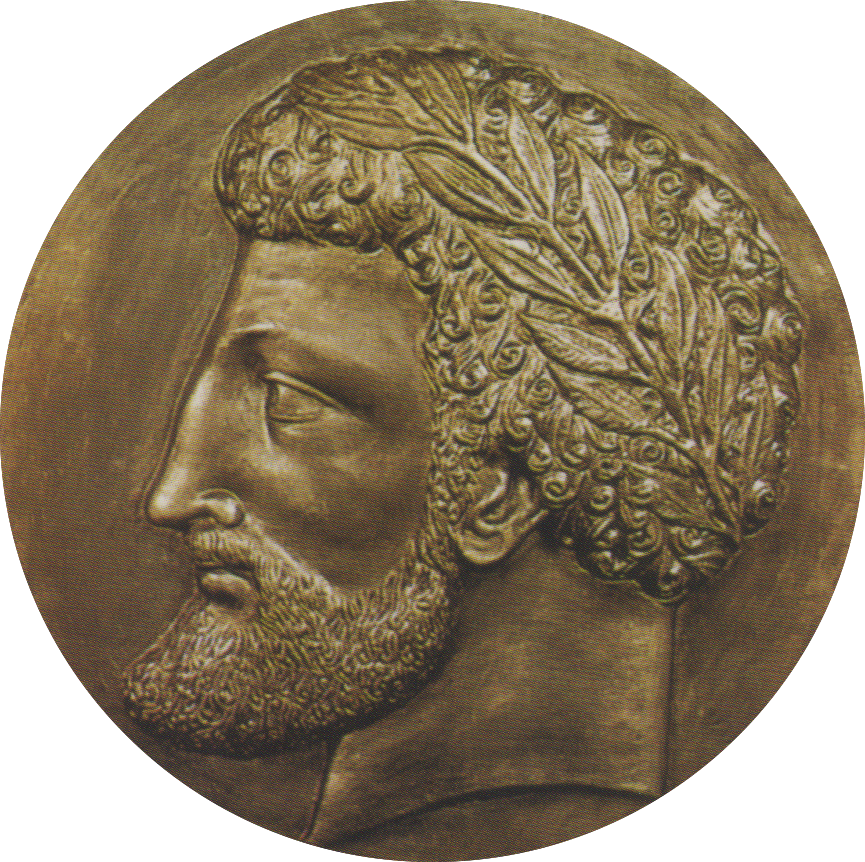
Le roi berbère Massinissa, fondateur du royaume de Numidie (vers 201 av. J.-C.).

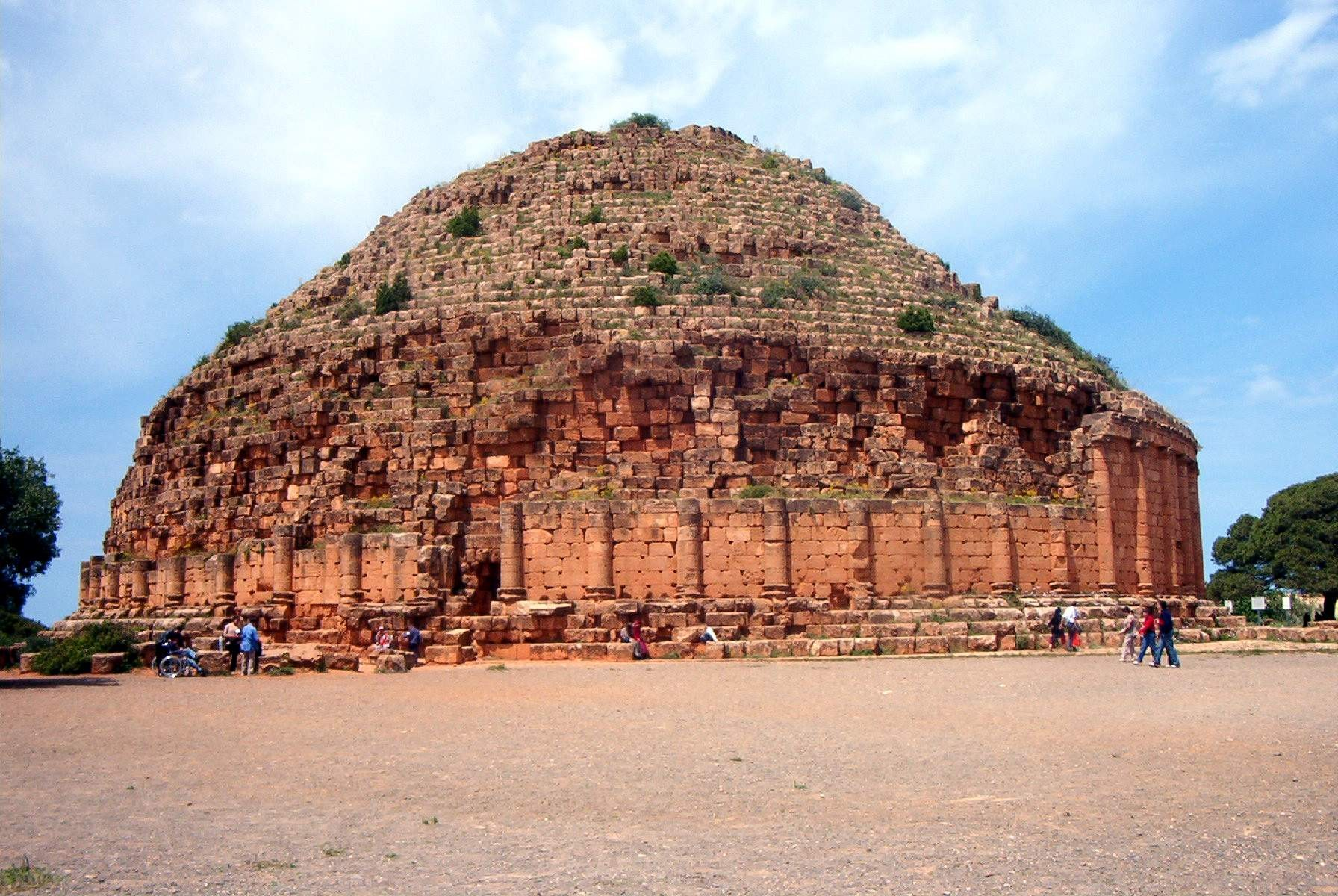
Mausolée royal maurétanien près de Tipaza, dénommé improprement le tombeau de la chrétienne.

L'histoire de l'Algérie dans l'Antiquité débute au milieu du Ier millénaire av. J.-C jusqu'à la conquête musulmane du Maghreb. Cette période est constitutive de plusieurs éléments permanents du pays, notamment son substrat linguistique originel et son organisation sociale, marquée par la prévalence de communautés fondées sur le patriarcat et l'endogamie. Une telle continuité est rare pour un pays méditerranéen.
Les influences méditerranéennes orientales, notamment par l’établissement de comptoirs phéniciens sur le littoral, aboutissent à la constitution de confédérations tribales avec l'émergence d’aristocraties marchandes et foncières dont certaines fonderont des États.
Des entités politiques apparaissent ainsi aux IVe – IIIe siècle av. J.-C. : le royaume des Massæsyles, de la Mulucha (Moulouya) à l'embouchure de l'Ampsaga (oued-el-Kebir) ; et le royaume des Massyles, situé entre le royaume des Massaesyles et les territoires contrôlés par Carthage.
Durant la deuxième guerre punique (218-202) qui voit s'affronter Rome et Carthage, le royaume de Numidie couvrait la quasi-totalité du nord de l’Algérie, à la suite de la conquête du royaume massaesyle par le roi Massinissa. Le règne de ce dernier est marqué par une extension de la culture des céréales. Le royaume de Numidie dont la capitale était Cirta, prenait sans doute la forme d'une confédération de communautés. Les villes puniques du littoral, ont dû jouir d'une quasi-autonomie, et les Gétules des Hautes Plaines et du Sud sont restés indépendants.
Les influences culturelles puniques et grecques marquent davantage les villes que les campagnes, et les sédentaires plus que les nomades. En Numidie, le punique a un statut de langue semi-officielle, les rois et l'élite numides avaient également des connaissances en grec. Toutefois, le berbère restait la langue du peuple. Sur le plan de l'écriture, une écriture libyque se maintient, mais les inscriptions en libyque sont nettement moins nombreuses que celles en grec ou en punique. On atteste également plusieurs alphabets libyco-berbères, dont un occidental correspondant au royaume masaesyle et un alphabet oriental au royaume massyle.
La fin de la troisième guerre punique (149-146) et l’annexion par Rome du territoire de Carthage en 146 av. J.-C., va ouvrir la voie à un interventionnisme romain pendant deux siècles dans les royaumes berbères. Rome profite de la rivalité entre ces différents royaumes et des querelles de succession. Ainsi, en 105 av. J.-C, la Numidie est amputée de sa partie occidentale, cédée en récompense à Bocchus Ier, roi de Maurétanie qui a livré son beau-fils et roi numide Jugurtha aux Romains, et partagée en deux États correspondant aux anciennes Massylies occidentale et orientale. Puis, les Romains l'annexent, plaçant Juba II, le fils de son dernier roi à la tête de deux Maurétanies réunifiées (la Tingitane qui avait Tingis-Tanger comme capitale, et la Césarienne qui tient son nom de Césarée-Cherchell), ce dernier faisant de Yol-Cherchell sa capitale. En 40 ap. J.-C, Rome met fin au protectorat de la Maurétanie et l'annexe. Toute l'Afrique du Nord, jusqu'aux franges du Sahara, est désormais intégrée à l'Empire romain.

### Domination romaine (de -100 à 435)

La province de Maurétanie césarienne au sein de l'Empire romain, vers l'an 125 après Jésus-Christ.

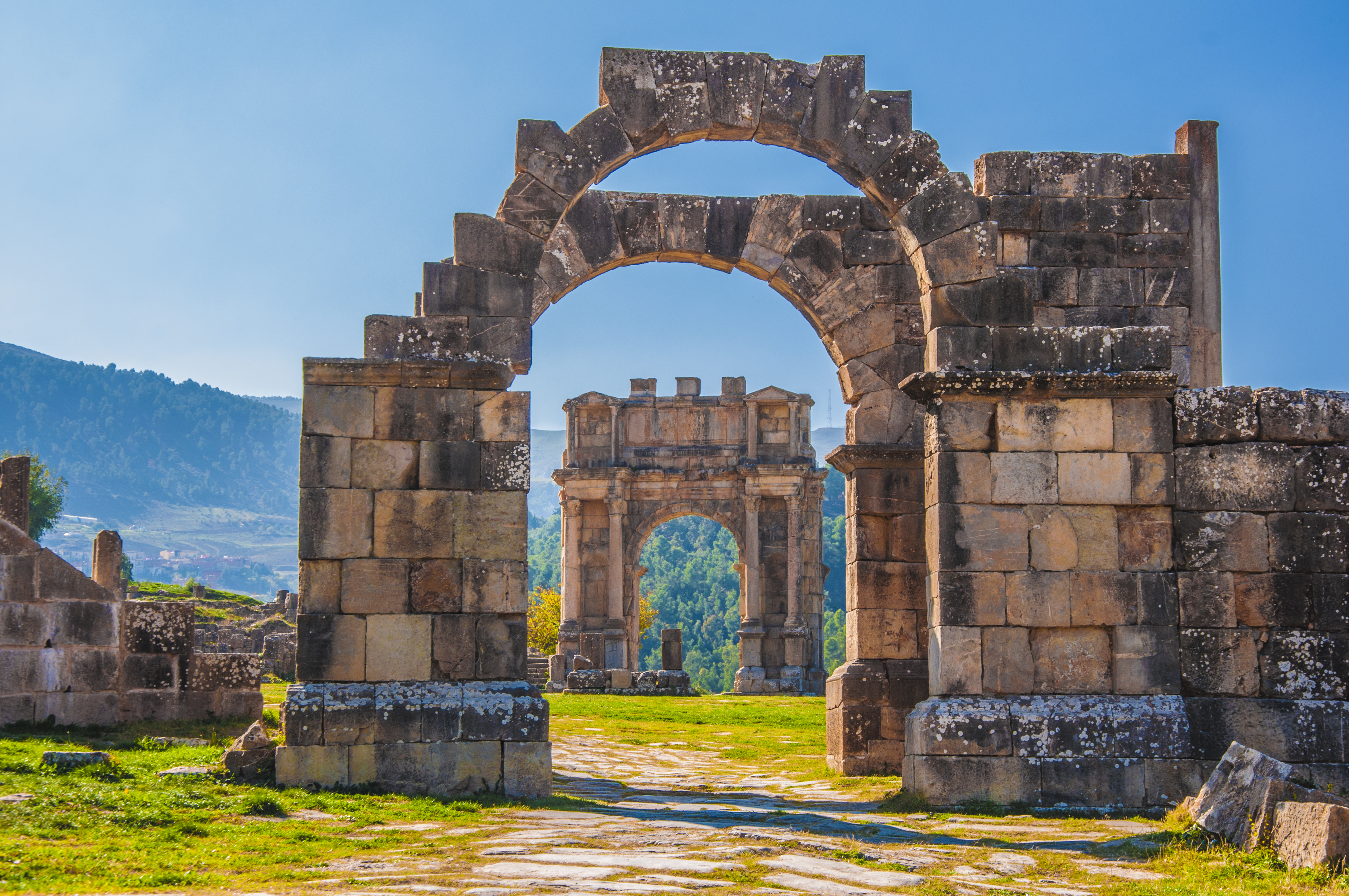
Ruines de Djemila (Cuicul).

Les territoires conquis par Rome et contenus dans les limites de l'actuelle Algérie étaient l'Africa nova ou Numidie pour son tiers oriental et la Maurétanie, voire les Maurétanies — césaréenne et sitifienne — selon l'époque, à l'ouest. Toutes ces provinces constitueront dans l'Antiquité tardive le Diocèse d'Afrique, avec pour siège Carthage.
Elles font l'objet d'une politique de romanisation dont les foyers sont les villes. Toutefois, en Maurétanie et dans le Sud surtout, des confédérations tribales berbères continuent à vivre plus ou moins en marge. La Numidie est plus urbanisée et romanisée que la Maurétanie. Les collectivités de base sont constituées en communes dont le statut diverge. Le statut social est très différencié dans une société qui demeure inégalitaire et esclavagiste, même si une minorité de Berbères est assimilée et accède aux privilèges du système, comme c’est le cas pour de nombreux notables et sénateurs, ou même quelques empereurs. L'ascension sociale pour la population dominée et l'accession à la propriété foncière sont parfois possibles pour ceux qui optent pour la carrière militaire.
En Afrique romaine, l'agriculture et le pastoralisme vivriers prévalent. Certaines régions, notamment la Numidie puis la Maurétanie sitifienne, deviennent rapidement des greniers à blé pour Rome. La région devient également une grande productrice de vin et d'huile. L'art romano-africain représente des modèles romains prédominants, mais avec une originalité où le substrat autochtone persiste. C'est en Afrique du Nord que l'on retrouvera les plus riches collections de mosaïques. À partir du IIe siècle, les ateliers locaux se multiplient : Timgad, Lambèse, Sitifis (Sétif), Cuicul (Djemila), Caesarea (Cherchell). On atteste également, en Algérie, un plus grand nombre d’inscriptions latines que dans n'importe quelle autre province du monde romain.
La conquête de l'Afrique coute cher aux Romains et les oblige à mobiliser de nombreuses légions. Les Africains se soulèvent à plusieurs reprises pour remettre en cause cette domination. Parmi les régions sensibles, certaines parties de la Maurétanie césarienne, et parfois le Sud constantinois et l'Aurès-Nemencha.
Le christianisme se développe en Afrique romaine à partir du IIe siècle. Les premiers chrétiens subissent des persécutions dont l'enjeu est l'adhésion de l'ensemble des habitants de l'Empire romain au culte de l'empereur-dieu. Au IIIe siècle, le martyrologe s'allonge sur tout l'espace de l'actuelle Algérie. Avec la conversion des empereurs eux-mêmes au christianisme au IVe siècle, l'Église catholique fait de plus en plus fonction de culte officiel, et apparait comme l'instrument idéologique de la domination romaine. Le donatisme émerge alors comme une Église nationale à laquelle se rallient en grand nombre les Berbères, et dont l'idéologie s'oriente vers un radicalisme social proche du millénarisme. L'insurrection des circoncellions, un mouvement social se réclamant du donatisme, marque la Numidie et la Maurétanie aux IVe et Ve siècles. Ces soulèvements de déshérités facilitent l'invasion vandale et, à moyen terme, l'installation finale de l'islam.

### Vandales, principautés maures et reconquête byzantine (435-640)

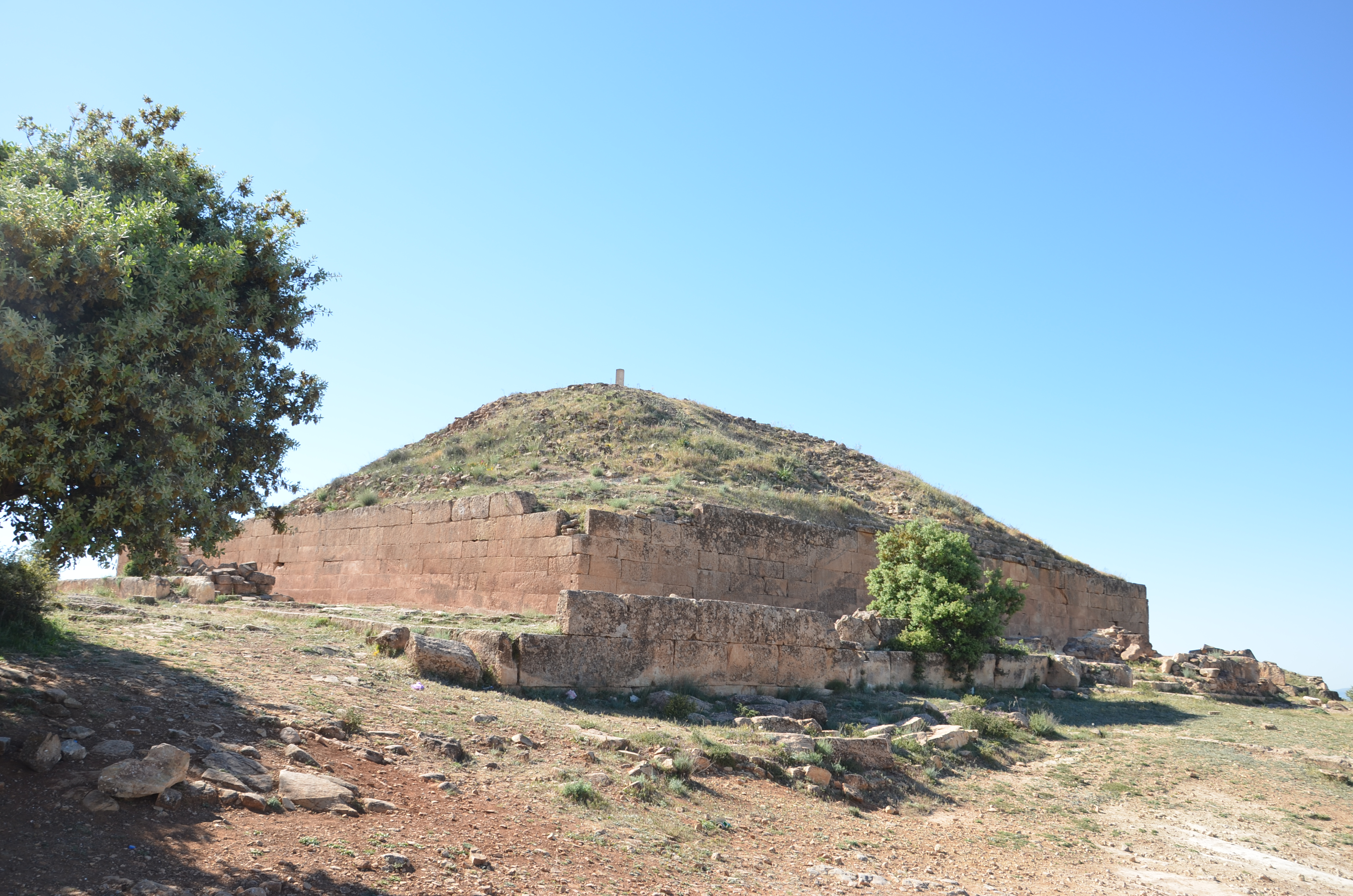
Djeddars de Frenda, monuments funéraires maures.

En 429, 80 000 Vandales et Alains, dont 15 000 soldats, conduits par leur roi Genséric, traversent le détroit de Gibraltar pour passer en Afrique romaine. Les tribus berbères ne s'opposent pas à cette invasion, dont le choc est perçu comme le glas de la domination romaine, au contraire de la position des notables citadins. L'Armée romaine dirigée par le comte Boniface, est vaincue entre Calama et Hippone. En 430, le général romain et son armée trouvent refuge dans la cité de Hippone (Annaba). À la fin de l'année, les conquérants vandales prennent et occupent la ville, qui devient pour un temps la capitale de Genséric.
En 442, le roi des Vandales Genséric signe un second traité de paix avec Valentinien III, approuvé par Théodose II : il obtient les pleins droits pour diriger la province romaine d'Afrique proconsulaire, Byzacène, et l'est de la Numidie. La partie occidentale de la Numidie et les Maurétanie Sitifienne et Césarienne retournent à l'Empire.
Les Vandales, attachés sur le plan religieux au rite chrétien arien, se distinguent par des persécutions contre les catholiques. Les Berbères, christianisés par Rome, réagissent de façon différenciée à la chute de Rome, puis des Vandales, et à l'instabilité durant la période byzantine. Certains s'enfuient notamment en Sicile.

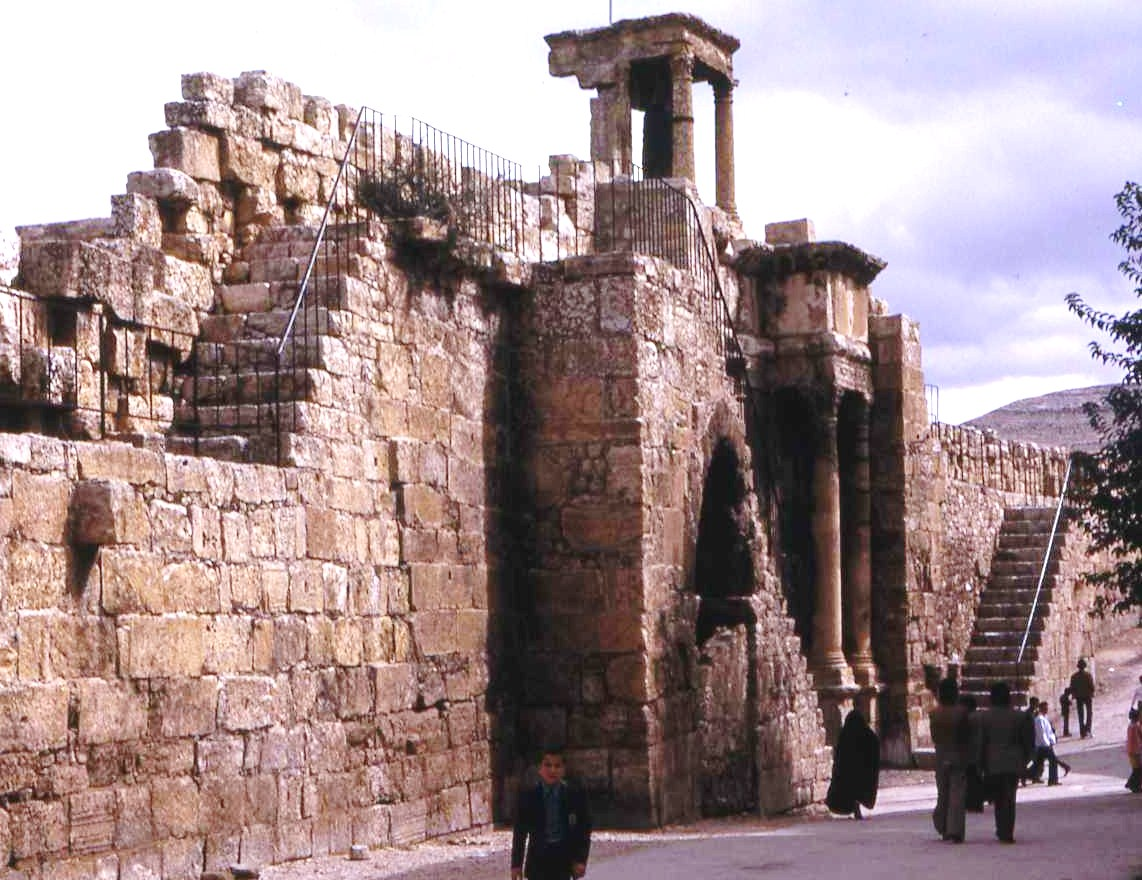
Ruines du mur byzantin de Tébessa, l'une des nombreuses cités fortifiées par les Byzantins.

La présence vandale n'influence pas les structures sociales existantes. Elle laisse surtout place à une reconquête par les pouvoirs locaux de ses occupants libyco-berbères originels. Ainsi, plusieurs principautés maures vont émerger, dont la plus constituée est celle d'Altava dans l’actuel Oranie, mais on atteste également d’autres principautés dans l'Aurès-Nemencha et dans le Hodna, au centre de la Maurétanie, où une vaste principauté maure s'établit de l'Ouarsenis à la côte, de Césarée (Cherchell) à l'embouchure du Chelif. Les vestiges qu'on nomme Djeddar, témoigne de cette époque.
Byzance envisage de reconstituer l'Empire romain, et le royaume vandale disparaît à la suite d'une intervention militaire dirigée en 533 par son général Bélisaire, qui défait le roi vandale Gélimer. Les Byzantins tentent de ressusciter les circonscriptions romaines. Le diocèse d'Afrique est structuré en sept provinces dont quatre Praesides répartis entre la Sardaigne, la Numidie, et enfin les Mauritanies sitifienne et césarienne, cette dernière étant réduite au contrôle de quelques ports ; elle sera rattachée plus tard à la sitifienne. Le système évolue pour donner naissance à l'Exarchat, plus proche d'un pouvoir militaire.
Les principautés maures de Maurétanie ne disparaissent pas totalement. Le pouvoir byzantin demeure lâche, limité à quelques villes qu'il s'attache à fortifier. Dès le départ de Bélisaire, les Berbères se révoltent en Byzacène et une autre révolte éclate en Numidie, conduite par le roi des Aurès Iaudas (Iabdas). Les Byzantins déploient des persécutions contre les donatistes, les adeptes du rite arien, les païens et les juifs. Leur politique entraîne des conversions nouvelles au donatisme, et même au judaïsme.

## L'islamisation et l'ère des dynasties amazigho-musulmans
Cette ère correspond à la période du Moyen Âge occidental.

### Islamisation du pays

Étendue maximale du califat omeyyade, allié des Zénètes.
Expansion sous Mahomet, 622-632
Expansion sous le Califat des Rachidoune, 632-661
Expansion sous le califat omeyyade, 661-750

La conquête militaire arabe de l'Afrique du Nord qui a duré de 641 à 711, est lente et difficile. La résistance est plus marquée dans les Aurès et la région de Tlemcen, où les Berbères s'organisent en structure étatique. Les Arabes sont également repoussés par les troupes du royaume des Djédars et les dernières garnisons byzantines. Les figures les plus connues de ce conflit sont le prince guerrier Koceïla, qui vainc Oqba Ibn Nafaa en 689, près de Biskra, puis la reine guerrière Kahena, appellation donnée par les Arabes signifiant « devineresse », ehia de son vrai prénom, à la tête des Berbères des Aurès. En 693, elle inflige près de Meskiana, une sévère défaite au corps expéditionnaire arabe de Hassan Ibn Numan, qu'elle repousse jusqu'en Tripolitaine, mais sera finalement vaincue.
Dans le Maghreb central, les kharidjites œuvrent efficacement à l'islamisation des territoires. Au VIIIe siècle, les insurrections se multiplient contre les Omeyyades, en raison des impôts imposés aux Berbères et qui ne frappent, en principe, que les non-musulmans. L'Islam se diffuse ensuite depuis les mosquées, les centres de savoir religieux tel que Tahert et Kairouan, les ribats et les zaouïas. La conversion définitive des Berbères s'achève au IXe siècle, mais des ilots de christianisme subsistent jusqu'au XIIe siècle.
Le processus de l'arabisation est plus long. La diffusion de la langue arabe est d'abord l'œuvre des miliciens arabes qui prennent pied d'abord dans les forteresses byzantines du Constantinois, puis à partir des cités telles que Tahert et Tlemcen. L'usage de cette langue devient plus répandu avec l'arrivée des tribus des Arabes hilaliens dans les plaines, les Hauts Plateaux et le désert. Plus tard, les immigrés andalous et les confréries religieuses contribuent à d'autres avancées de l'arabisation. Le berbère subsiste dans les massifs montagneux notamment en Kabylie, les Aurès, le Dahra et l'Ouarsenis.

### L'apogée du kharidjisme

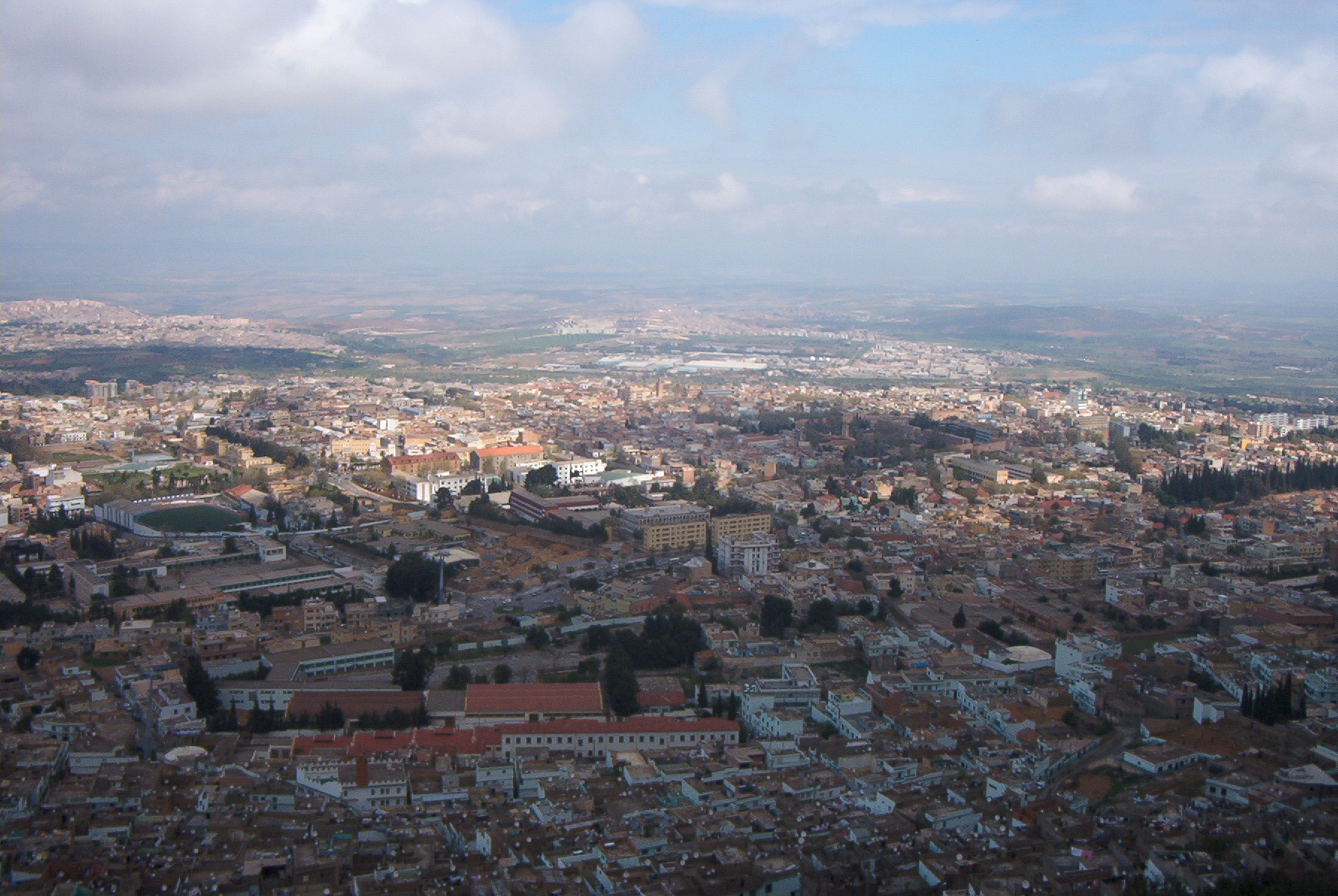
La ville de Tlemcen dont la fondation est attribuée aux Banou Ifren au VIIIe siècle.

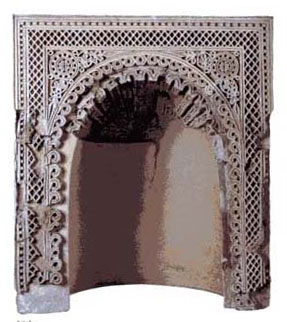
Mirhab de période rostémide (Sedrata).

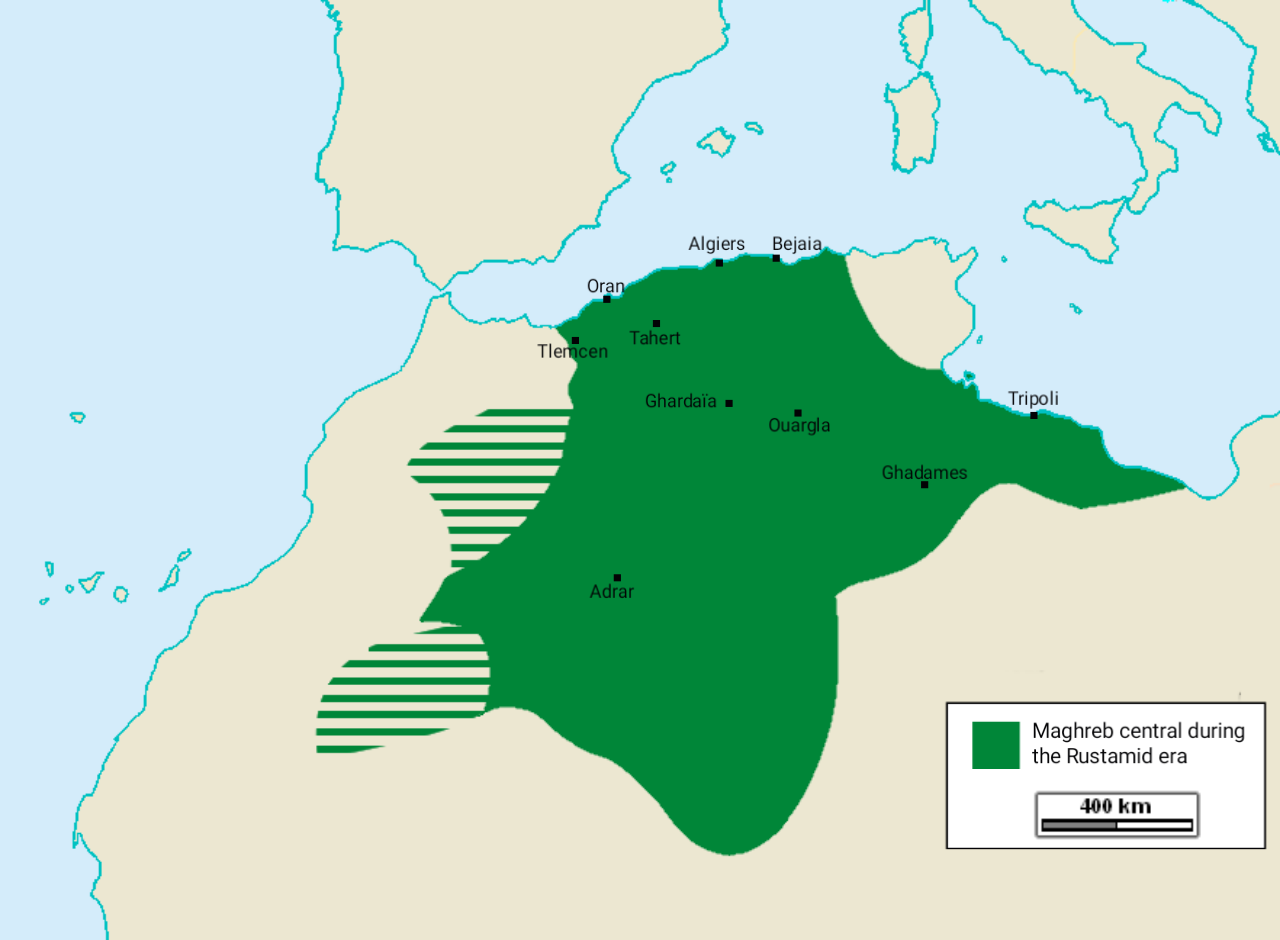
Le royaume Rostémide dans son expansion maximale.

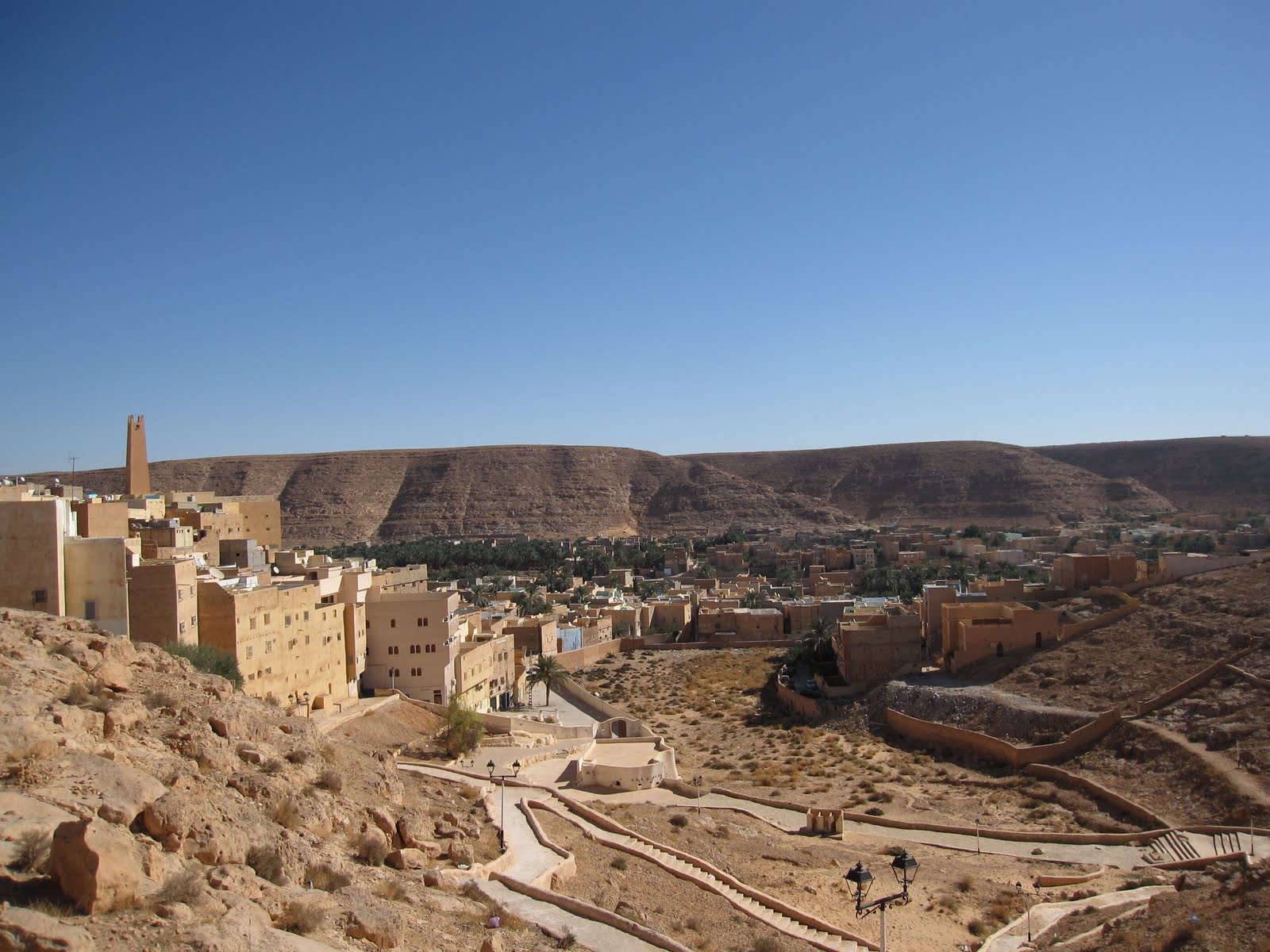
El Atteuf, la plus ancienne ville du Mzab.

Après la conquête musulmane du Maghreb, les Berbères se révoltent contre le régime omeyyade. Ces révoltes s'associent au milieu du VIIIe siècle au dogme kharidjite, qui les séduit par son puritanisme et son message égalitaire, et gagnent une bonne partie du Maghreb. À partir du 741, le Maghreb central gagne son autonomie, sous l'emblème du kharidjisme. Abou Qurra, chef de la tribu des Ifren, fonde le royaume sufrite de Tlemcen. Mais l'entité kharidjite la plus importante en Algérie est celle de la dynastie des Rostémides. Dans le reste du Maghreb deux autres dynasties s'installent : les Aghlabides sunnites de Kairouan (vassal des abbasides) et les Idrissides chiites de Fès (vassal des Ommeyades de Cordoue).
En 760, Ibn Rustom, kharidjite d'origine perse installé en Ifriqiya, est attaqué et vaincu par le gouverneur arabe d'Égypte. Il abandonne l'Ifriqiya aux armées arabes et se réfugie dans l'Ouest algérien où il fonde en 761 Tahert, qui devient la capitale du royaume rostémide, un État théocratique, réputé pour le puritanisme de ses dirigeants, son commerce florissant, son rayonnement culturel ainsi que sa tolérance religieuse,. Celui-ci, comme l'émirat de Cordoue depuis sa création en 756, conserve son indépendance du califat des Abbassides, malgré les pressions diplomatiques et militaires ainsi que la perte de territoires.
En 767, le berbère Abou Qurra, uni aux kharidjites de Tahert et du djebel Nefoussa, lance une expédition vers l'est. Ils cernent le gouverneur abbasside dans la forteresse de Tobna, dans le Hodna, et gagnent Kairouan. Cependant, le calife envoie de l'Orient une forte armée sous le nouveau gouverneur Yazid ibn Hatim, qui défait les kharidjites en Ifriqiya, mais le reste du Maghreb échappent à l'autorité de Bagdad. De retour à Tlemcen, il voit son pouvoir battu en brèche par les tribus berbères des Maghraoua. Idris Ier négocie avec les Maghraouas la remise de la ville de Tlemcen, et un de ses descendants, Muhammed ben Sulayman, crée dans la région le « royaume sulaymanide », un État qui ne semble contrôler que les villes et qui prend fin sous les Fatimides en 931.
En 800, un gouverneur arabe du Zâb, Ibrahim ibn al-Aghlab, obtient le titre d'émir et fonde la dynastie des Aghlabides, une dynastie qui, sans rompre avec les califes abbassides, demeure indépendante. Cette dynastie occupe la partie orientale du pays, mais les Aurès et la Kabylie lui échappent.
Tahert devient une riche cité commerçante et un foyer culturel ; ses bibliothèques renferment des textes d'exégèse coranique et des manuscrits de médecine et d'astronomie. Cette période connaît également l'émergence du commerce transsaharien, favorisé par la stabilité des pouvoirs politiques. Les Andalous réaniment le commerce méditerranéen et établissent des colonies sur le littoral : Ténès en 872 et Oran en 902. Tlemcen devient une cité dont les liens avec la culture arabe d'Al-Andalous vont croissant.
En 909, en proie à des crises intérieures, l'État rostémide succombe aux premières attaques fatimides. Sa capitale est ruinée par l'attaque des Berbères montagnards Kutama, conduits par le « dâ`i » Abu Abd Allah ach-Chi'i. Ses habitants sont massacrés ou exilés. Les réfugiés fuient dans le désert. Ils s'établissent à Sedrata, près d'Ouargla, puis atteignent le Mzab. Au XIe siècle, ils bâtissent plusieurs villes dans la région : Ghardaïa, Melika, Beni Isguen, Bounoura et El Atteuf. Le kharidjisme persiste un temps, mais, après la révolte d'Abu Yazid, il n'y a plus de protestations affiliées au kharidjisme. Il est remplacé par le malikisme, mieux installé à Al-Andalus et à Kairouan. Les dynasties issues du substrat berbère local, Zirides et Hammadides, sont malikites.

### Dynastie fatimide

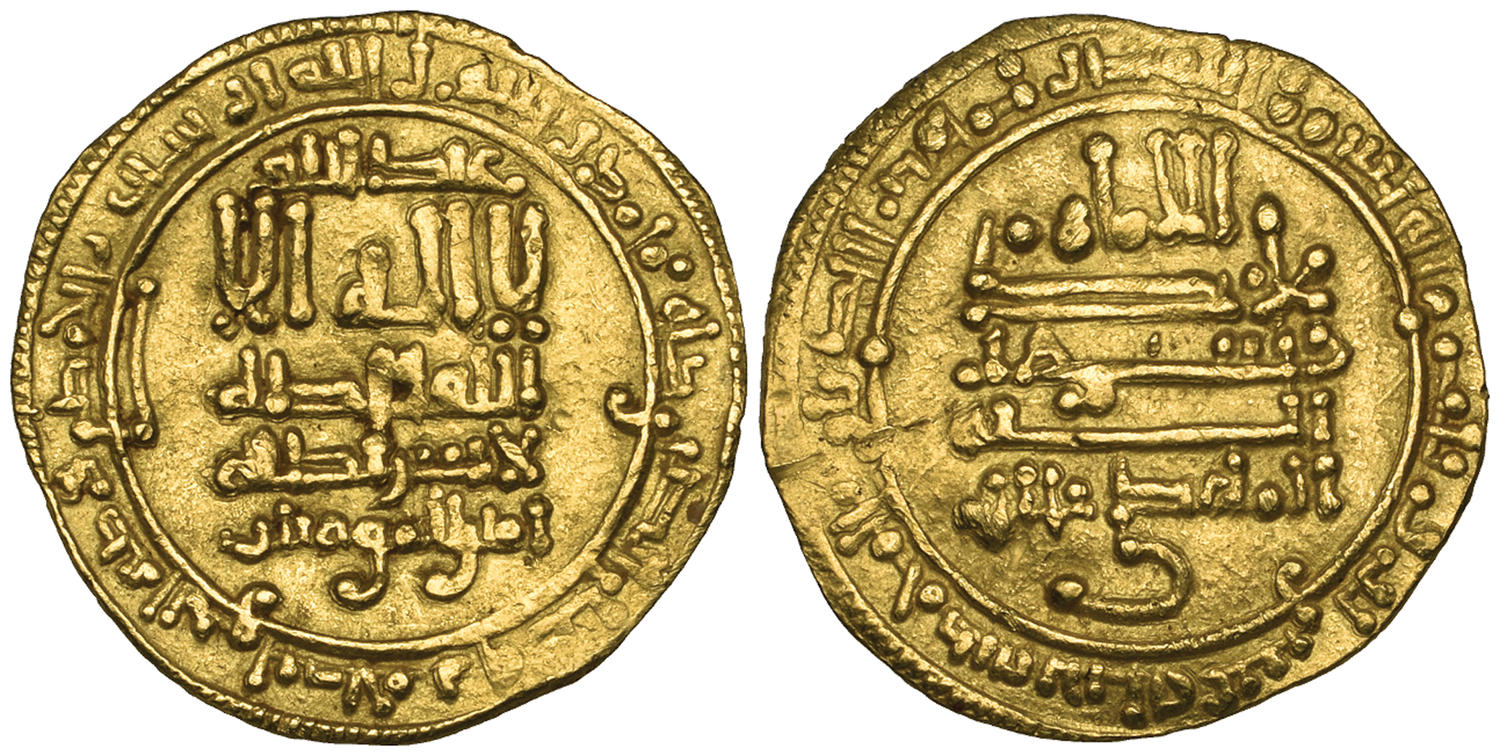
Dinar fatimide frappé au nom d'« Al Mahdi » vers l'année hégirienne 320 (932) dans la ville d'Al Massilah (M'Sila, Algérie, v.Xe siècle).

Au début du Xe siècle, une nouvelle dynastie supplante les Aghlabides et les Rostémides en Ifriqiya et dans le Maghreb central, les Fatimides. De doctrine chiite, et pensant que le khalifat doit revenir à la descendance d'Ali et de Fatima, fille du prophète Mahomet, ils considèrent les khalifes Abbassides comme des usurpateurs. Aussi, dès sa prise de pouvoir en 909 à Raqqada, le premier représentant de cette dynastie, Ubayd Allah, revêtira-t-il les titres de Mahdi et de commandeur des croyants.
Son accession au pouvoir a été préparée par un prédicateur ismaélien, le Yéménite Abu Abdallah, venu en Ifriqiya après sa rencontre à la Mecque de pèlerins berbères de la Petite Kabylie, des Ketamas. Installé à Ikjan, près de Sétif, où il développe son prosélytisme, il constitue une armée parmi les Kutamas, et s'attaque aux Aghlabites dont il conquiert l'émirat en une quinzaine d'années (893-909). Abu Abdallah entreprend alors d'aller chercher Ubayd Allah, maintenu en captivité à Sijilmassa, et ce dernier fait son entrée triomphale à Raqqada en 909. Le souverain, autoritaire et intolérant, pratique une politique fiscale rigoureuse. Il se heurte dès 911 à un complot des chefs Kutamas où Abu Abdallah avait trempé, il les fait exécuter. Pour marquer ses ambitions tournées vers l'Orient, il établit sa nouvelle capitale à Mahdia.
Ubayd Allah se proclame Mahdi et fait assassiner Abu Abdallah. Ce meurtre déclenche des révoltes berbères chez les Kutamas et les Zénètes. Plusieurs tribus érigent des principautés dans les régions montagneuses : les Kutamas de Petite Kabylie, les Sufrites de Tlemcen et les Kharidjites des Aurès. La plus importante des révoltes est celle que dirige dans les Aurès en 943 Abu Yazid, un kharidjite zénète des Banou Ifren surnommé « l'homme à l'âne ». La révolte gagne l'ensemble du Maghreb. Il parvient, en 944, à défaire l'armée fatimide et à s'emparer de Kairouan. Mais il est tué vers 947, ce qui marque la fin du kharidjisme insurrectionnel.
Des groupes des tribus berbères Zénètes Maghraouas et Ifrenides participent à la grande révolte anti-fatimide d'Abu Yazid. Une branche des Banou Ifrens devient vassale des Omeyyades de Cordoue et contrôle l'Oranie. Leur chef Yala Ibn Mohamed choisit Ifgan comme capitale (Aïn Fekan, près de Mascara) en 938 et détruit Oran en 955. En 958, la nouvelle capitale des Banou Ifren est saccagée par le général Jawhar al-Siqilli qui élimine Yala Ibn Mohamed.
Les Fatimides répriment les révoltes Zénètes et kharidjites avec l'aide de leurs alliés Sanhadjas menés par le chef berbère Ziri ibn Menad. Ils contrôlent désormais le Maghreb et la Sicile. En 969, l'armée fatimide, dont les Kutama forment le noyau, conquiert l'Égypte. Par la suite, les Mahdis fatimides se montrent méfiants à l'égard des Berbères et s'entourent d'étrangers, notamment Slaves.

### Dynasties sanhadjiennes

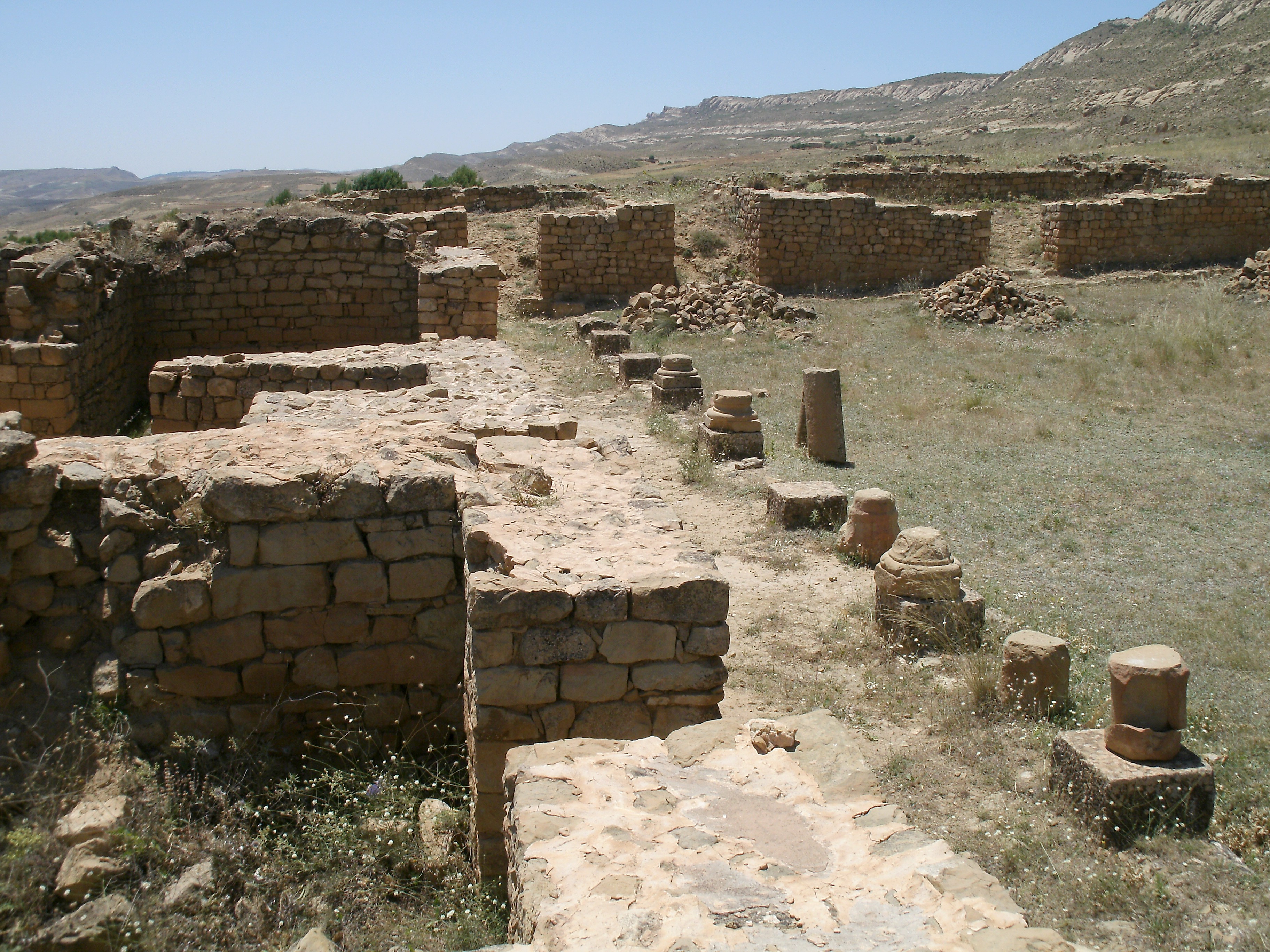
Ruines d'Achir, fondée par Ziri ibn Menad, dont descend la Dynastie ziride.

Ziri ibn Menad est le chef des tribus berbères Sanhadjas qui habitent entre Alger et M'Sila. Client des Fatimides, il commence la construction d'Achir en 935, qui devient sa capitale. Les Zirides commencent à bâtir une principauté dans le Maghreb central. Ziri charge son fils Bologhine ibn Ziri de construire trois villes : Miliana, Médéa et Alger. En 972, Bologhine est nommé émir du Maghreb par le calife fatimide avant son départ. Il vise à étendre son autorité à l'ouest et s'empare de Tahert et de Tlemcen, dont il déporte une partie de la population à Achir.

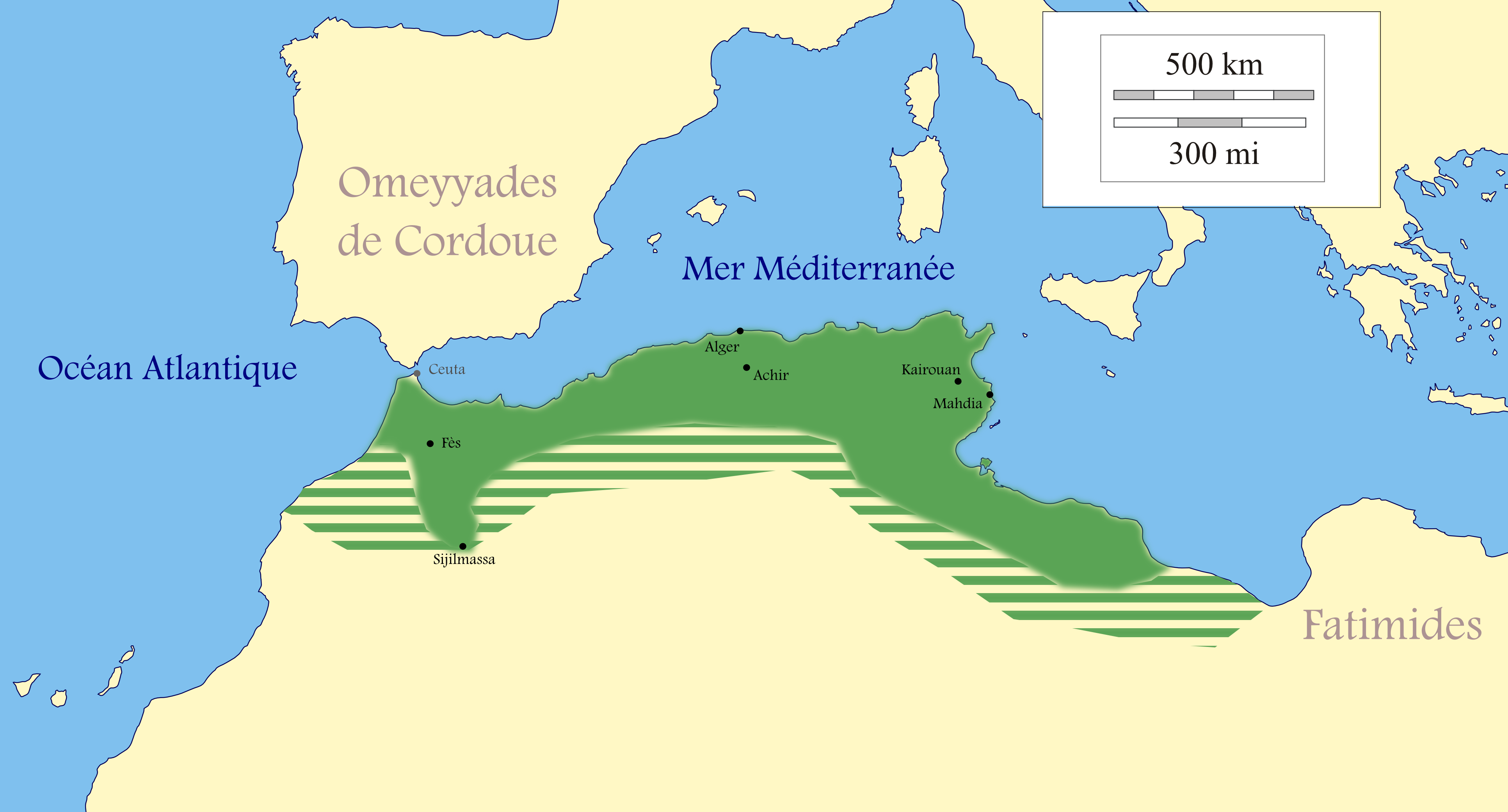
Carte de l’extension de l’Émirat des Zirides vers 980.

Par la suite, les Zirides s'installent en Tunisie et laissent la police du Maghreb central à leurs cousins Hammadides. Le fondateur de la dynastie, Hammad ibn Bologhine est le fils de Bologhine ibn Ziri, nommé gouverneur dans le Maghreb central. Les Hammadides se détachent de l'autorité ziride et construisent une nouvelle capitale Al-Qalaa en 1007.

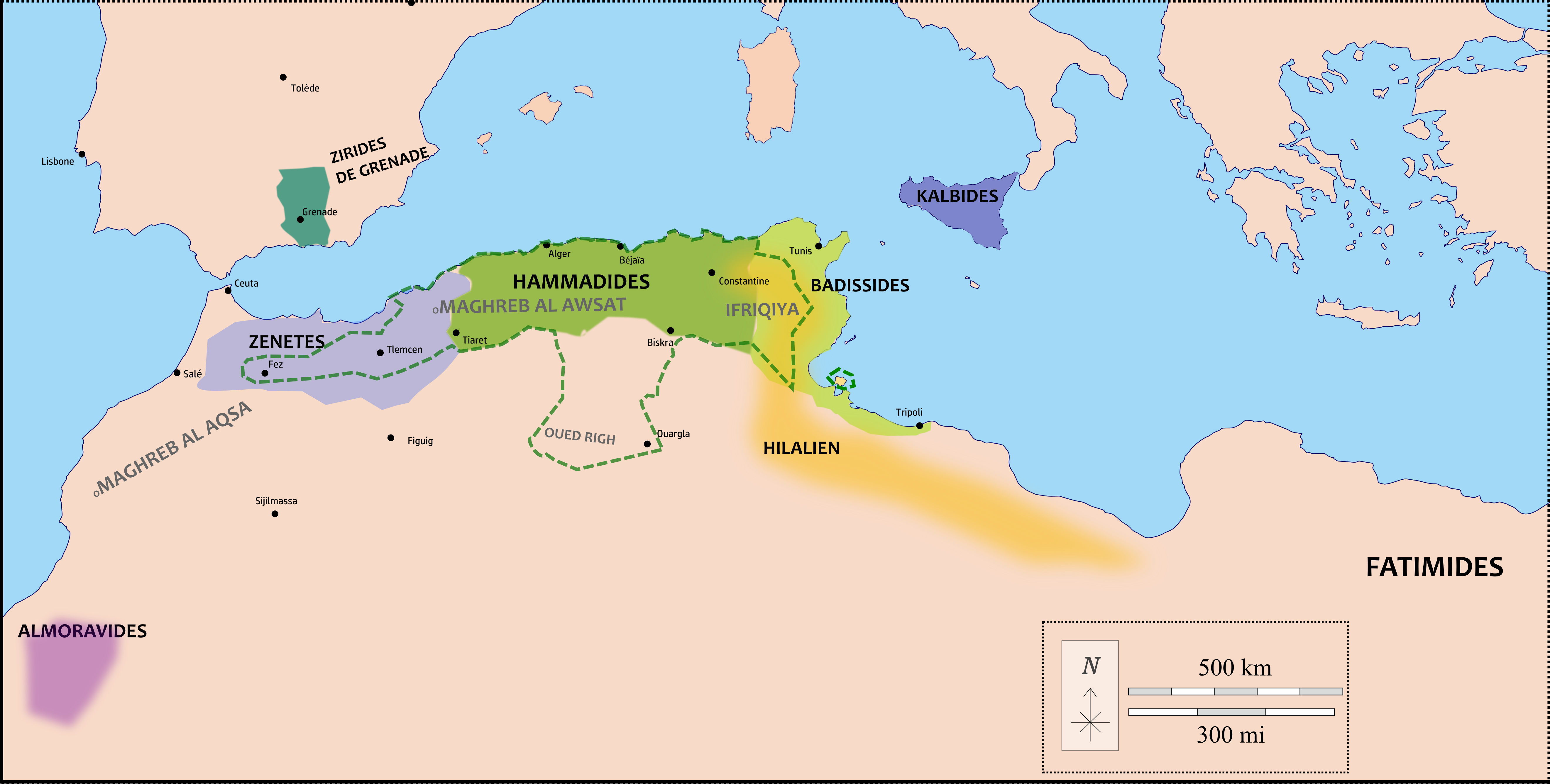
Territoire des Hammadides vers 1050 (en vert), et les territoires étendus (ligne pointillée) contrôlés à certaines périodes.

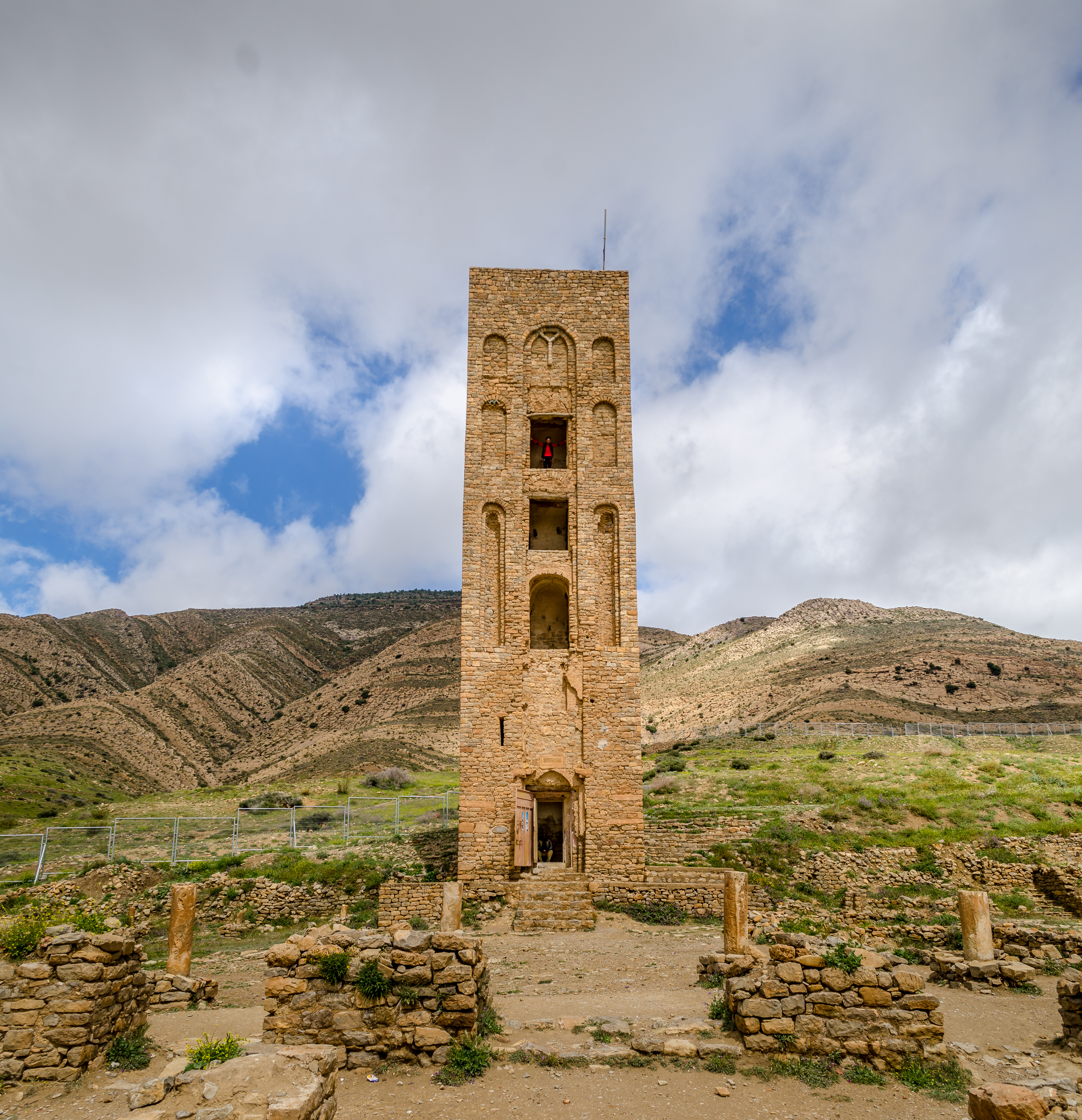
La Kalâa des Béni Hammad (minaret, face sud).

En 1005, Hammad impose à son neveu Badis ben Mansur un accord de partage du pouvoir, dès lors le Maghreb central et l'Ifriqiya sont gouvernés par deux autorités distinctes. À l'ouest, les Hammadides manœuvrent pour renforcer leur pouvoir sur les tribus Zénètes, mais les émirs Maghraouas s'appuient sur les Omeyyades de Cordoue pour contrarier leur extension. Les Hammadides rejettent la suzeraineté fatimide pour signifier leur indépendance.
Les Hammadides adoptent le sunnisme en 1015 et les Zirides en 1048. Pour les punir, les Fatimides envoient contre eux les tribus arabes des Hilaliens installés en Haute-Égypte en 1051 et 1052. Les Hilaliens déferlent d'abord en Ifriqiya, les Zirides se réfugient dans le littoral et seront définitivement chassés par les Normands en 1148. Le royaume hammadide, moins touché par les incursions des Hilaliens, profite des troubles qui secouent l'Ifriqiya pour prendre l'avantage sur les Zirides.
Toutefois, pour éviter l'affrontement avec les tribus arabes et pour mieux s'intégrer au commerce méditerranéen, les Hammadides transfèrent leur capitale à Béjaïa qu'ils fondent en 1064 et s'y installent définitivement en 1090 avant d'être vaincus par l'Almohade Zénéte Abd al-Mumin en 1151.
Cette migration, connue en français sous le nom d'« invasion hilalienne », est un long processus qui s'étale sur trois siècles. Elle ne concerne pas que des guerriers mais des tribus. Elle constitue un événement majeur pour tout le Maghreb. Le bilan de cette migration est contrasté. Ibn Khaldoun est un citadin qui exprime les vues des hommes d'ordre de son époque. Des tensions se font jour entre Arabes nomades et sédentaires. Mais ce type de tensions existait de longue date entre sédentaires et nomades berbères. Les Arabes nomades sont progressivement intégrés dans la société d'accueil qui pratiquait déjà la transhumance pastorale. Ils entraînent l'arabisation plus poussée du pays, surtout chez les Zénètes nomades, et élargissent les espaces des migrations pastorales. Cela provoque une régression urbaine et agricole, le déplacement de la vie urbaine vers le littoral et l'abandon des villes des plaines intérieures et des Hauts Plateaux.

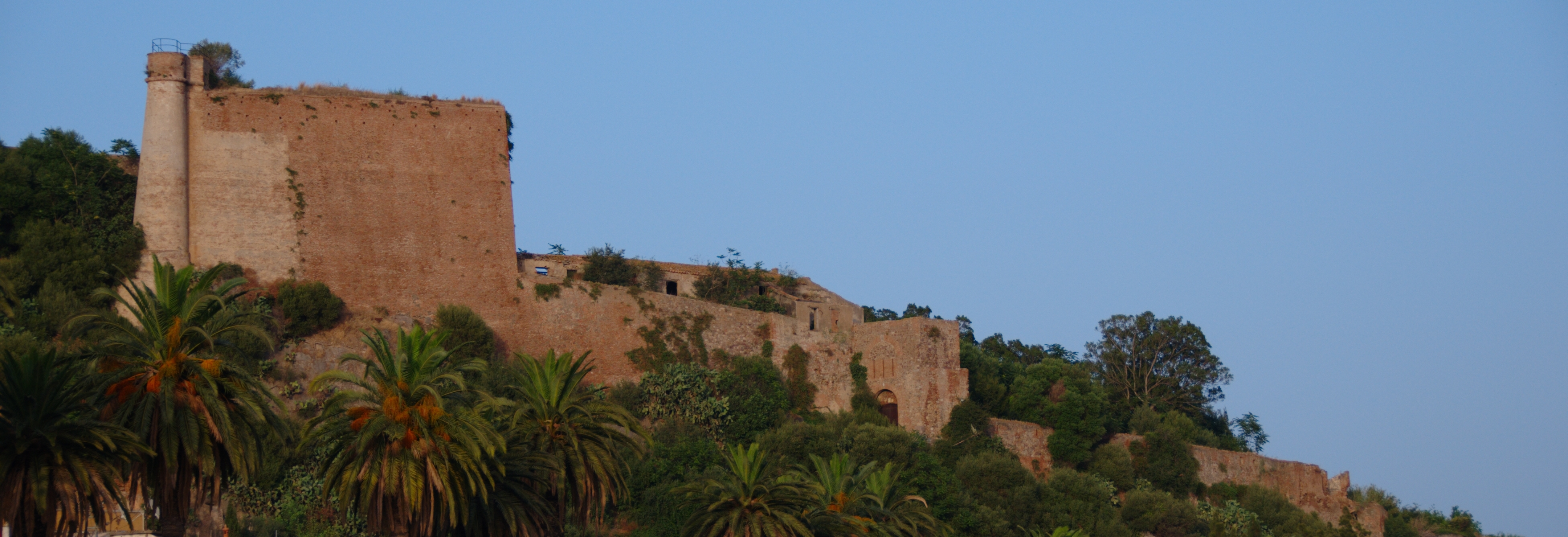
Citadelle (casbah) au-dessus du port de Béjaïa, d'époque hammadide.

Au temps des Zirides, Achir, dans le Titteri, devient rapidement un centre commercial actif. Son architecture est soignée et d'inspiration machrekienne. Les Hammadides édifient une nouvelle capitale, la Kalâa des Béni Hammad dans le Hodna, chaque nouveau dynaste tenant à avoir sa propre capitale, mais Achir n'est pas abandonnée. La nouvelle capitale accueille rapidement les citadins, commerçants, savants et lettrés qui ont fui l'Ifriqiya, notamment Kairouan, mais également les habitants des villes détruites par Hammad, comme M’sila. La région connait alors une vraie prospérité. La cité abrite de nombreux palais et lieux de cultes. Le souverain hammadide Al Nacir construit une nouvelle ville, Béjaïa, qui devient la capitale du royaume et l'un des ports les plus actifs du Maghreb. Dès lors, la ville attire étudiants et savants et devient un centre d'enseignement et un pôle intellectuel renommé pour la science. La Kalâa est un centre commercial et intellectuel actif, mais décline progressivement.

### Almoravides et Almohades
Du XIe siècle au XIIIe siècle, les Almoravides puis les Almohades ont tenté de construire deux empires regroupant Al-Maghrib et Al-Andalus. Au début du XIe siècle, les nomades Sanhadjas du Sahara occidental se regroupent au sein d'une communauté et se proclament « Almoravides » (al-Murābitūn, « ceux du ribat » ou les garde-frontières du djihad). La guerre sainte vise l'Afrique noire qu'ils veulent convertir. Des campagnes sont lancées dans le Sahel et dans les oasis Drâa et à Sijilmassa. Malgré la mort de leur chef Abou Bakr ben Omar, tué par la flèche empoisonnée d'un Sérère en 1087, l'Empire almoravide s'étend du Sénégal à l'Èbre et au Tage en Espagne au début du XIIe siècle.
L'État almoravide est à la fois religieux et militaire, son armée est composée de Sanhadjas (Lamta et Goudla) auxquels se sont joints des mercenaires noirs et européens. L'autorité religieuse est présentée par les légalistes malékites.

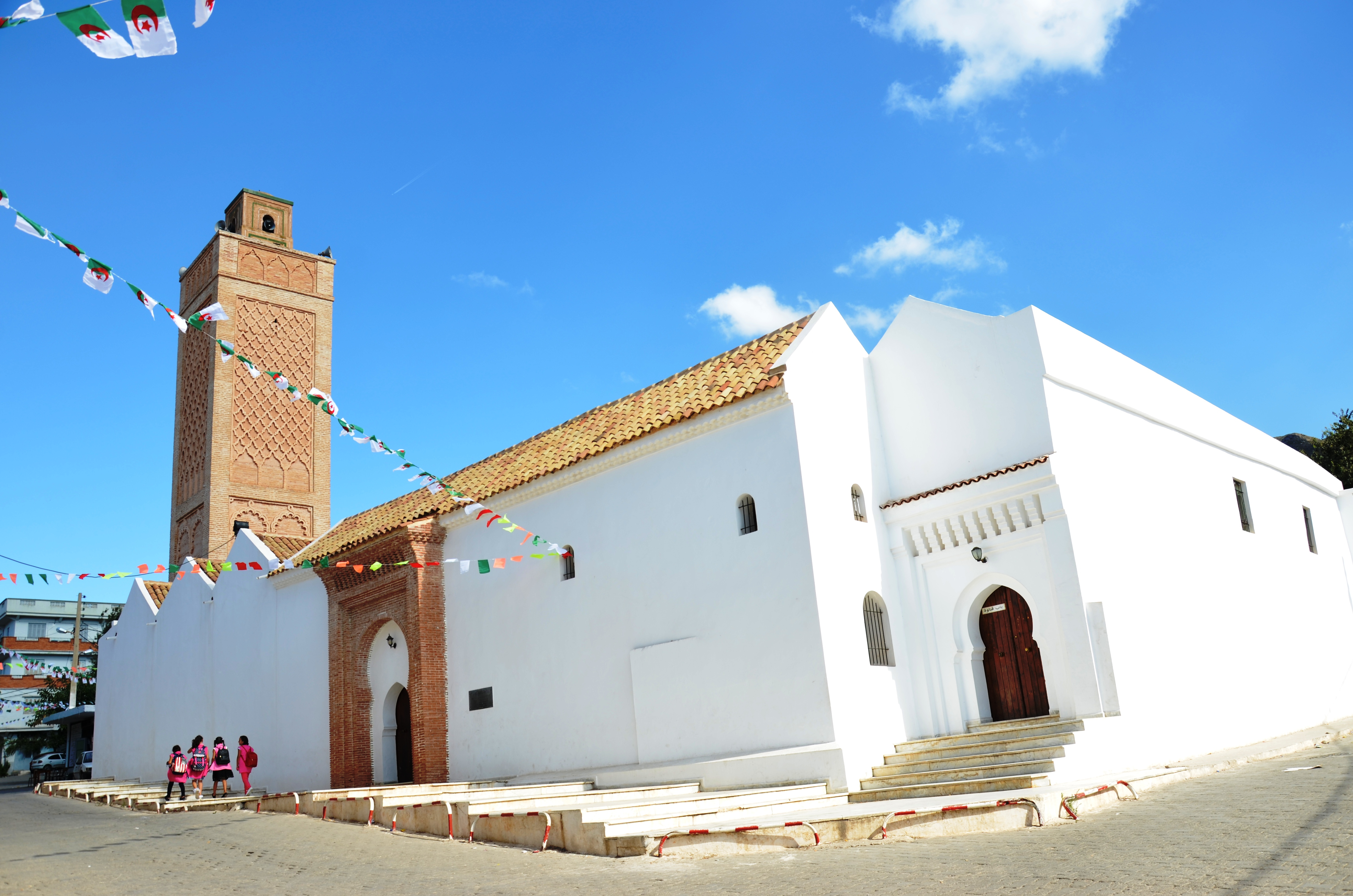
Grande Mosquée de Nedroma, construite durant l’ère almoravide.

Au Maghreb central, les Almoravides prennent Tlemcen en 1075, Oran et s'arrêtent à Alger, qu'ils enlèvent après un siège en 1082. En 1102, les Hammadides contre-attaquent et les font reculer jusqu'à Tlemcen, mais les Almoravides ripostent, et dès lors leur aire de souveraineté va jouxter le domaine hammadide. Les villes telles qu'Alger et Tlemcen connaissent un épanouissement pendant leur règne, sans dépasser Béjaïa la hammadide qui reste le centre économique et culturel du Maghreb central. Les Almoravides édifient les grandes mosquées de Tlemcen et d'Alger, laissant d'autres vestiges mineurs à Oran, Ténès ou Cherchell. Le déclenchement du mouvement Almohade marque la fin de l'empire des Almoravides.
Le mouvement almohade est fondé par Ibn Toumert qui commence à prêcher sa doctrine en 1117. Il s'installe dans les années 1120 chez les Masmoudas, à Tinmel, dans le Haut Atlas marocain. Les Almohades (al-Muwahhidoun, les « unitaristes ») prônent une doctrine proclamant l'unicité absolue de Dieu et jugent les Almoravides coupables d'anthropomorphisme. Ibn Toumert prêche dans une mosquée à Béjaïa, critiquant les mœurs des citadins, mais il en est chassé. À sa mort, les Almohades désignent son successeur : Abd al-Mumin, un disciple zénète originaire de la région de Nedroma.
Abd al-Mumin transforme la structure politique en monarchie héréditaire et s'appuie sur sa tribu d'origine, les Koumya de Nedroma. Il s'empare de la région de Tlemcen, il prend Oran en 1143, puis Tlemcen en 1145-1146. Puis, avec 30 000 guerriers, il envahit Marrakech,,. En 1151, il bat les Hammadides, occupe Béjaïa et écrase les Hilaliens près de Sétif en 1153, puis il les intègre à l'armée régulière. Il achève ensuite la conquête du Maghreb en Ifriqiya. Les Beni Ghania qui se sont maintenus aux Baléares, attaquent le Maghreb central, s'emparent de Béjaïa en 1184, puis d'Alger, d'al Qalaa et Miliana, et ils assiègent Constantine. En 1185, les Almohades contre-attaquent, les Beni Ghania se replient alors en Ifriqiya.
L'empire décline et se décompose au cours de la première moitié du XIIIe siècle. En 1212, lors de la bataille de Las Navas de Tolosa, il subit une importante défaite face aux armées chrétiennes en Espagne. Au Maghreb, le gouverneur de l'Ifriqiya se proclame indépendant en 1229, puis le gouverneur de Tlemcen en 1236. Dans le même temps, la Reconquista progresse en Espagne. Les Mérinides mettent fin à l'Empire almohade, en 1269, par la prise de Marrakech.
Les Almohades auront tenté de constituer un État institutionnalisé. Sous leur règne, l'activité économique se concentre sur le littoral, où se pratique le commerce portuaire. L'empire connaît de nombreuses révoltes malékites, les Almohades procèdent à des conversions forcées de juifs et de chrétiens. L'arabisation progresse sans retour, l'arabe devenant la langue de haute culture, le mysticisme et les chants soufis se développent et le Maghreb connait un grand afflux d'immigrés andalous.

### Hafsides et Zianides

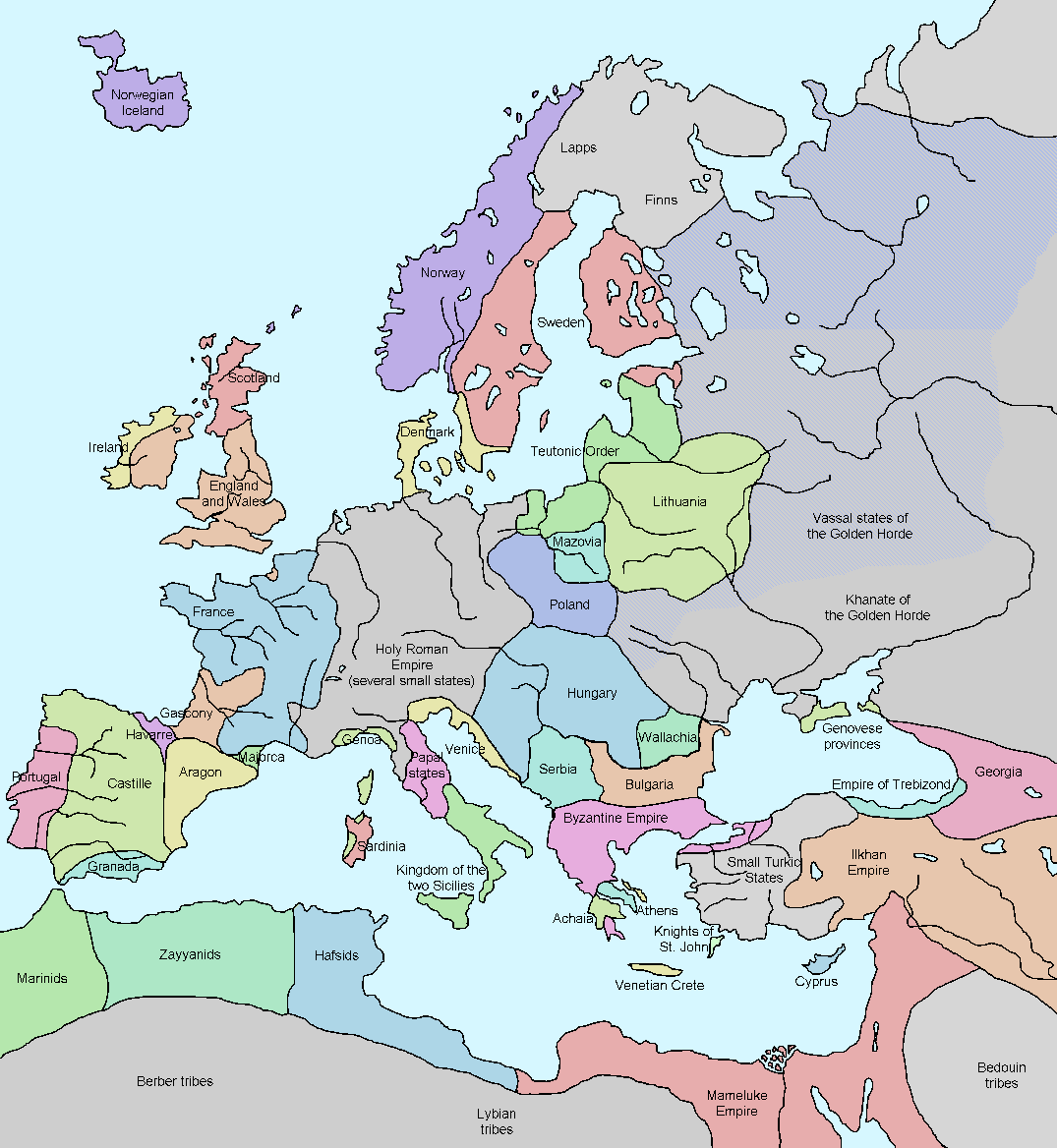
Carte représentant les États méditerranéens du XIVe siècle, parmi lesquels figure le royaume zianide.

Après la fin de l'Empire almohade, le Maghreb est partagé en trois entités politiques : les Hafsides à l'est, les Zianides au centre et les Mérinides à l'ouest. Cependant, leurs territoires sont fluctuants et elles rivalisent pour établir leur emprise sur tout le Maghreb, s'appuyant sur le fait tribal. Des trois, l'État hafside, qui se pose en héritier de l'empire almohade, est le plus structuré.

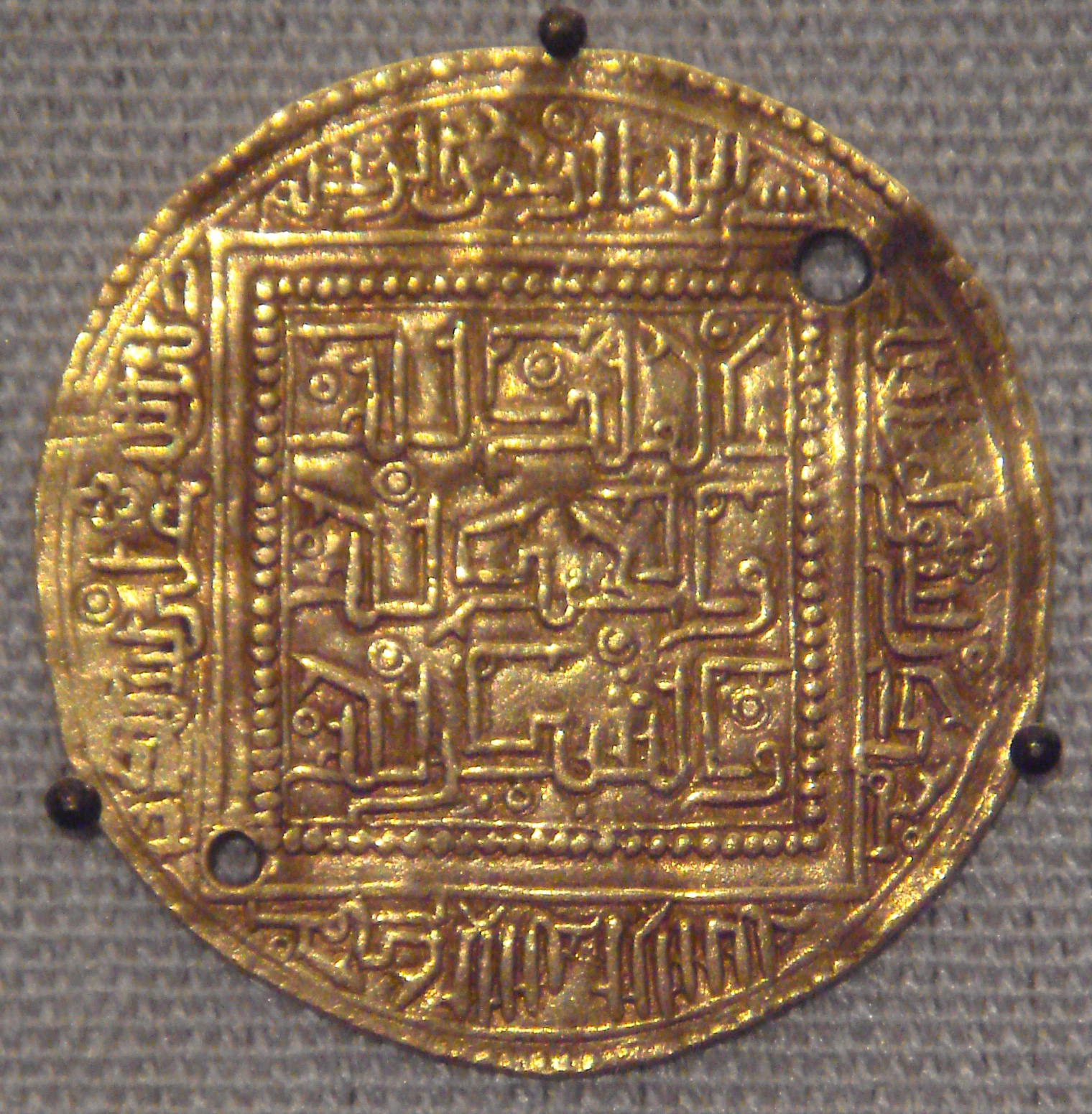
Pièce de monnaie hafside de Béjaïa.

La dynastie zianide fondée par Yaghmoracen Ibn Ziane, ancien gouverneur Almohade de Tlemcen en 1235, étend son emprise sur les deux tiers occidentaux du pays et fait de Tlemcen sa capitale. La dynastie hafside, d'abord alliée et vassale des Almohades, rompt avec eux dès 1229. Elle domine l'Ifriqiya et le tiers oriental de l'Algérie actuelle avec Tunis pour capitale, Béjaïa étant la capitale de la marche occidentale de leur État,. Les deux dynasties subsistent pendant plus de trois siècles. Les limites entre les aires zianide et hafside suivent une ligne courant de l'ouest de Béjaïa au Hodna et au Zâb même si, à l'ouest de cette ligne, les tribus vivent en quasi-autonomie. À l'est, les Zianides tentent d'élargir leur influence et de nombreuses révoltes éclatent à Béjaïa et Constantine, marquées par un esprit autonomiste et indépendantiste. Elles constituent une série de principautés instables. Ainsi, le domaine hafside s'est-t-il divisé à certaines périodes entre deux États ayant pour capitales Béjaïa et Tunis.

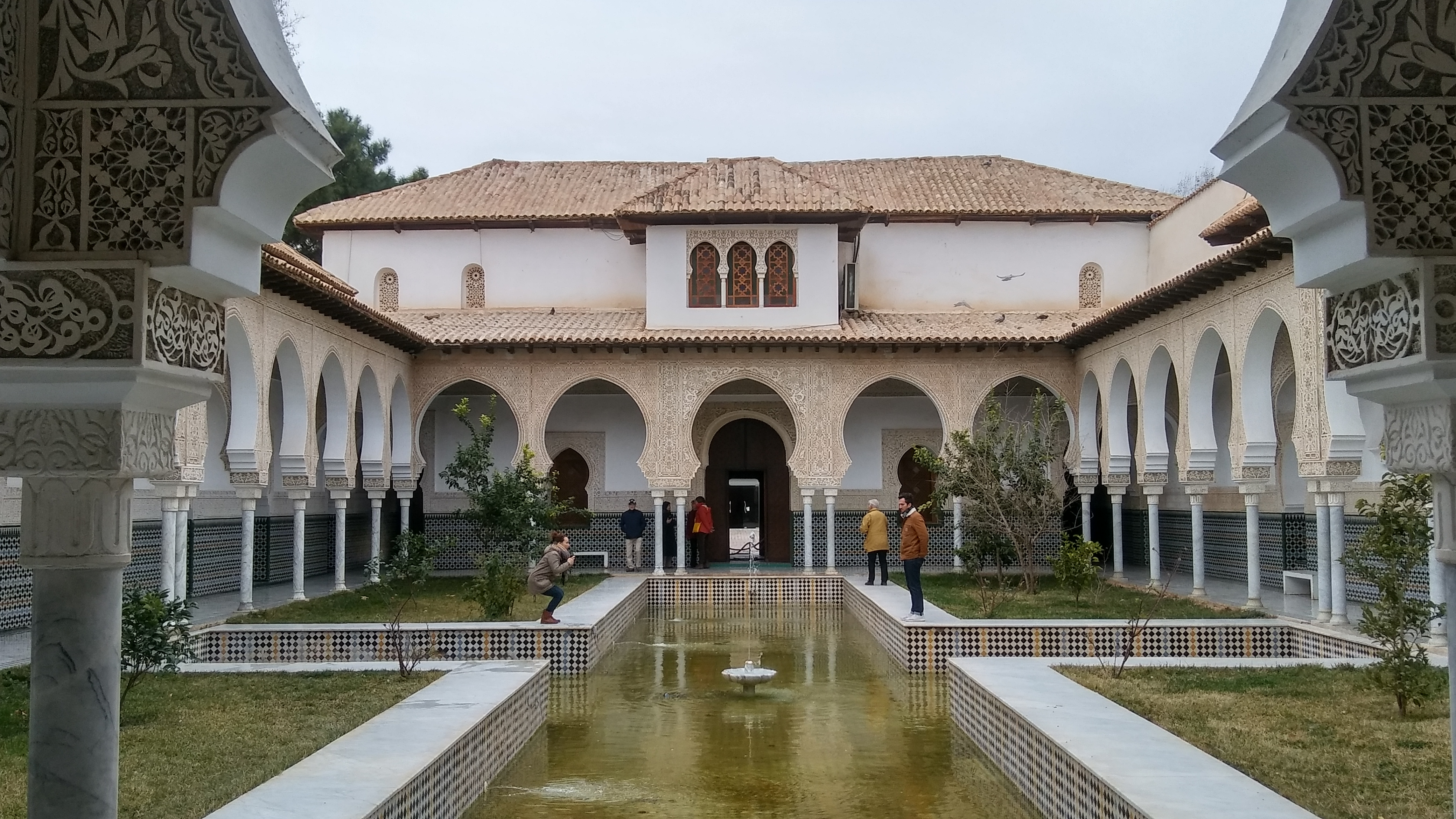
Palais El Mechouar à Tlemcen construit par les Zianides.

En 1299, les Mérinides assiègent Tlemcen pendant sept ans, sans réussir à s'emparer de la ville. Ils parviennent à l'occuper à deux reprises : 1337-1348 et 1352-1359, et envahissent le domaine hafside en 1347 et en 1353, sans pouvoir y demeurer. Le royaume zianide connait son apogée sous le règne d'Abou Hammou Moussa II (1359-1389). Au XVe siècle, la dynastie hafside, profitant du déclin des Mérinides et des Zianides connaît son deuxième apogée. Les Zianides leur reconnaissent une suzeraineté nominale et les Wattassides, successeurs des Mérinides, se reconnaissent leurs vassaux. Les deux dynasties hafside et zianide disparaissent après la prise de leur capitale Tunis et Tlemcen par les Ottomans respectivement en 1574 et 1555.
Les Zianides font de Tlemcen une cité importante dotée de riches édifices et peuplée de cent mille habitants. Elle est également un centre de rayonnement des religieux malikites et des panégyristes, abritant plusieurs médersas et un centre commercial. Elle est vue par les Européens comme une des villes les plus considérables du Maghreb et réputée pour sa tolérance religieuse. Dans le domaine hafside, le malikisme gagne du terrain via Béjaïa, Constantine et Biskra. Les recherches scientifiques sont concentrées dans le foyer des savants andalous immigrés à Béjaïa et à Constantine. Béjaïa est également une ville de plus de cent mille habitants avant l'occupation espagnole.

### Crise générale dans l'Occident musulman (1350-1500)

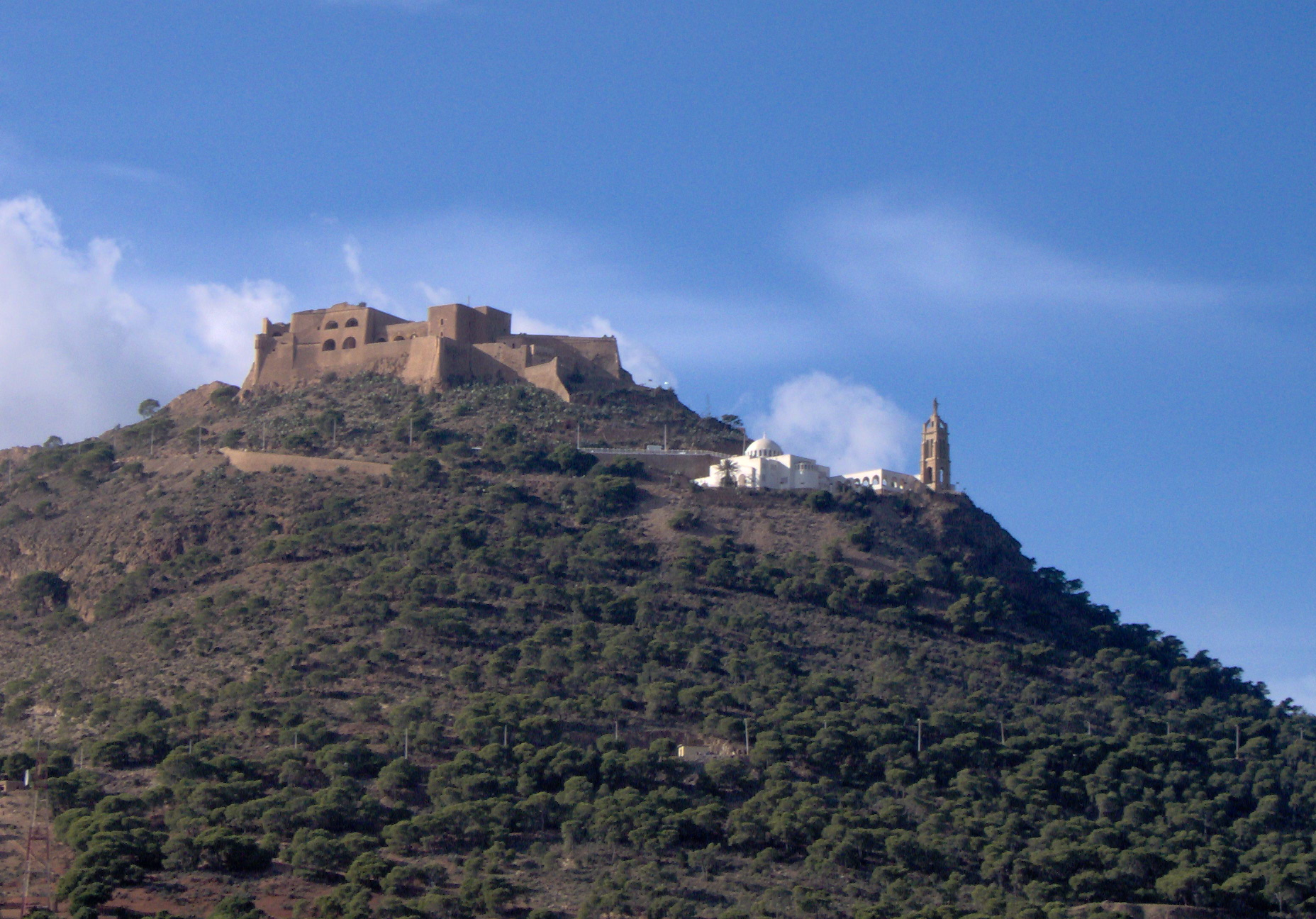
Le fort espagnol de Santa Cruz à Oran.

À partir du milieu du XIVe siècle, le Maghreb connait une décadence générale et une offensive ibérique. Au niveau socio-économique, le commerce est tari par la marginalisation du Maghreb dans le commerce mondial, la citadinité recule et l'agriculture connait une régression avec les concessions terriennes accordées aux tribus nomades. Sur le plan politique, le modèle étatique tribal est en crise, le paysage politique est marqué par les rivalités entre les dynasties, les guerres intestines et les révoltes sociales. Les États ne forment plus qu'une mosaïque de féodalités autonomes. Le climat devient également plus sec à partir du XIe siècle, et selon certains historiens, les famines et le repli démographique s'amorcent à l'époque fatimide. De 1350 à 1450, la peste noire et les sécheresses prolongées engendrent une diminution de la population de 30 % à 50 %. Cette crise dépeuple les campagnes et les villes, renforce le nomadisme et engendre la généralisation du culte des saints et du maraboutisme.
Au Maghreb central, le royaume zianide se fragmente, affaibli par les querelles familiales ; les émirs installés à Oran et Ténès luttent contre les souverains de Tlemcen. Dans le royaume hafside, les émirs de Béjaïa et de Constantine, qui régnaient déjà en autonomie jusqu'à Collo et Annaba, agissent indépendamment de l'autorité de Tunis. Les ports, Alger, Annaba, Jijel, Dellys, forment de petites républiques. À Alger, une aristocratie marchande d'origine andalouse, protégée par une tribu arabe, dirige la ville. Dans les Hauts plateaux, les Aurès et le Sud, les confédérations tribales sont indépendantes de tout pouvoir central, et en Kabylie des principautés indépendantes se constituent.

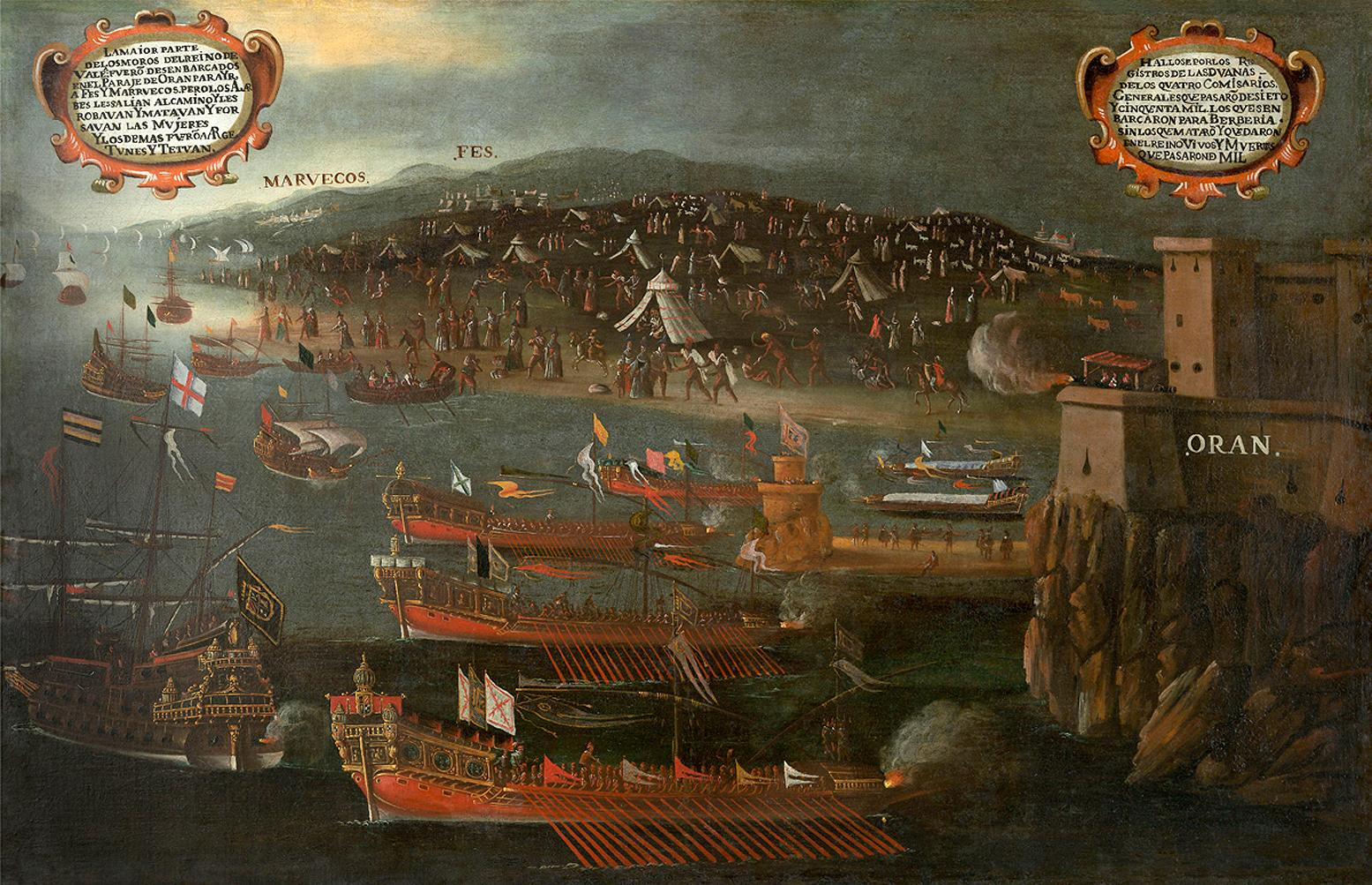
Débarquement des Morisques au port d'Oran par Vicente Mestre (1613).

En 1492, les Rois catholiques d'Espagne ont achevé la Reconquista. Entre le XIIIe siècle et 1609, date de l'expulsion définitive des musulmans et des juifs de la péninsule Ibérique, le Maghreb connait un grand afflux d'immigrés andalous. Ils s'installent en masse dans les villes du nord du Maghreb central, dont Oran, Tlemcen, Nedroma, Mostaganem, Cherchell, Blida, Alger, Koléa, Béjaïa, Dellys et Médéa,. L'apport de ces immigrés est très important dans leur société d'accueil, notamment sur le plan économique et culturel.
La présence des Andalous est plus ancienne dans le territoire algérien. À l'époque des Omeyyades de Cordoue, ils avaient établi des colonies sur le littoral pour pratiquer le commerce méditerranéen : Ténès en 872 et Oran en 902. Sous l'effet de la progression de la Reconquista durant la période almohade, la région connait un grand afflux d'immigrés andalous. Dans le royaume zianide, Tlemcen accueille 50 000 Andalous de Cordoue, faisant bénéficier la ville du savoir et de l'art d'une civilisation raffinée. L'afflux des administrateurs andalous contribue à la prospérité du royaume, mais également à l'émergence d'une orthodoxie malikite. Les hafsides recrutent également des notables andalous.
Par la suite, l'expulsion des Morisques vers la régence d'Alger aura des effets positifs sur son essor : ils releveront Cherchell, Ténès et Dellys de leurs ruines, repeupleront Blida et fonderont Koléa. Alger accueillera 25 000 Morisques au début du XVIIe siècle, qui contribueront à l'expansion urbaine de la ville. Plusieurs familles juives d'Espagne trouveront refuge dans le Maghreb central, les rabbins espagnols vivifiant les communautés citadines, notamment à Tlemcen, Constantine, Oran et Miliana.

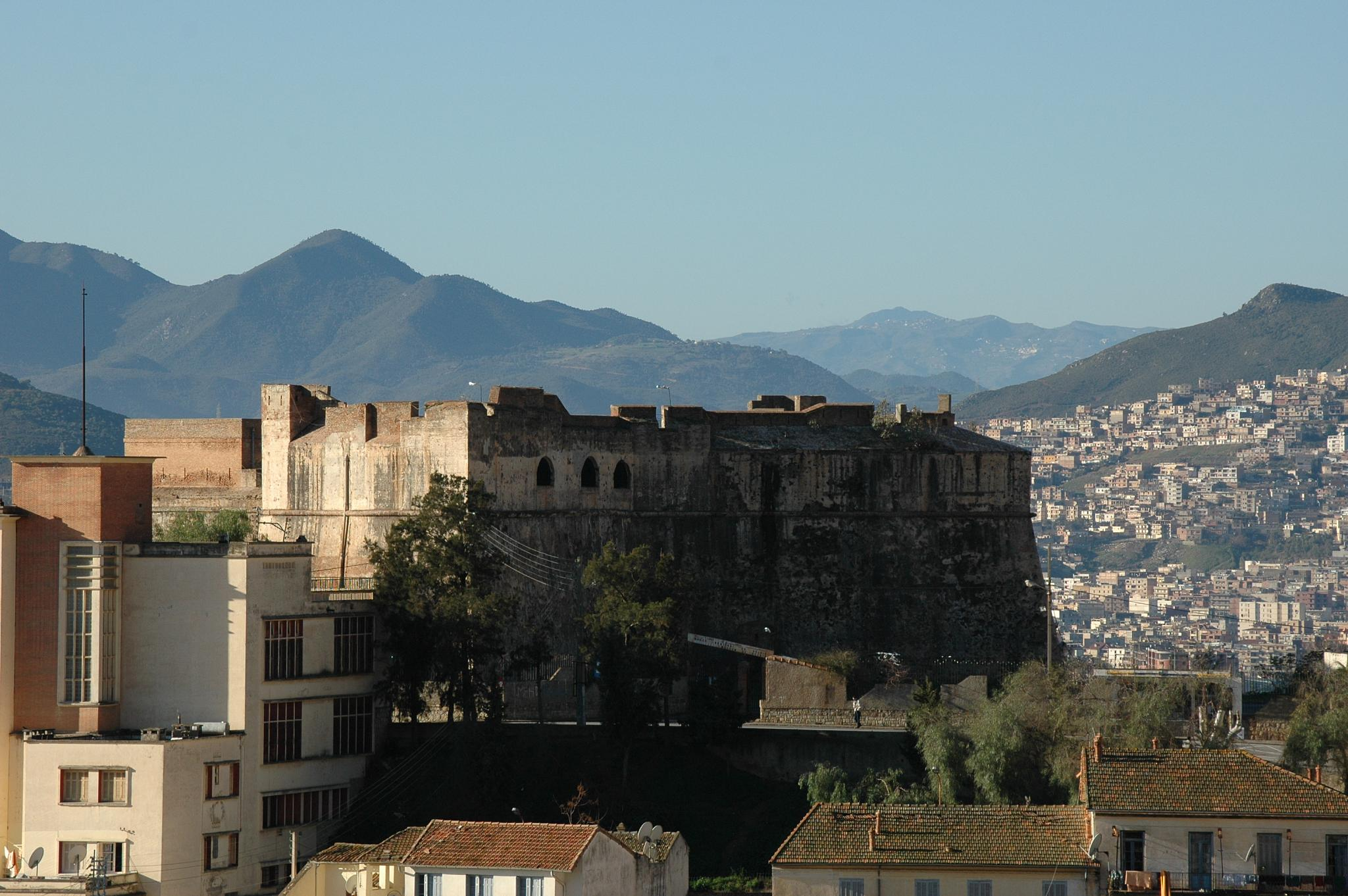
Le Borj Moussa à Béjaïa, ancien fort espagnol qui abrite maintenant le musée de la ville.

Au début du XVIe siècle, l'Espagne entreprend la conquête des ports algériens. Mers el-Kébir tombe en 1505, suivi par Oran en 1509. La prise de la ville par le cardinal Francisco Jiménez de Cisneros est suivie par le massacre des populations, la fuite des habitants, la razzia des tribus voisines et la conversion de deux mosquées en églises.
En 1508, Pedro Navarro ravage Honaïne et Rachgoun, et prend Béjaïa en 1510. Les habitants de Béjaïa fuient l'occupation espagnole pour échapper aux atrocités telles que celles commises à Oran et se réfugient dans l'arrière-pays ; une partie d'entre eux s'installe dans la Kalâa des Beni Abbès.
Sous la menace espagnole, d'autres villes payent un lourd tribut : Dellys, Cherchell et Mostaganem ; Alger livre l'îlot qui contrôle son port : le Peñón d'Alger. Le roi de Tlemcen reconnaît la suzeraineté de Ferdinand le Catholique, et les Hafsides chargent les maîtres de la Kalâa des Beni Abbès et de Koukou de défendre l'intérieur du pays. Le mécontententement des habitants devant l'incapacité de leurs chefs à le faire engendre l'émergence des mouvements soufis dont les chefs prennent un poids politique et aideront les frères Barberousse.
Cette période voit l'émergence d'une littérature qui exhorte à la résistance, dénonce les traitres et fait appel aux Turcs, vus comme la seule force capable de mener une résistance cohérente et unifiée. Les chefs marabouts font appel aux corsaires ottomans pour écarter la menace espagnole. Khayr ad-Din Barberousse, chargé d'unifier et d'organiser la résistance, mobilise les tribus et parcourt le pays notamment en Kabylie, où il recrute la légendaire Lalla Khedidja. Parmi les autres figures de la résistance, Sidi Ahmed Benyoucef, le saint patron de Miliana et Lalla Gouraya, la sainte patronne de Béjaïa.

## Régence d’Alger, de 1516 à 1830

### Les frères Barberousse et la fondation de la régence d'Alger

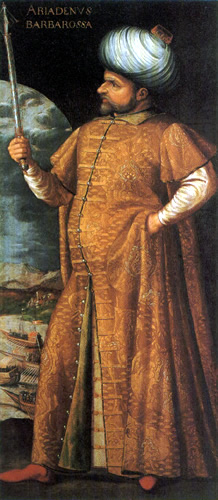
Khayr ad-Din Barberousse, bey d'Algérie au XVIe siècle.

Au début du XVIe siècle, le Maghreb central connait une décadence, une fragmentation politique et une offensive espagnole. Les Espagnols occupent plusieurs villes côtières et imposent à d’autres de payer un lourd tribut.
L'oligarchie citadine commerçante d'Alger désigne le chef de la tribu arabe des Tha'alibi, Salim at-Toumi, émir de la ville. Il sera favorable à un compromis avec les Espagnols. Sur un des îlots qui font face à Alger, les Espagnols construisent une forteresse : le Peñon d’Alger, qui menace la ville. Les Algérois, séduits par la protection dont bénéficiaient les habitants de Jijel et excités par les anciennes antipathies des monarchistes, font appel aux frères Barberousse. Ces derniers s’étaient distingués par l’aide fournie aux musulmans andalous.
En 1516, Arudj Barberousse se proclame sultan d'Alger et repousse une attaque espagnole. Il s'empare ensuite de Ténès, Miliana, et Médéa. Il organise l'administration de la ville et poursuit la lutte contre les Espagnols et leur principal vassal, le roi de Tlemcen. En 1517, il confie le gouvernement à son frère Khayr ad-Din, et se lance dans la conquête de l'ouest. Mais cette tentative échoue, il est défait et tué par les Espagnols à Rio Salado (El Malah) en 1518.
Son frère Khayr ad-Din Barberousse lui succède. Sentant le danger à l'ouest, il sollicite l'appui de l'Empire ottoman, et demande au sultan de Constantinople Sélim Ier de reconnaitre son pouvoir et de lui accorder la tutelle d'Alger. Ayant prêté hommage au sultan-calife, il devient le premier dirigeant de la régence ottomane d'Alger en 1519, ce qui sera officialisé en 1520. Il sera nommé beylerbey en 1533. Fort de l'aide militaire ottomane, il cherche à regrouper le Maghreb central sous son autorité, commençant par la Kabylie où il se heurte au roi de Koukou, puis il conquiert le Constantinois et déloge les Espagnols du Peñon d'Alger.
Quelques-unes des entités étatiques (principalement berbères) qui ont coexisté avec la régence d'Alger :
- Sultanat de Touggourt (1414-1881)
- Royaume des Beni Abbès (1510-1872)
- Royaume de Koukou (1515-1730)

### Beylerbeys, pachas et aghas

Les beyliks de la régence d'Alger.

Au XVIe siècle, alors que la Berbérie (Tamazgha) est le théâtre d'une lutte intense entre Espagnols et Ottomans, ces derniers s’appuient sur les corsaires au pouvoir à Alger. L'autorité des beylerbeys s’étend sur les régences d'Alger, de Tunis et de Tripoli. Dans la hiérarchie ottomane, les trois beylerbeys d'Anatolie, de Roumélie et d'El-Djazaïr viennent directement après le Sultan, et l'autorité de celui d'El-Djazaïr est absolue. Hassan Agha, qui succède à Khayr ad-Din Barberousse, triomphe de Charles Quint lors de l'attaque d'Alger en 1541 et recueille un prestige énorme auprès des populations. Les beylerbeys les plus importants furent Hassan Pacha, fils de Barberousse, Salah Raïs et Uluç Ali Paşa.
Les beylerbeys étendent leur autorité à l’intérieur du pays, et sont à l'origine de l'organisation des beyliks dans les provinces. Ils luttent à la fois contre les Espagnols, les Chérifs marocains et les pouvoirs locaux : Tlemcen est prise définitivement en 1554, Béjaïa en 1555 et les Espagnols sont vaincus en 1558 lors de la bataille de Mazagran, près de Mostaganem. Ils s'allient également avec certaines tribus, avec des hakems (« gouverneurs ») dans les villes et des caïds dans les tribus soumises, ils construisent des bordjs pour les garnisons et des postes le long des routes. Les Béni Abbès sont soumis et le royaume de Koukou en Kabylie évincé, les tribus de l'intérieur font leur soumission, et Salah Rais pénètre jusqu’à Touggourt et Ouargla dans le Sud.

Alger à la fin du XVIe siècle.

En 1587, le sultan ottoman supprime la fonction de beylerbey pour mettre un terme à l'affrontement direct avec les Espagnols et par peur que les beylerbeys mènent une politique d'indépendance. Mais ce changement de statut distend les liens de la régence avec Constantinople. Les beylerbeys sont remplacés par des représentants triennaux, nommés par la Sublime Porte : les pachas, dont le pouvoir est réduit par les raïs et les janissaires.
Les pachas accentuent l'imposition des tribus pour remplir les caisses de la régence, ce qui entraine des révoltes, notamment en Kabylie et dans le Constantinois. Les Kouloughlis, qui réclament les mêmes droits que les janissaires, soutiennent les insurgés ; le résultat est que l'administration des beylicks est confiée aux Kouloughlis, alors que le pouvoir à Alger reste entre les mains de l’odjak. Les raïs perdent leur influence et les Morisques prennent un poids politique et économique important. En 1659, une révolte donne le pouvoir au chef des janissaires : l’agha, instaurant une sorte de « république militaire » où le chef de la régence est élu. Cela ne met pas fin à la crise : les quatre aghas seront tous assassinés, et l’anarchie s’installe dans le pays.
Pour atténuer les effets de la course menée par les Barbaresques sur le commerce maritime en Méditerranée occidentale, les Européens, notamment Français, Italiens, Espagnols et Anglais, lancent plusieurs opérations militaires, maritimes et terrestres, tout au long du XVIIe siècle, mais sans parvenir à faire cesser la piraterie. Les Anglais et les Français bombardent Alger à plusieurs reprises.

### Consolidation du pouvoir des deys

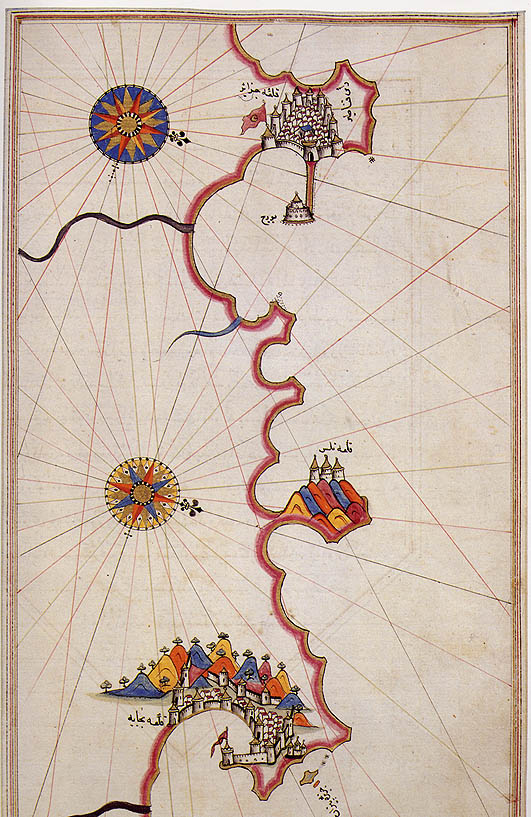
Carte maritime ottomane du XVI représentant la côte entre Alger et Bejaia.

À partir de 1671, des deys sont désignés à la tête du Diwan par une aristocratie au sein de laquelle rivalisent la taïfa des raïs (les armateurs et capitaines de navire) et les officiers de l'odjak (milice des Janissaires). En 1710, les deys prennent le titre de pacha et n'acceptent plus les représentants du Sultan à leurs côtés, affirmant ainsi leur indépendance de la Sublime Porte et imposant leur autorité aux raïs et aux janissaires. C'est lors de cette période que se stabilisent définitivement les frontières orientales et occidentales de la régence. La reprise d'Oran et de Mers el Kebir aux Espagnols, en 1792, marque leur éviction définitive du Maghreb central.
L'autorité du pouvoir central est favorisée au XVIIIe siècle par la prospérité économique et la succession de quelques deys d'une compétence remarquable[réf. incomplète]. Le diwan d'Alger, gouvernement local, se stabilise notamment à partir de l'instauration du système des pachas-deys en 1710 avec des fonctions bien organisées : le dey (chef du pouvoir exécutif) ; le khaznaji (Premier ministre, responsable des finances et de l'intérieur) ; l'agha al-mahalla (à la tête de l'armée et responsable des relations avec les tribus) ; wakil al Kharadj (chargé de la marine et des affaires extérieures) ; bait el maldji (chargé des successions) ; khodjet al khil (chargé de la gestion des domaines publics et de la gestion des troupes) ; ainsi que d’autres secrétaires d'État ; des caïds et des khodjas qui gèrent des secteurs spécialisés.

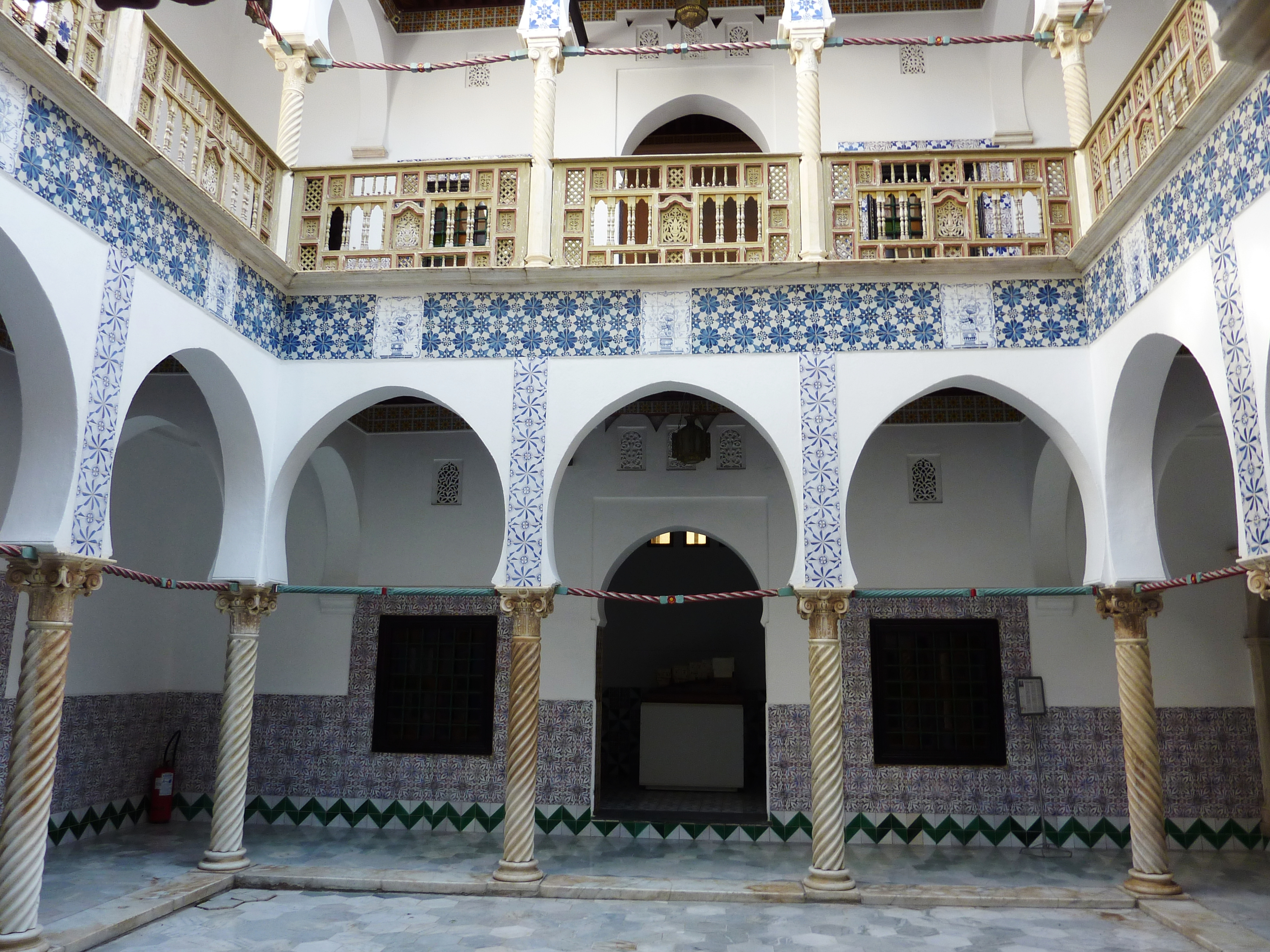
Le Palais des Raïs à Alger.

La course d'Alger, qui a connu son plus grand essor dans les premiers siècles de la régence, connaît un grand déclin dès le début du XVIIIe siècle, le pouvoir trouve dans le commerce extérieur, qui se développe, une nouvelle source de revenu. À la fin du XVIIIe siècle, les besoins grandissants de la France en céréales coïncident avec des récoltes abondantes en Algérie. Les avantages tirés des échanges économiques conduisent à des rapports pacifiques avec les États européens. Cela permet de réduire les actions de course. Les seules cibles permanentes de la course d'Alger s'orientent vers des pays en guerre avec elle, à savoir l'Espagne, le Portugal, Malte et certains petits États italiens ou nordiques.
Ce changement de cap a été amorcé dès les années 1690 par le dey Hadj Chabane, qui s'est détourné de la course pour se mobiliser dans des guerres maghrébines. Sa politique est poursuivie par le dey Hadj Mustapha qui remporte des victoires écrasantes sur les armées conjointes de Tunis et de Tripoli en 1700, puis sur l'armée du sultan chérifien Moulay Ismaïl en 1701, qui s'étaient entendues pour envahir simultanément la régence.
La très grande majorité de la population est rurale, affiliée à des tribus et autres communautés villageoises et encadrée sur le plan culturel et religieux par les confréries religieuses, les zaouïas et les marabouts. La principale activité économique est l'agriculture de subsistance ainsi que l'élevage. Certaines tribus dites makhzen bénéficient de privilèges en échange du service militaire dans le but de prélever des impôts sur les tribus raya (assujeties).

### La décadence du régime des deys

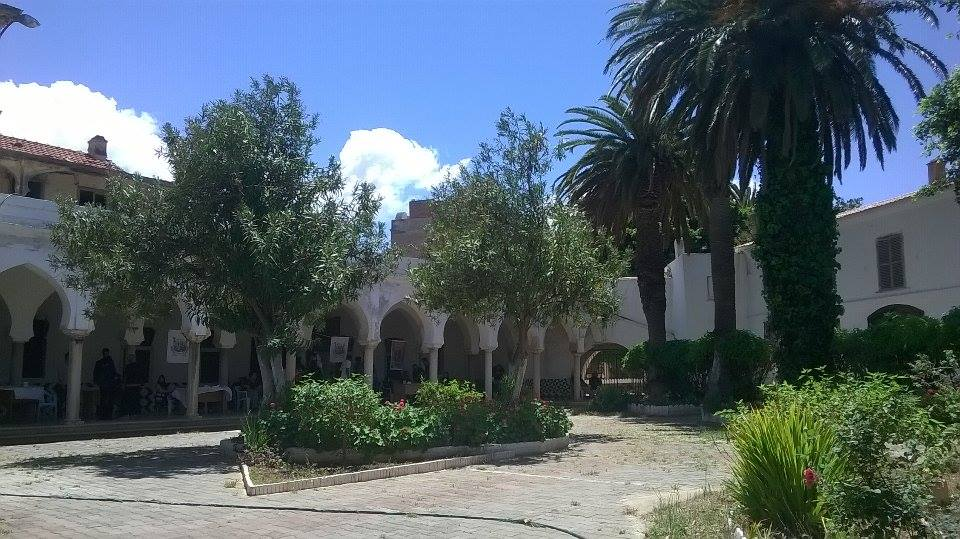
Palais du Bey d'Oran.

Après une période de prospérité et de stabilité politique au XVIIIe siècle, l'Algérie entre, à la veille de la conquête française, dans une crise qui coïncide avec le déclin de l'Empire ottoman et la montée en puissance de l'Europe occidentale. En 1786, la peste se propage et s'installe de façon endémique dans le pays. Elle est suivie, à partir de 1803, d'une famine causée par des années de sécheresse et aggravée par le développement de grandes révoltes populaires.
En effet, face à l'extinction des revenus de la course, l'administration des beyliks exerce une forte pression fiscale sur les tribus. Le mécontentement mène à des mouvements insurrectionnels inédits, notamment encadrés par des confréries maraboutiques, comme celle des Derqawa, en Oranie et dans le Constantinois. D'autres révoltes vont suivre dans différentes régions, malgré la fin désastreuse de ces deux soulèvements. En 1823, les Beni Abbès de Basse Kabylie entrent en révolte contre l'autorité de la régence et coupent les voies de communications entre Alger et Constantine. Ce n'est qu'après plusieurs mois de combats que l'agha Yahia peut négocier la soumission des tribus révoltées[réf. à confirmer].

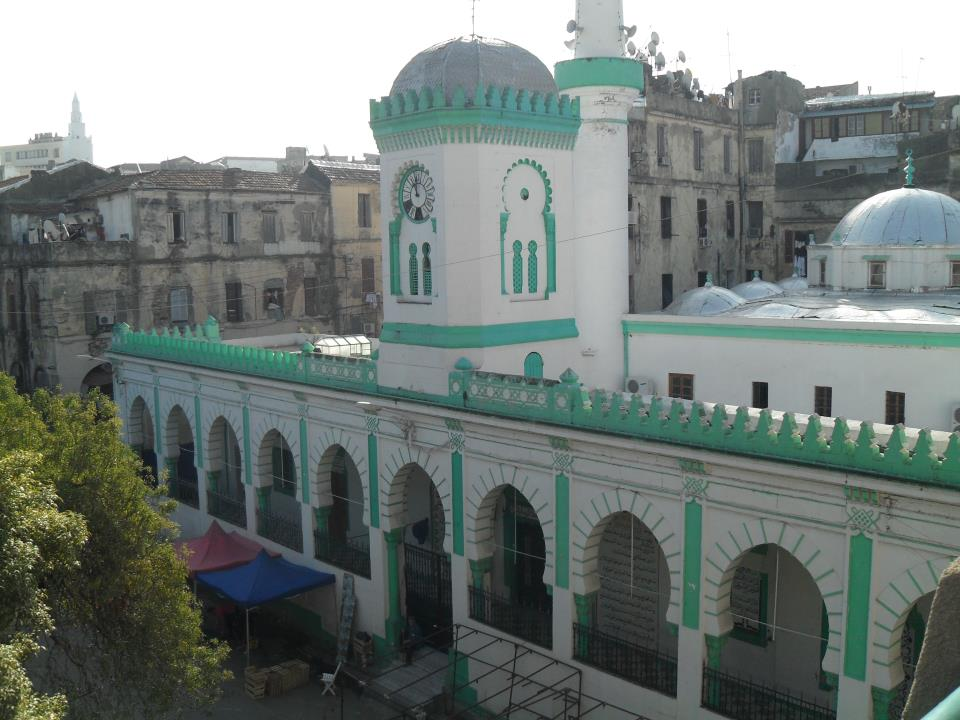
Mosquée Salah Bey à Annaba, construite à la fin du XVIII.

La régence connaît également une crise politique latente. En 1805, la milice des janissaires assassine le dey Mustapha Pacha, accusé de complicité avec les négociants juifs, qui auraient continué à exporter des céréales alors que la famine sévissait. Ce qui marque le début d'une série de coups d'État sanglants, de 1805 à 1817, au cours desquels six deys sont renversés et exécutés. Pour tenter de mettre fin à ce cycle de violences, le dey Ali Khodja, arrivé au pouvoir en 1817, s'entoure surtout de gardes autochtones. Les janissaires révoltés sont massacrés ; les survivants sont renvoyés en Turquie.

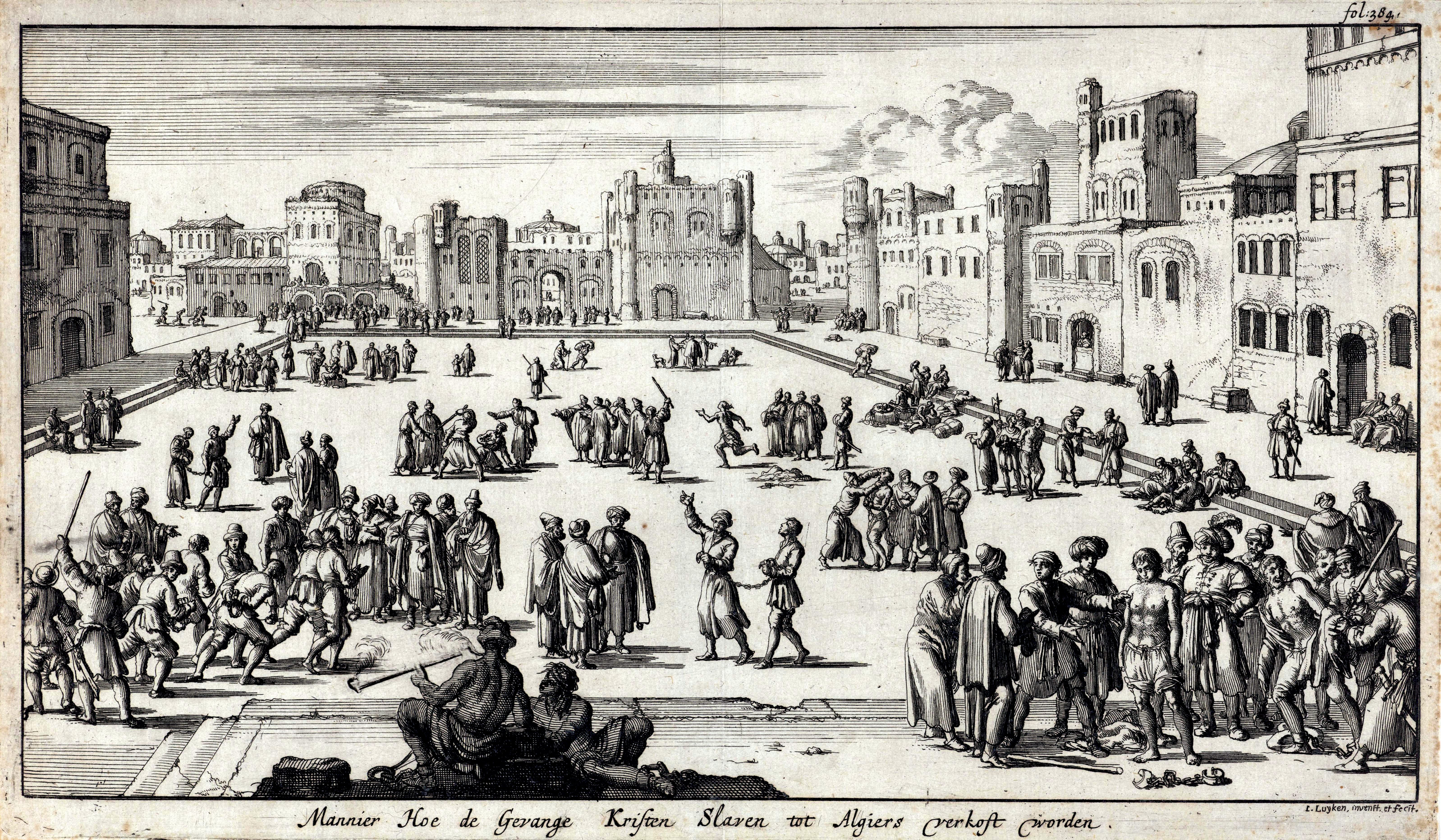
« Manière dont les prisonniers chrétiens sont vendus comme esclaves au marché d'Alger » (1684)

Sur le plan extérieur, la montée des puissances européennes en conséquence de la révolution industrielle, l'ascension des bourgeoisies marchandes et l'essor de la colonisation conduisent à un changement radical du rapport de forces entre l'Empire ottoman et les puissances européennes. Le gouvernement ottoman fait pression sur Alger pour mettre fin à la course, alors que la course d'Alger est devenue assez dérisoire et surtout symbolique depuis la destruction de la flotte d'Alger par l'expédition anglaise de 1816. En 1819, une flotte franco-anglaise se présente devant Alger pour informer le dey que les puissances européennes ont décidé d'interdire l'esclavage des Européens. En 1830, lorsque les Français débarquent à Alger, la ville décimée par les épidémies et les exodes, ne compte plus que 122 captifs.

## Période de la colonisation française, de 1830 à 1962

### Premières expéditions

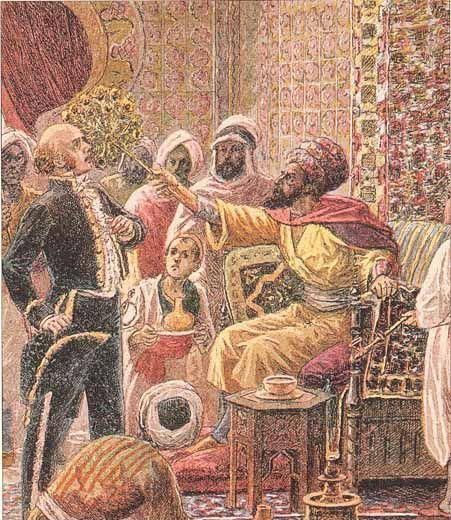
L'Affaire de l'éventail entre le pacha Turc Hussein Dey et le consul Français Pierre Deval est le casus belli qui provoque le blocus maritime d'Alger par la marine royale française en 1827.

Le royaume français utilise un prétexte (le coup d'éventail de 1827) pour entreprendre la conquête d'Alger (1830). En fait, le gouvernement ultra du prince de Polignac espère renouer avec les conquêtes militaires de Napoléon Ier et consolider l'influence française dans le bassin occidental de la Méditerranée.
Lors de la bataille de Staoueli (19 juin 1830), les troupes françaises prennent l'avantage sur l'armée ottomane.

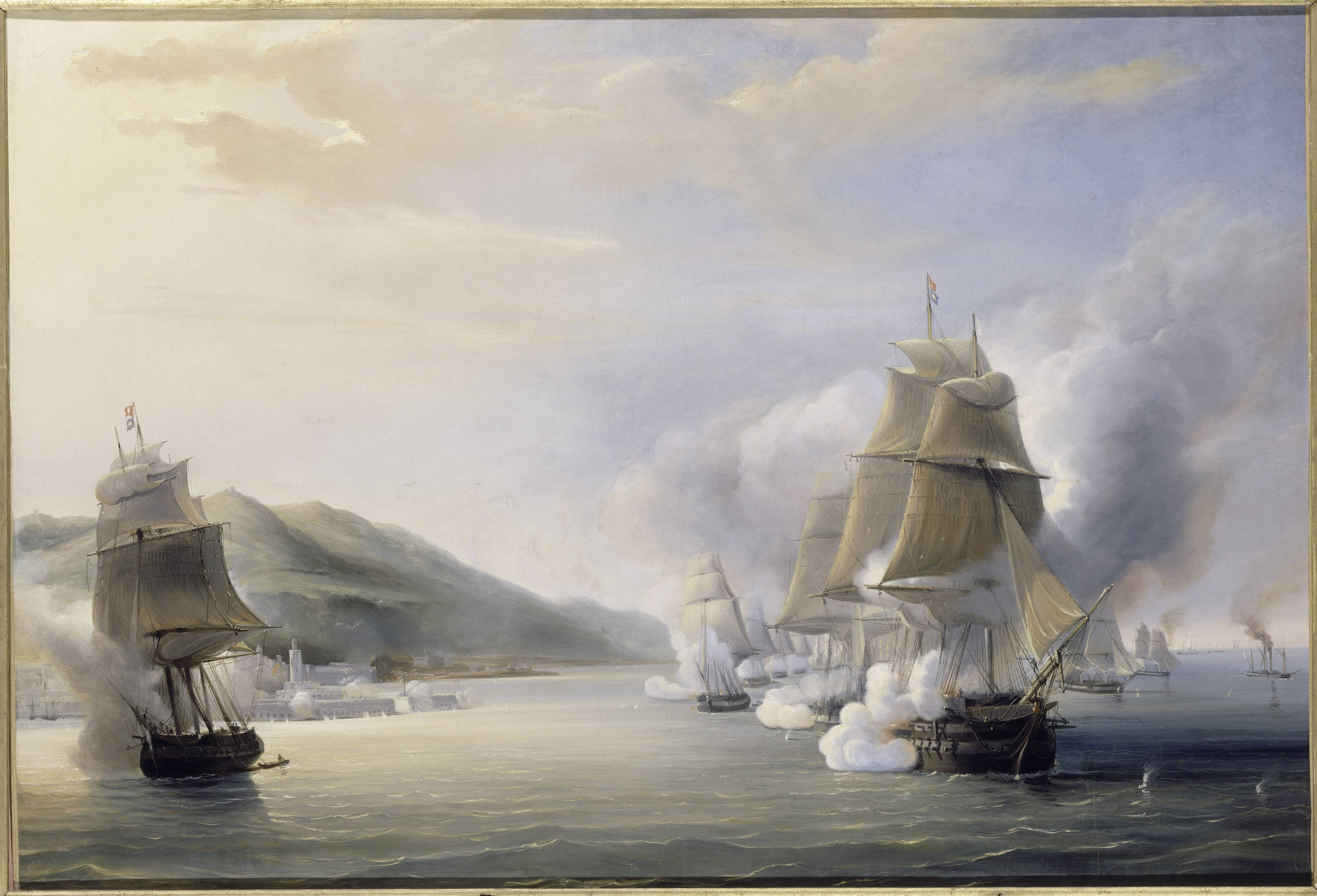
Bombardement d'Alger par mer le 3 juillet 1830. La Provence (à droite) montée par l'amiral Duperré participe à la manœuvre.

Le 5 juillet, les Français occupent Alger et, le jour même, le dey Hussein signe l'acte de capitulation. Les caisses de l'État sont pillées, les janissaires d'Alger sont expulsés pour l'Asie Mineure, la France accapare toutes les terres des beyliks (propriétés publiques).
Après la prise d’Alger par les Français, l’effondrement du pouvoir ottoman dans le beylik de l'ouest ouvre une période d’anarchie. Les habitants de Tlemcen sollicitent la protection du sultan marocain Abd ar-Rahman, qui envoie son beau-père Moulay Ali ibn Sulayman ainsi qu’Idris al-Jirari, le gouverneur d’Oujda. Cependant, ils n'arrivent pas à unir les deux factions rivales de la ville, l'élite citadine pro-marocaine et les Kouloughlis.
Le 1er décembre 1830, Louis-Philippe nomme le duc de Rovigo chef du haut-commandement en Algérie. Celui-ci réussit à s'emparer d'Annaba et met en œuvre activement la colonisation. La violence de ses actions choque tant qu'il est rappelé en 1833. Le 15 décembre 1830, un arrêté du général en chef Clauzel prononce la déchéance d'Ahmed, bey de Constantine ; celui-ci contrôle la majeure partie du beylik de Constantine jusqu’à la prise de la ville en 1837.

### Conquête coloniale et résistances populaires

Carte chronologique de la conquête française.

Cette période marque la fin de la Régence d'Alger et le début de la domination française. Celle-ci va susciter l'apparition d'un chef inattendu : Abdelkader ibn Muhieddine (1808-1883), issu d'une famille de l'aristocratie religieuse soufie et élu émir en 1832.

#### Une conquête limitée

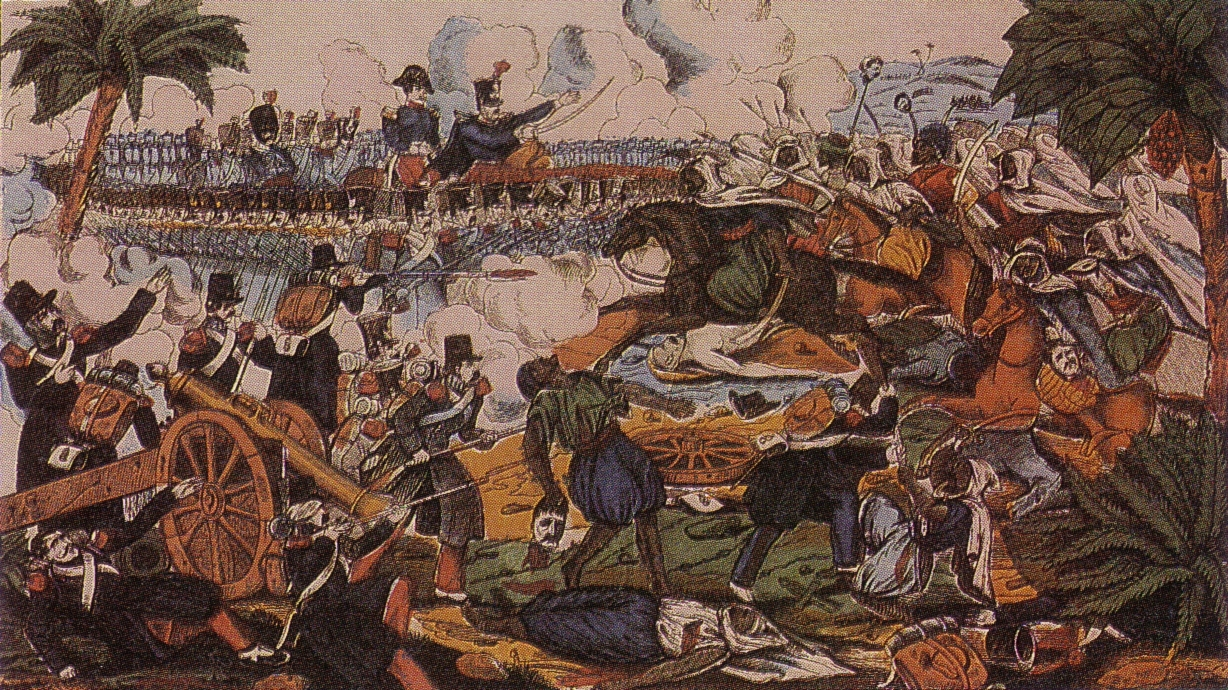
L'Expédition de Constantine, 1836.

Au retour d'une expédition contre les Smalas, le 4 février 1834, après avoir battu Abd el-Kader, le général Desmichels signe avec ce dernier un traité aux termes duquel la France reconnait l'autorité de l'émir sur l'Oranie, en contrepartie de la reconnaissance de la présence française dans les villes du littoral.
Mostafa ben Smaïl refuse de reconnaître l'autorité d'Abd el-Kader. Ce dernier, avec l'aide de ses alliés français, est victorieux de Mostafa ben Smaïl le 13 juillet 1834. Le 22 juillet, l'ex-régence d'Alger devient « Possession française d'Afrique du Nord ». La « convention du figuier » est signée, en juin 1835, entre la France et les tribus des Douaïr et des Zmela qui deviennent alors « des sujets français ».
Abd El Kader attaque des tribus alliées de la France et bat le général Trézel dans les marais de la Macta près de son fief de Mascara, dans l'Ouest algérien. Il encercle la ville voisine d'Oran pendant 40 jours. Arrivé en renfort de métropole, le général Bugeaud inflige une défaite à Abd El Kader.
Le général Clauzel reprend les hostilités, s’empare de Mascara en décembre 1835, puis de Tlemcen, où il installe une garnison. Il soumet les tribus du Chelif en mars 1836 et chasse le représentant de l’émir à Médéa, désertée par sa population, le 4 avril 1836. Considérant que la menace est conjurée à l’ouest, il destitue le bey de Constantine et nomme à sa place le chef d’escadron Youssouf, qui s’établit provisoirement à Annaba.
En 1836, différents combats ont lieu entre Abd el-Kader et les troupes françaises.

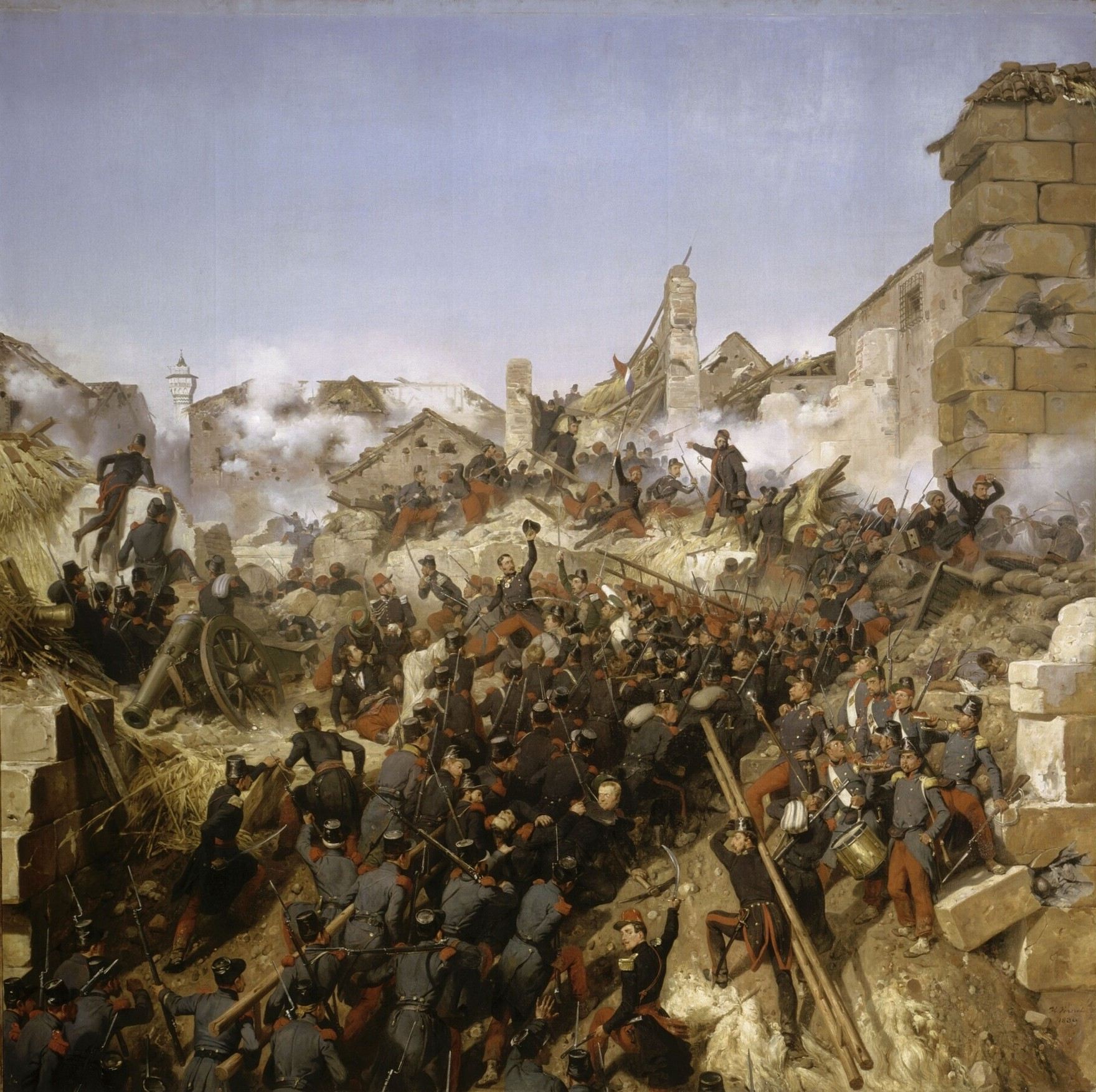
La Prise de Constantine, par Horace Vernet, 1837.

Le traité de la Tafna est signé, le 30 mai 1837, entre le général Bugeaud et l'émir Abd el-Kader. L'émir obtient les deux tiers du territoire de l'ex-régence (province de Titteri et province d'Oran, à l’exception des villes d'Oran, d'Arzew et de Mostaganem). Il établit sa capitale à Mascara. Les Français se chargent d'exiler ses propres opposants. Damrémont entre en contact avec le bey de Constantine pour obtenir une convention du même type, mais Ahmed rejette son ultimatum le 19 août.
Abd el-Kader entreprend la réorganisation administrative de son territoire, qui est divisé en trois califats, en respectant l’organisation politique tribale. Il ne partage son pouvoir de décision avec l'assemblée tribale qu’en ce qui concerne la conduite de la guerre sainte.
Le 13 octobre 1837, le gouverneur général reçoit l'ordre de marcher sur Constantine avec 10 000 hommes. La ville est prise après sept jours de siège. Damrémont a été tué la veille d’un coup de canon. Son successeur, le général Valée, s’attache à organiser la province de Constantine, puis doit affronter Abd el-Kader.

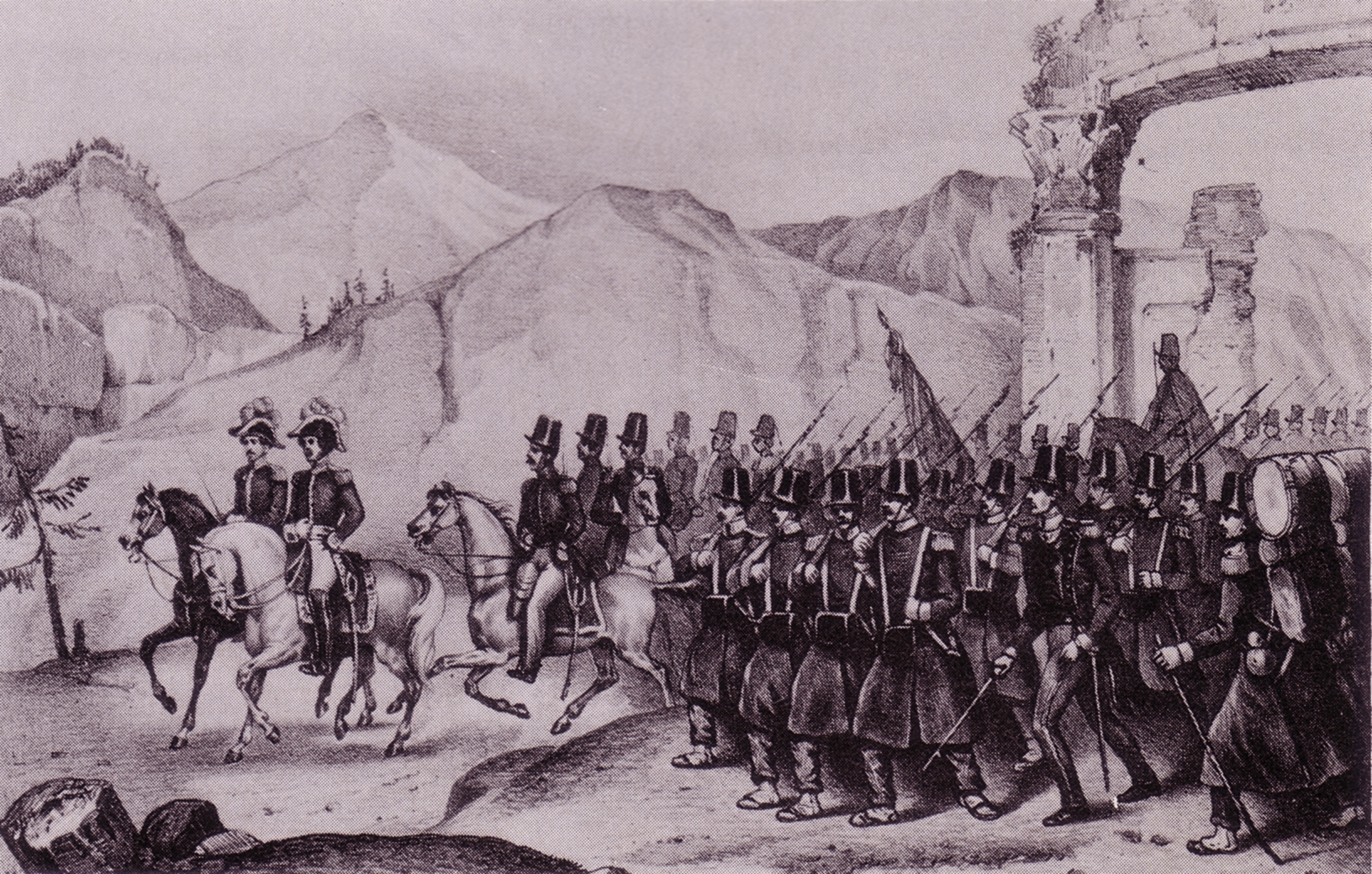
L'expédition des Portes de Fer menée par les troupes françaises en 1839 relance la guerre contre Abd el-Kader.

L'armée française passe, en septembre 1839, les Portes de fer dans la chaîne des Bibans, territoire que l'émir comptait annexer. Abd el-Kader, considérant qu'il s'agit d'une rupture du traité de Tafna, reprend, le 15 octobre 1839, la guerre contre la France. Ses partisans pénètrent dans la Mitidja, massacrent des colons européens et détruisent la plupart des fermes. Valée reçoit des renforts et se trouve à la tête d’une armée de 60 000 hommes, mais ses succès restent limités en raison de la politique d'occupation restreinte, qualifiée de chimère par Bugeaud à la Chambre des députés en janvier 1840. Abd el-Kader a constitué une armée régulière de 10 000 hommes instruits par les Turcs et des déserteurs européens. L'émir dispose d’une fabrique d’arme à Miliana, d'une fonderie de canon à Tlemcen, et reçoit des armes européennes par le Maroc.

#### Reddition d'Abdelkader (1847)

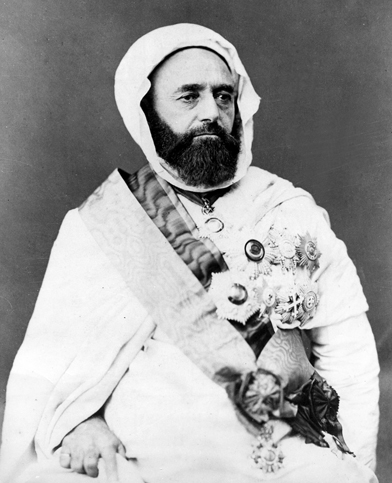
L’émir Abd el-Kader, figure de la résistance arabe à l'armée d'Afrique.

Le 22 février 1841, Bugeaud, nommé gouverneur général de l'Algérie française (jusqu'en 1847) arrive à Alger. Il décide la reprise des hostilités en vue d’une conquête totale de l'Algérie. L’effectif des troupes passe de 63 000 (1840) à près de 110 000 hommes. Par l’intermédiaire du « bureau arabe », Bugeaud recrute des autochtones et pose les premières bases de l'armée d'Afrique. Il encourage l’établissement de colonies. Abd el-Kader de son côté dispose de 8 000 fantassins, 2 000 cavaliers, 240 artilleurs, auxquels il faut ajouter les irréguliers (environ 50 000 cavaliers et goumiers).
Le 25 mai 1841, l'armée française occupe Tagdemt, puis Mascara le 30 mai (la nouvelle et l’ancienne capitale de l’émir), razziant les tribus favorables à l’émir et détruisant les récoltes et les silos à grains. Abd el-Kader fait en vain appel au sultan ottoman.
Le 23 août 1841, le Cheik el Kadiri, lors d'une réunion au Caire, publie une fatwa qui précise que les tribus sont autorisées à ne pas obéir à Abd el-Kader et qu'il est insensé de faire la guerre aux chrétiens, tant que ceux-ci laissent les musulmans exercer librement leur culte.
Le 16 mai 1843, le duc d'Aumale attaque par surprise avec 600 cavaliers la smala d'Abd el-Kader à la source de Taguin et fait 3 000 prisonniers.
Le 1er février 1844, la France crée une direction des Affaires arabes supervisant les bureaux arabes locaux dans les provinces d'Alger, Oran et Constantine pour établir un contact avec la population indigène.
Le 30 mai 1844, des troupes marocaines attaquent les troupes françaises basées dans l’Oranais et sont repoussées par le général Lamoricière. Abd el-Kader, réfugié au Maroc devant l’avance des troupes françaises, convainc le sultan Mulay Abd ar-Rahman d’envoyer une armée à la frontière algéro-marocaine. Les incidents de frontières se multiplient entre le Maroc et l’Algérie, et les militaires français construisent le fort de Lalla-Marnia au début de l’année. Le sultan du Maroc proteste contre ce qu’il considère comme une violation de territoire et appelle à la guerre sainte les tribus marocaines[pas clair]. Bugeaud, pour ne pas mécontenter la Grande-Bretagne, entre en pourparlers avec le caïd d'Oujda mais les négociations sont interrompues par une attaque de la cavalerie marocaine le 15 juin. Le 14 août 1844, le général Bugeaud écrase l'armée du sultan marocain à la bataille d'Isly. L'armée marocaine se replie en direction de Taza. Le sultan traite alors avec la France et s'engage à interdire son territoire à Abd el-Kader.

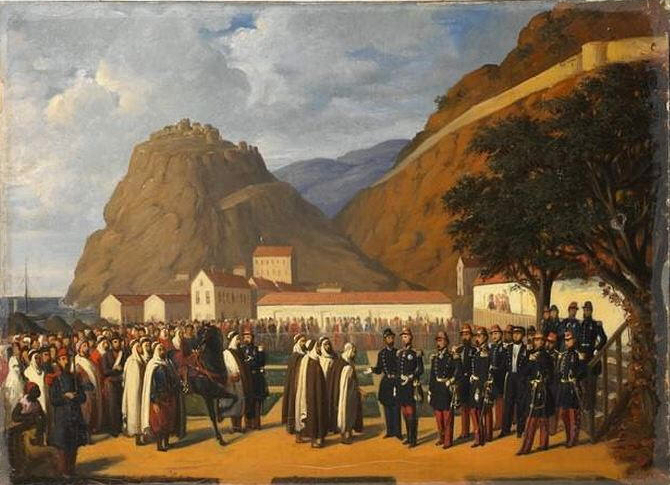
La reddition d'Abd el-Kader, le 23 décembre 1847 par Régis Augustin.

Si les troupes d'Abd El Kader sont victorieuses lors de la bataille de Sidi-Brahim (23 au 26 septembre 1845) engagée par le colonel Montagnac, mais l'émir doit se rendre aux spahis (nomades des régions steppiques de l'Algérie) du colonel Yusuf en décembre 1847. Placé en résidence surveillée pendant quatre ans en France, l'émir est libéré par Napoléon III, puis réside jusqu'à sa mort en Syrie.
Le 12 décembre 1848, la nouvelle Constitution française déclare l’Algérie partie intégrante du territoire français. Alger, Oran et Constantine deviennent les préfectures de trois départements français d'Alger, d'Oran et de Constantine, correspondant aux anciens beyliks ottomans. Musulmans et juifs d'Algérie deviennent « sujets français » sous le régime de l'indigénat.

#### Conquête de la Kabylie (1857)

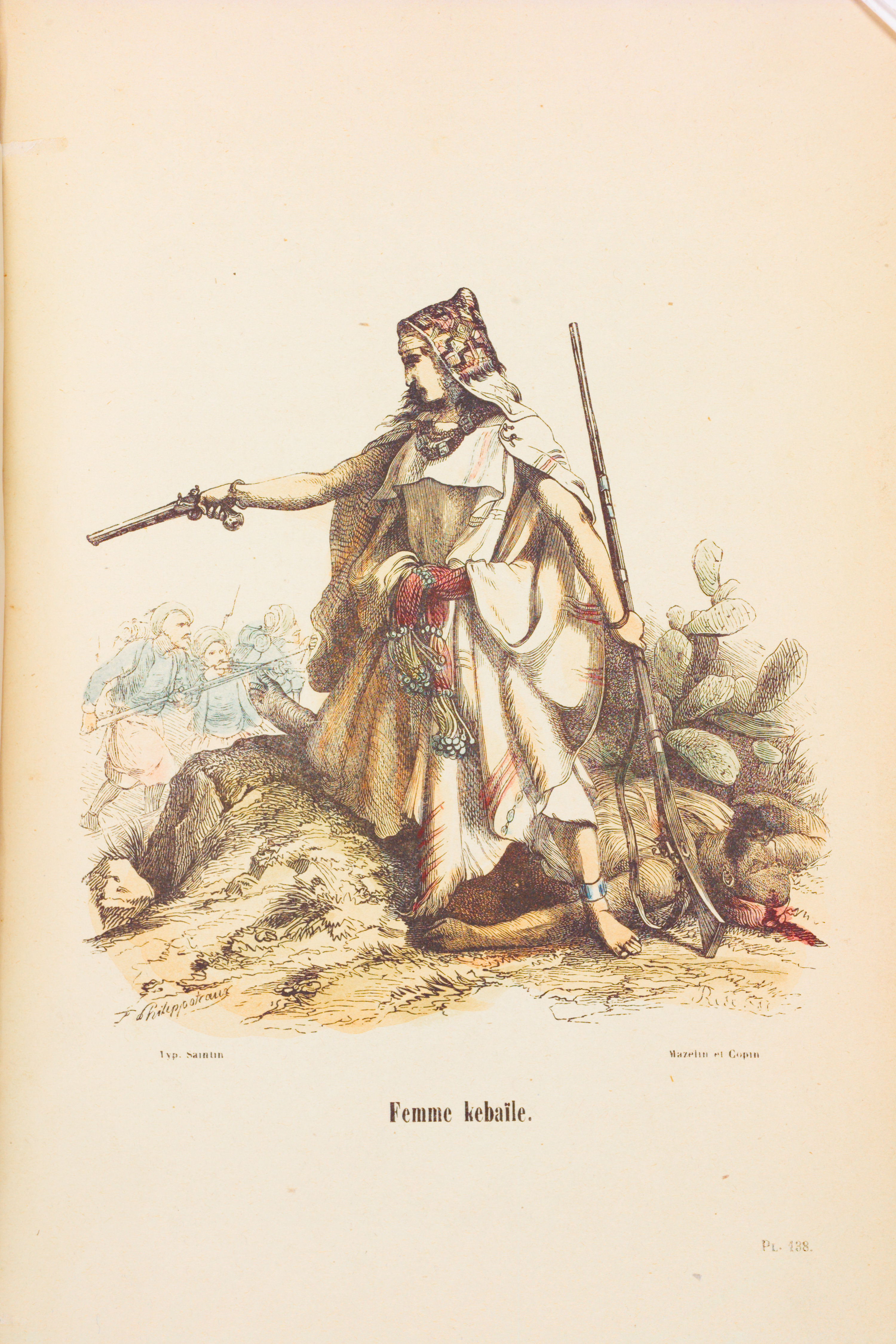
Lalla Fatma N'Soumer, figure de la résistance contre l'armée coloniale française.

Le territoire de l'ex-régence d'Alger est donc officiellement annexé par la France, mais la région de la Kabylie qui ne reconnaissait pas l'autorité de l'émir Abd el-Kader, et donc pas sa soumission à la France en 1847, résiste encore. L'armée française d'Afrique contrôle alors tout le Nord-Ouest de l'Algérie. Les succès remportés par l'armée française sur la résistance d'Abd el-Kader, renforcent la confiance française, et permettent de décréter, après débats, la conquête de la Kabylie qui doit intervenir à l'issue de la guerre de Crimée (1853-1856), qui mobilise une partie des troupes françaises. Napoléon III souhaite disposer d'une force suffisante pour permettre une conquête durable de la Kabylie.
Le 26 novembre 1849, l'oasis de Zaatcha, dans le Sud algérien entre Biskra et Ouargla, dernier îlot de résistance d'insurgés conduits par Ahmed Bou Zian, ancien compagnon d’armes d’Abd el-Kader, tombe aux mains des troupes françaises au bout de 53 jours de siège. Sur 7 000 soldats français engagés, 1 500, dont 30 officiers, sont tués ou blessés, et 600 meurent du choléra.
Entre 1849 et 1852, la domination française s'étend à la Petite Kabylie. Le 11 juillet 1857, le dernier réduit de la résistance kabyle, dans le Djurdjura, est pris d’assaut par les troupes françaises. La maraboute Lalla Fatma N'Soumer (1830-1863) est capturée. Avec la soumission de la Grande Kabylie, la France met fin à la résistance algérienne.

#### Bilan de la conquête
La population algérienne est estimée entre un et trois millions d'habitants par les observateurs européens à la veille de la conquête française de 1830. Pour le démographe Kamel Kateb, la population en 1830, peut être proche de quatre millions en partant de l’hypothèse qu’il existe un équilibre entre ressources disponibles et population.
La guerre, presque ininterrompue entre 1830 et 1872 a été extrêmement violente. Elle explique, pour partie, le déclin démographique, avec la perte d'environ 875 000 personnes. Selon les travaux d'Olivier Le Cour Grandmaison, cette diminution de l'« élément arabe » était considérée comme bénéfique sur le plan social et politique, car il réduisait avantageusement le déséquilibre numérique entre les « indigènes » et les colons. La conquête entraîne la destruction d'un nombre important de bâtiments dont l'objectif aurait eu pour but d'effacer l'identité culturelle et religieuse. Dans un rapport adressé à Napoléon III, un des généraux français a résumé la détermination de l'administration française à combattre les institutions culturelles algériennes en disant : « Nous sommes tenus de créer des entraves aux écoles musulmanes… chaque fois que nous le pouvons… En d'autres termes, notre objectif doit être de détruire le peuple algérien matériellement et moralement »[réf. nécessaire]. De fait, 349 zaouias, centres religieux soufis, ont été détruites[réf. nécessaire].
Selon Daniel Lefeuvre, la chute de population entre 1830 et 1872 est également due à des crises agricoles et sanitaires considérables : les invasions de sauterelles de 1866 et 1868, ajoutées à un hiver très rigoureux en 1867-1868, sont à l'origine de la famine algérienne de 1866-1868, elle-même suivie d'épidémies de choléra entre 1861 et 1872.
La population algérienne connaîtra ensuite une rapide augmentation grâce à l'introduction de la médecine occidentale.

### Institutions et politique coloniale

#### Sous Napoléon III (1848 à 1870)

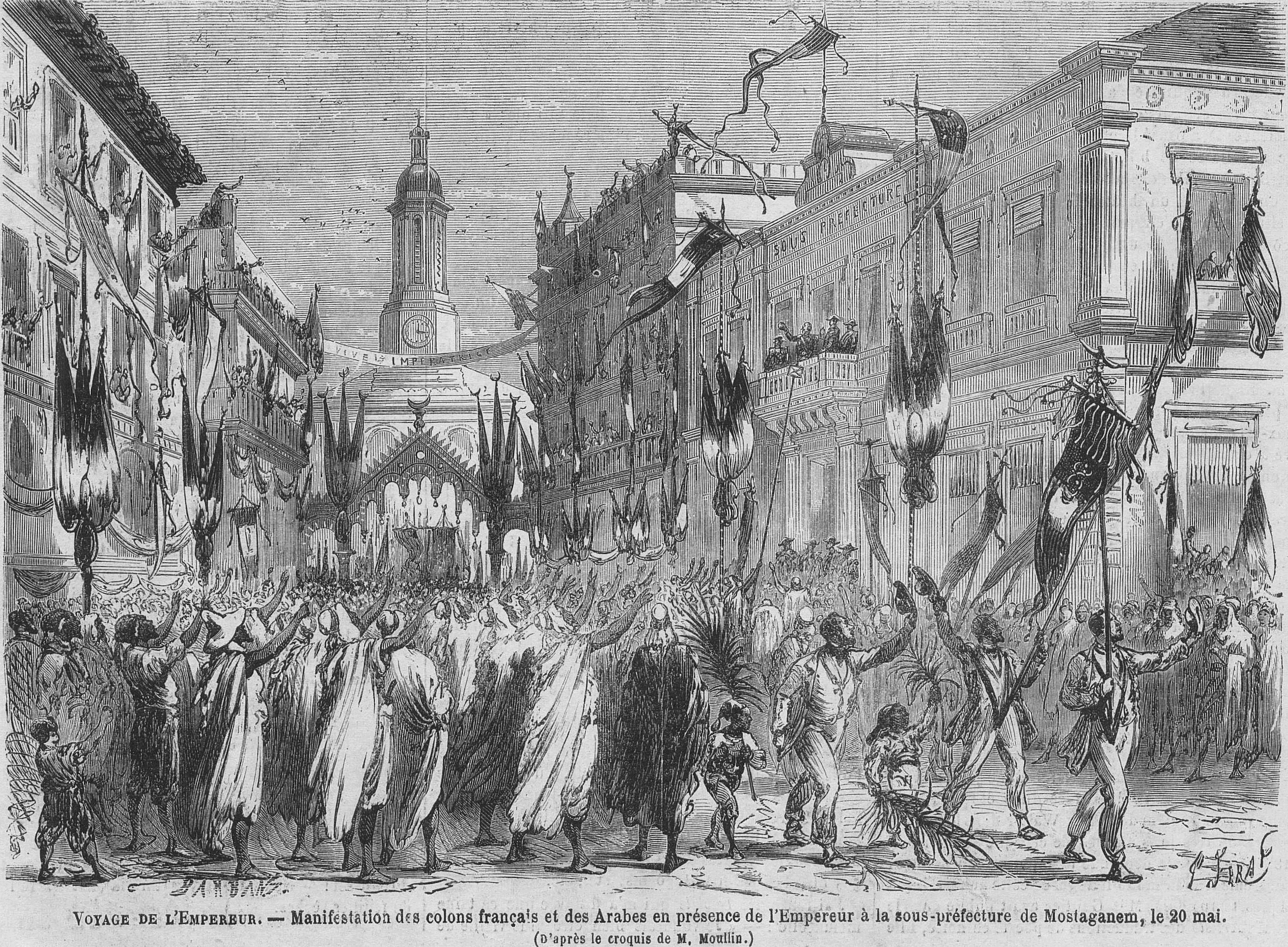
L'Empereur Napoléon III salue les « colons français et les Algériens » depuis le balcon de la sous-préfecture de Mostaganem (département d'Oran) lors de sa visite officielle en Algérie le 20 mai 1865.

Napoléon III essaye de transformer la conquête en un « royaume arabe » associé à la France et dont il serait lui-même le souverain.
Dans les faits, Napoléon III adopte dès 1863 un sénatus-consulte destiné à garantir les terres des tribus. Dans les faits, le sénatus-consulte constitue surtout une étape en vue de la francisation de la propriété foncière.
En 1865, 225 000 colons, français ou européens possèdent environ 700 000 hectares.
Le 14 juillet 1865, un sénatus-consulte laisse « le libre choix de la citoyenneté française aux Algériens tout en leur assurant sans condition les droits civils des Français ». Ce texte est considéré comme le plus libéral de la législation coloniale française. Les Juifs d’Algérie peuvent obtenir leur naturalisation française s'ils la demandent.
Le 27 décembre 1866, un décret crée des conseils municipaux élus par quatre collèges séparés : français, musulmans, juifs et étrangers européens. Les Français disposent des deux tiers des sièges ; dans les « communes de plein exercice », les maires ont des adjoints indigènes.

#### Les débuts de la Troisième République (1870 à 1914)

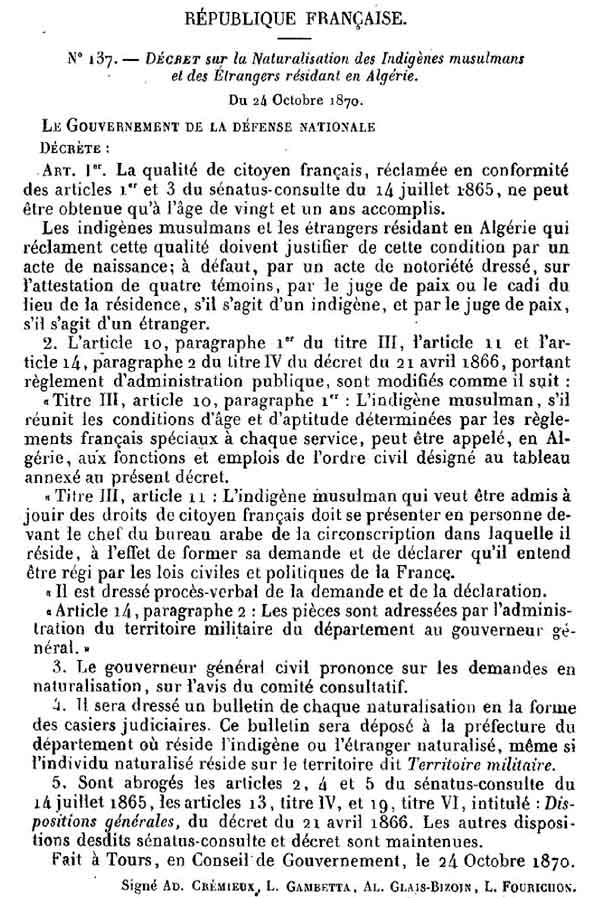
Décret no 137, la Naturalisation des Indigènes musulmans et des Étrangers résidant en Algérie.

L'avènement de la Troisième République provoque de grands troubles en Algérie, notamment entre civils et militaires. La Troisième République mène une politique d'assimilation : francisation des noms, suppression des coutumes musulmanes.
Le 24 octobre 1870, les décrets du gouvernement de la Défense nationale mettent notamment fin au gouvernement militaire en Algérie, pour le remplacer par une administration civile, et accordent la nationalité française aux Juifs d'Algérie par le décret Crémieux (1870). La très ancienne communauté juive d'Algérie se trouve séparée des musulmans et bientôt exposée à l'antisémitisme qui gagne les colons. Le décret permet la promotion d’une communauté en majorité pauvre et augmente la population française d’Algérie de 37 000 nouveaux citoyens. En accordant aux Juifs algériens le même statut que les Français d'Algérie (dits Pieds-noirs), il divise les autochtones car les musulmans ne tiennent pas, dans un premier temps, à ce statut de citoyen français, surtout en raison de leur culture et religion. Plus tard, on accordera la citoyenneté française aux musulmans qui la demanderont expressément. Globalement, la communauté européenne et la communauté musulmane vivent ensemble mais sans se mélanger.
À la suite des décrets, de la défaite de la France en Europe dans la guerre franco-prussienne, de la lutte que se livrent colons et militaires pour le pouvoir et à cause de la condition misérable des indigènes, favorisée par plusieurs années de sécheresse et de fléaux, la dernière grande révolte d'Algérie a lieu en 1871. Elle débute au mois de janvier avec l'affaire des Spahis, s'aggrave en mars avec l'entrée en dissidence de Mohamed El Mokrani, qui fait ensuite appel au Cheikh El Haddad, le maître de la confrérie des Rahmaniyya. Plus de 150 000 Kabyles se soulèvent et le mouvement touche une grande partie de l'Algérie. La révolte est cependant rapidement et sévèrement réprimée.
L'annexion de l'Alsace-Lorraine par l'Allemagne après la guerre de 1870 entraîne un exode de population vers l'Algérie. La loi du 21 juin 1871 attribue 100 000 hectares de terres en Algérie aux immigrants d'Alsace-Lorraine. Les biens des insurgés ayant échappé à la destruction sont confisqués selon les mesures préconisées par le général de Lacroix en décembre 1871 : plus de 500 000 hectares sont confisqués après la révolte de 1871 et attribués aux réfugiés. Le 26 juillet 1873, est promulguée la loi Warnier visant à franciser les terres algériennes et à délivrer aux indigènes des titres de propriété. La loi Warnier donne lieu à divers abus et une nouvelle loi la complétera en 1887. Son application sera suspendue en 1890.

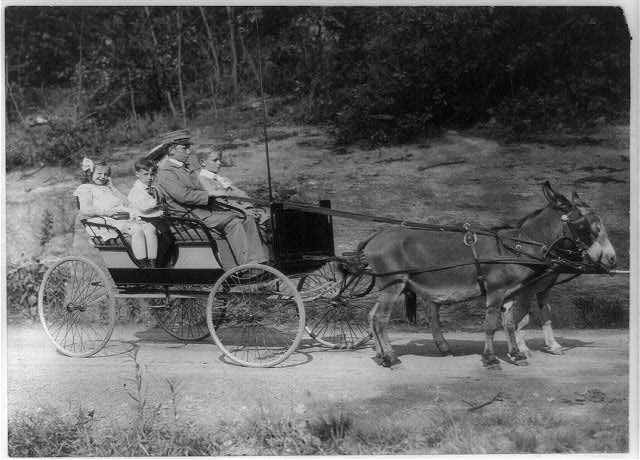
Les premiers colons sont les militaires français débarqués en 1830 et leurs familles (photographie de 1905).

Le nombre des colons passe de 245 000 en 1872 à plus de 750 000 en 1914. De leur côté, les indigènes voient leur nombre passer de 2 000 000 à 5 000 000 grâce, en partie, à l'action sanitaire de la colonisation. Le Code de l'indigénat est adopté le 28 juin 1881. Il distingue deux catégories de ressortissants français en Algérie : les citoyens et les sujets. Les sujets français, soumis au Code de l'indigénat, sont privés de la majeure partie de leurs libertés et de leurs droits politiques ; ils ne conservent au plan civil que leur statut personnel, d'origine religieuse ou coutumière.
Dans le sud, la prise de Laghouat et de Touggourt, la soumission des Beni-M'zab du Mzab (1852) et celle du Souf, reculent les limites de l'Algérie jusqu'au grand désert, territoire autonome, non soumis aux Ottomans, et jusque-là contrôlé par une confédération de tribus nomades touarègues, les Kel Ahaggar. À la suite de la bataille de Tit, le lieutenant Guillo Lohan reçoit la soumission à la France des Kel Ahaggar en novembre 1902, dans le Hoggar.

##### La Première Guerre mondiale
Pour faire face aux pertes humaines de la Grande Guerre, la France mobilise les habitants des départements français d'Algérie : musulmans, Juifs et Européens. Selon Gilbert Meynier, ce recrutement est facilité par le paternalisme des officiers et s'opère dans l'indifférence, malgré quelques révoltes en 1914 et 1917 : la seconde est peut-être inspirée par les Turcs.
Au cours de la Première Guerre mondiale, les tirailleurs et spahis musulmans ont combattu avec les zouaves (et parfois tirailleurs) européens et juifs d'Algérie. 249 000 Algériens furent mobilisés (73 000 dans la population française, et 176 000 dans la population indigène) et ils ont laissé de 38 000 à 48 000 des leurs sur les champs de bataille d'Orient et d'Occident (dont 12 000 à 22 000 Français « de souche » ou « néos », et 26 150 musulmans). Les Algériens ont été de toutes les grandes batailles de l'armée française de la guerre. Ils se sont distingués notamment à Verdun, sur la Somme en 1916, ou encore au chemin de Dames en 1917.

##### L'entre-deux-guerres (1919 à 1938)
Charles Jonnart, gouverneur général de l'Algérie pour la troisième fois depuis 1881, fait voter plusieurs réformes en faveur des Algériens musulmans, adoptées avec la loi du 4 février 1919, dite « loi Jonnart ». En 1930, des manifestations du centenaire de la prise d'Alger sont ressenties comme une provocation par la population non européenne d'origine[réf. nécessaire].
Sous le Front populaire, qui voit 40 000 grévistes en Algérie en juillet 1936, le projet de loi Blum-Viollette est présenté en janvier 1937, visant à l'octroi à certains musulmans du « droit de suffrage [en] récompense des services rendus, dans l'armée par exemple, ou de l'effort intellectuel réalisé ». Les élus musulmans sont enthousiastes, mais les élus d'origine européenne partent en guerre contre le projet : en mars 1938, 320 d'entre eux démissionnent. Entre-temps, Léon Blum a dû céder la présidence du conseil à Camille Chautemps et le projet ne sera jamais déposé au parlement.

#### La Seconde Guerre mondiale

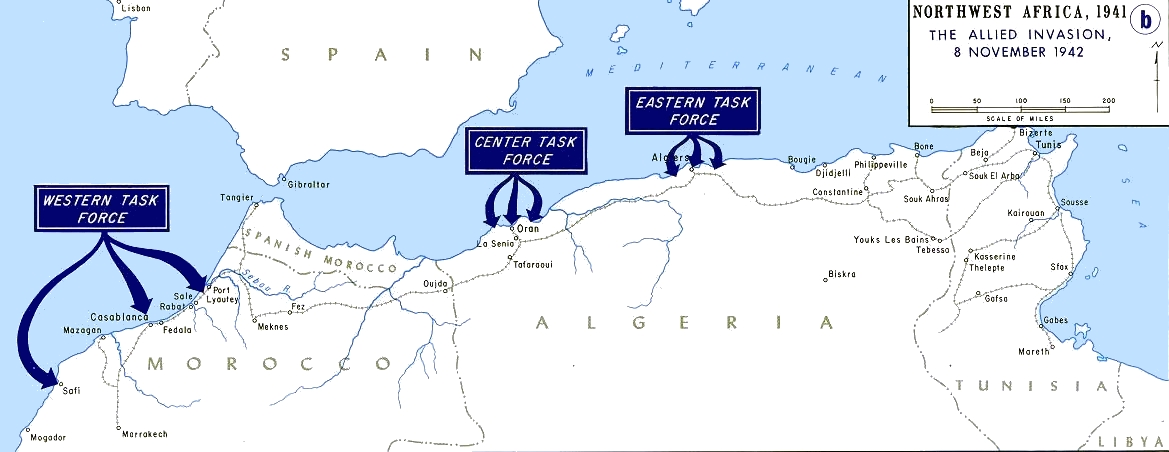
Carte des opérations

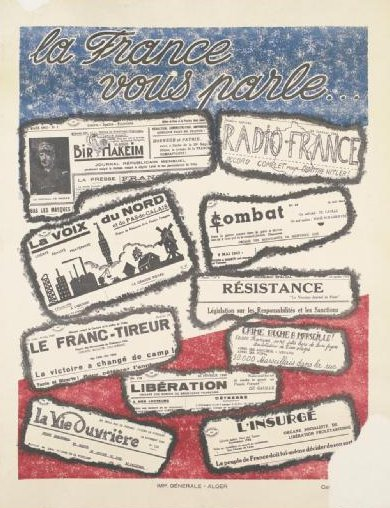
Affiche imprimée à Alger en 1943, La France vous parle, composée de manchettes de la presse clandestine de la résistance intérieure française sur fond tricolore.

En Algérie, la conscription engage 123 000 musulmans et 93 000 Européens (« pieds-noirs ») dans l'armée française ; 2 600 des premiers et 2 700 des seconds sont tués dans les combats de 1940. L'occupation allemande (1940-1944) voit également plusieurs centaines de musulmans nord-africains installés en métropole s'engager dans la Milice française (vichyste), constituant la Légion nord-africaine.
Fin juillet 1940, le gouverneur général Georges Lebeau, en place depuis septembre 1935, est limogé et remplacé par l’amiral Abrial qui préside à la mise en œuvre des lois du régime de Vichy avant de laisser lui-même la place au général Weygand : le nouvel ordre colonial voulu par Vichy est instauré. Le statut des Juifs est appliqué aux Juifs d'Algérie, le décret Crémieux est aboli en 1940, avant d'être rétabli en octobre 1943.
Parallèlement à la prise de contrôle d'Alger par la résistance le 8 novembre 1942, à laquelle des Juifs d'Algérie prennent part (sur les trois cent soixante-dix-sept résistants qui prennent part à la prise d’Alger, trois cent seize étaient juifs), les Anglo-Américains débarquent à Oran, Arzew, Alger et à Bône : c'est l'opération Torch, avec sa déclinaison oranaise, l'opération Reservist. Contrairement à ce qui se passe à Alger, les troupes vichystes d'Oran combattent les Alliés, et de nombreux Anglo-Américains sont tués et les survivants faits prisonniers. Malgré l'échec de Reservist, les vichystes se rendront deux jours plus tard.
Le 8 novembre 1942, au lendemain du débarquement anglo-américain en Algérie, réalisé sans le concours de la France Libre, le général de Gaulle lance depuis Brazzaville (Congo) un appel aux Français d'Afrique du Nord sur les ondes de la BBC. Il s'adresse aux colons et leur demande de collaborer avec les Anglo-Américains.

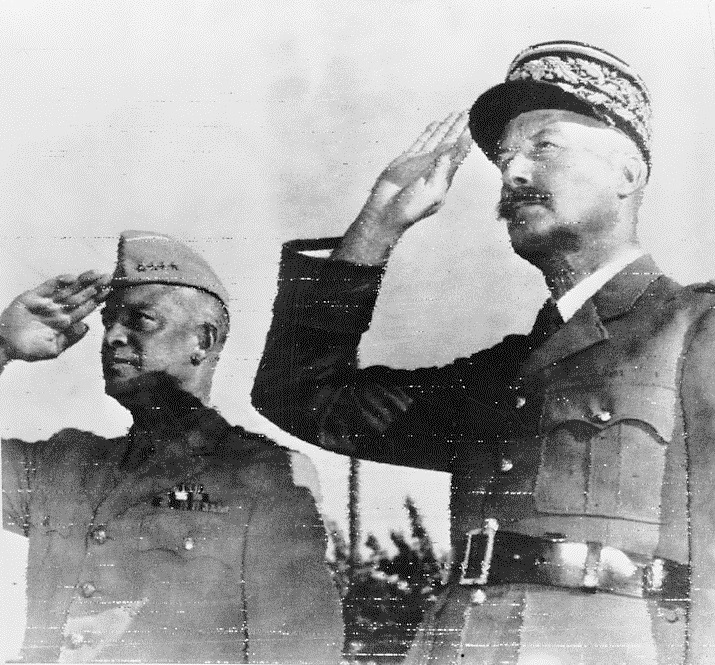
Le chef du CCMA, commandant des Forces Françaises, général Giraud (à droite) et le commandant en chef des Armées Alliées en Afrique du Nord, général Eisenhower (à gauche), saluant les drapeaux des deux nations au quartier général des Alliés à Alger en 1943.

Le général Henri Giraud prend alors le commandement civil et militaire en Algérie. Les Algériens sont remobilisés pour poursuivre la guerre aux côtés des Alliés. L'hymne de l'armée d'Afrique est la version 1943 du chant des Africains. Les effectifs mobilisés en Algérie s'élèvent sur cette période à 304 000 Algériens (dont 134 000 musulmans, et 170 000 Européens). Ils sont engagés en Tunisie de novembre 1942 à mai 1943, en Italie de novembre 1943 à juillet 1944, et enfin en France et en Allemagne d'août 1944 à juin 1945.

#### Bilan démographique et social de la colonisation au début de la Quatrième République
La population indigène croît fortement entre 1880 (environ trois millions de musulmans, pour environ 500 000 non-musulmans) et 1960 : à cette date, l'Algérie compte environ 9,5 millions de musulmans et un million d'Européens, dont 130 000 Juifs séfarades.
Les villes sont traditionnellement peuplées surtout d'Européens, Juifs séfarades compris, mais la population musulmane urbaine progresse pendant toute la première moitié du XXe siècle. En 1954, certaines villes sont à majorité musulmane comme Sétif (85 %), Constantine (72 %) ou Mostaganem (67 %).
L'essentiel de la population musulmane est pauvre. Ce sont essentiellement de petits propriétaires terriens vivant sur les terres les moins fertiles, ou des journaliers. Dans les années 1950, les surfaces cultivables occupent environ 7 millions d'hectares. La production agricole augmente peu entre 1871 et 1948, contrairement au nombre d'habitants. La production annuelle de céréales passe de 3,88 quintaux/hab. à 2 q/hab. L'Algérie doit donc importer des produits alimentaires.
Le chômage est important, 1,5 million de personnes est sans emploi en 1955. La commune d'Alger compterait 120 bidonvilles avec 70 000 habitants en 1953.
Si la population musulmane est majoritairement pauvre, environ 600 000 Algériens musulmans « appartiennent aux groupes sociaux les plus favorisés » (grands propriétaires fonciers, professions libérales, membres de l'armée et de la fonction publique).

#### Sous la Quatrième République (1946 à 1958)
En 1944, les grandes lignes du projet Viollette ont été reprises, voire amplifiées : les élections législatives de 1946 sont un succès pour l'Union démocratique du manifeste algérien (UDMA) de Ferhat Abbas. Son parti remporte onze des treize sièges réservés à l'Algérie à l'Assemblée nationale[réf. nécessaire]. La loi sur le statut de l'Algérie est promulguée en septembre 1947 : l'Algérie reste composée de trois départements et le pouvoir est représenté par un gouverneur général nommé par le gouvernement français. Une Assemblée algérienne est créée, composée de deux collèges de 60 représentants chacun ; le premier sera élu par les Européens et une élite algérienne (diplômés, fonctionnaires…) (63 194 exactement) et le second par le reste de la population algérienne. Enfin l'article 2 précise « l'égalité effective est proclamée entre tous les citoyens français ».
En octobre 1947, le Mouvement pour le triomphe des libertés démocratiques en Algérie (MTLD) de Messali Hadj obtient une large victoire lors des élections municipales. Ce parti devient la cible de la répression des autorités françaises[réf. nécessaire]. En avril 1948, des fraudes massives ont lieu lors des élections à l'Assemblée algérienne : par des intimidations, l'armée force les populations à voter, les urnes sont remplies d'avance, et les populations les plus rebelles ne sont pas convoquées. Trente-six des 59 candidats du MTLD sont arrêtés. Hocine Aït Ahmed organise, en mars 1949, le cambriolage de la poste d'Oran qui rapporte 3 070 000 francs : cet argent constitue le début du trésor de guerre du FLN.
La guerre d'Indochine (1946-1954) absorbe les cadres militaires et mobilise volontaires et soldats de métiers, légionnaires et troupes coloniales, dont 35 000 Maghrébins (Marocains & Algériens) qui comptent pour 1/4 de l'effectif du corps expéditionnaire. Les troupes françaises en Algérie avant le déclenchement de la guerre d'Algérie sont peu nombreuses : 40 000 hommes en 1948, 48 300 au 1er juin 1954, 81 145 au 1er janvier 1955.

### Le nationalisme algérien (1900 à 1954)

#### Naissance du mouvement national
Au début du XXe siècle, plusieurs dirigeants algériens revendiquent le droit à l'égalité ou à l'indépendance. Plusieurs partis sont créés et plusieurs pamphlets sont écrits pour défendre les droits des Algériens. Plusieurs penseurs algériens vont vilipender les plus importantes personnalités du régime colonial français.
La plupart des figures du mouvement algérien vont être surveillées de près par les services policiers français, et d'autres exilées vers d'autres pays comme l'émir Khaled el-Hassani ben el-Hachemi (1875-1936) en Égypte puis en Syrie.
Les précurseurs de l'indépendance, Messali Hadj (1898-1974), Malek Bennabi (1905-1973), Mohamed Hamouda Bensai (1902-1998), Ben Badis (1889-1940), Mohamed Bachir El Ibrahimi (1889-1965), Fodil El Ouartilani (1906-1959), Larbi Tébessi (1895-1957), Ferhat Abbas (1899-1985)…, divergent souvent sur la question algérienne, provoquant l'émergence de plusieurs associations et partis algériens : Parti de la réforme ou Mouvement pour l'égalité, Association des oulémas musulmans algériens, association de l'Étoile nord-africaine, Parti du peuple algérien, Amis du Manifeste des Libertés, Parti communiste algérien, etc.

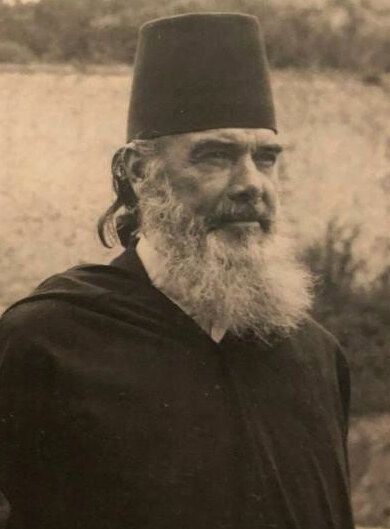
Messali Hadj
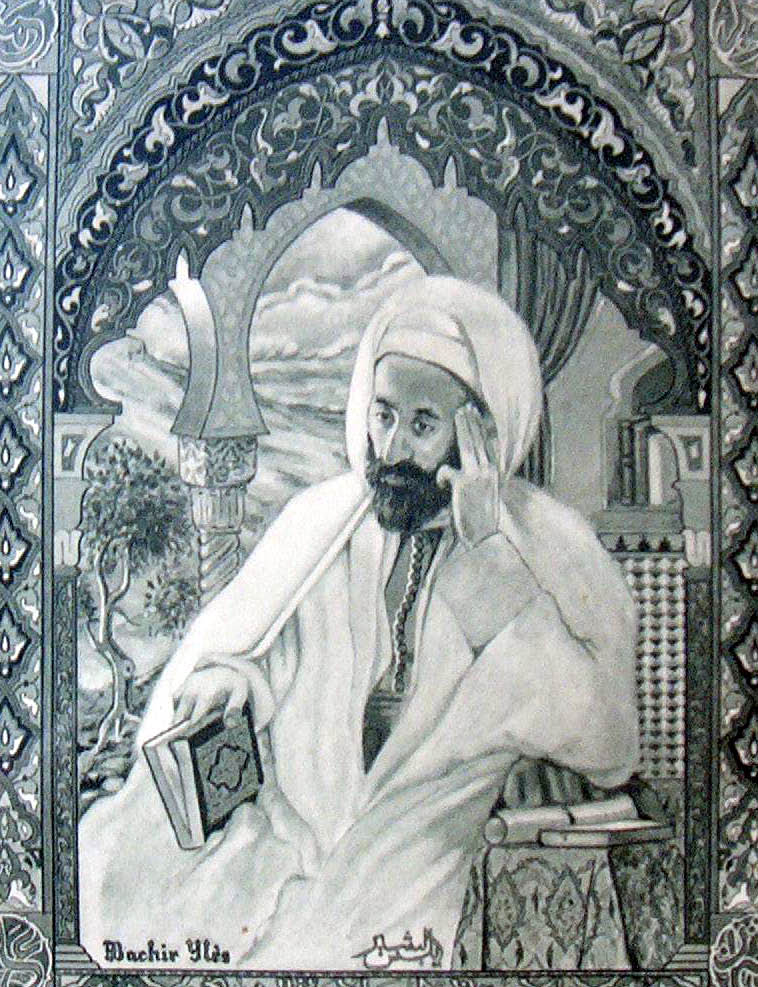
Ben Badis d'après Bachir Yellès
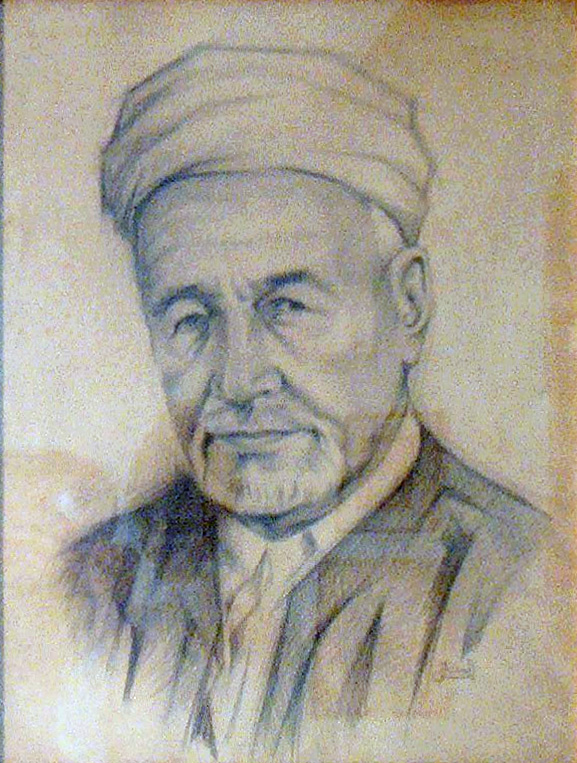
Mohamed Bachir El Ibrahimi vu par Bachir Yellès
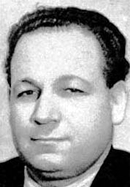
Ahmed Boumendjel, avocat de Messali Hadj en 1939
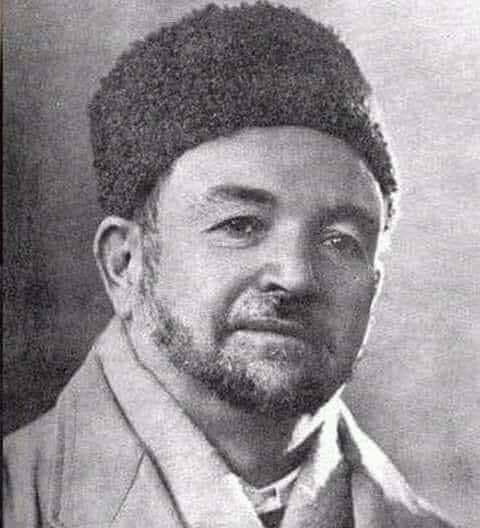
Larbi Tébessi

#### Le massacre du 8 mai 1945
Profitant de l’affaiblissement de la France envahie par l’Allemagne, et du débarquement anglo-américain à Alger en 1942, Ferhat Abbas, réunit toutes les forces politiques algériennes (élus, membres du PPA et oulémas) autour d’un projet politique commun : le manifeste du peuple algérien, rédigé le 10 février 1943. Messali hadj, par l'intermédiaire de messagers, approuve le manifeste, il y ajoute un additif pour la « constituante souveraine » en avril-juin 1943 (condamné en 1941 puis mis en résidence surveillée dès 1943, en avril 1945, quand le projet de son évasion est mis au jour il est transféré au Sahara puis à Brazzaville). Le 14 mars 1944 les AML (Amis du Manifeste des Libertés) sont créés pour soutenir le manifeste, ils appellent à des manifestations le 8 mai 1945. Des milliers d'Algériens sortent dans plusieurs villes de l'Est du pays (Sétif et le Constantinois), pour rappeler les revendications nationalistes de manière concomitante avec la liesse de la victoire. À Sétif, après des heurts entre policiers et nationalistes, la manifestation tourne à l'émeute et la colère des manifestants se tourne contre les Français : 102 Européens trouveront la mort lors de ces événements. La répression exercée par l'armée française et les milices d'auto-défense créées par les Européens est extrêmement brutale : elle provoque la mort de 3 000 à 20 000 Algériens mais le nombre exact est inconnu,,. La radicalisation que cela engendre dans les milieux nationalistes algériens est telle que certains historiens considèrent ces massacres comme le véritable début de la guerre d'Algérie,.

#### La révolte algérienne de 1945 à 1954
À la suite de la mort de Abdelhamid Ben Badis en 1940, de l'emprisonnement de Messali Hadj et de l'interdiction du Parti du peuple algérien, le parti Mouvement pour le triomphe des libertés démocratiques (MTLD) revendique le statut de l'égalité ou de l'indépendance des Algériens en 1948. L'Association des oulémas musulmans algériens est également interdite. L'Organisation spéciale (OS) est alors créée en vue de rassembler les armes pour le combat. Mohamed Belouizdad est le premier chef de l'organisation clandestine. Hocine Aït Ahmed prend ensuite sa tête et continue à œuvrer pour l'achat d'armes. La poste d'Oran est attaquée par les membres de l'OS.
Ahmed Ben Bella remplace Hocine Aït Ahmed en 1949. Le plan de l'organisation est dévoilé et les autorités françaises arrêtent plusieurs de ses membres en 1950. Le MTLD nie toute relation avec l'Organisation spéciale pour faire obstacle aux arrestations.
Le Comité révolutionnaire d'unité et d'action (CRUA) est fondé en mars 1954. Il prépare l'organisation de la lutte armée. Le Mouvement national algérien (MNA) est fondé en juillet 1954 par les messalistes. Le Front de libération nationale (FLN) lui succède en octobre 1954, à l'initiative du CRUA. Le FLN, partisan de la lutte armée, et le MNA entrent dès lors dans une lutte fratricide pour le contrôle de la révolution.
Libéré en 1958, Messali Hadj restera en France où il restera sous surveillance policière et échappera à un attentat. Lors de l'indépendance, des centaines de combattants du MNA seront tués par le FLN.

### Guerre d'Algérie (1954 à 1962)

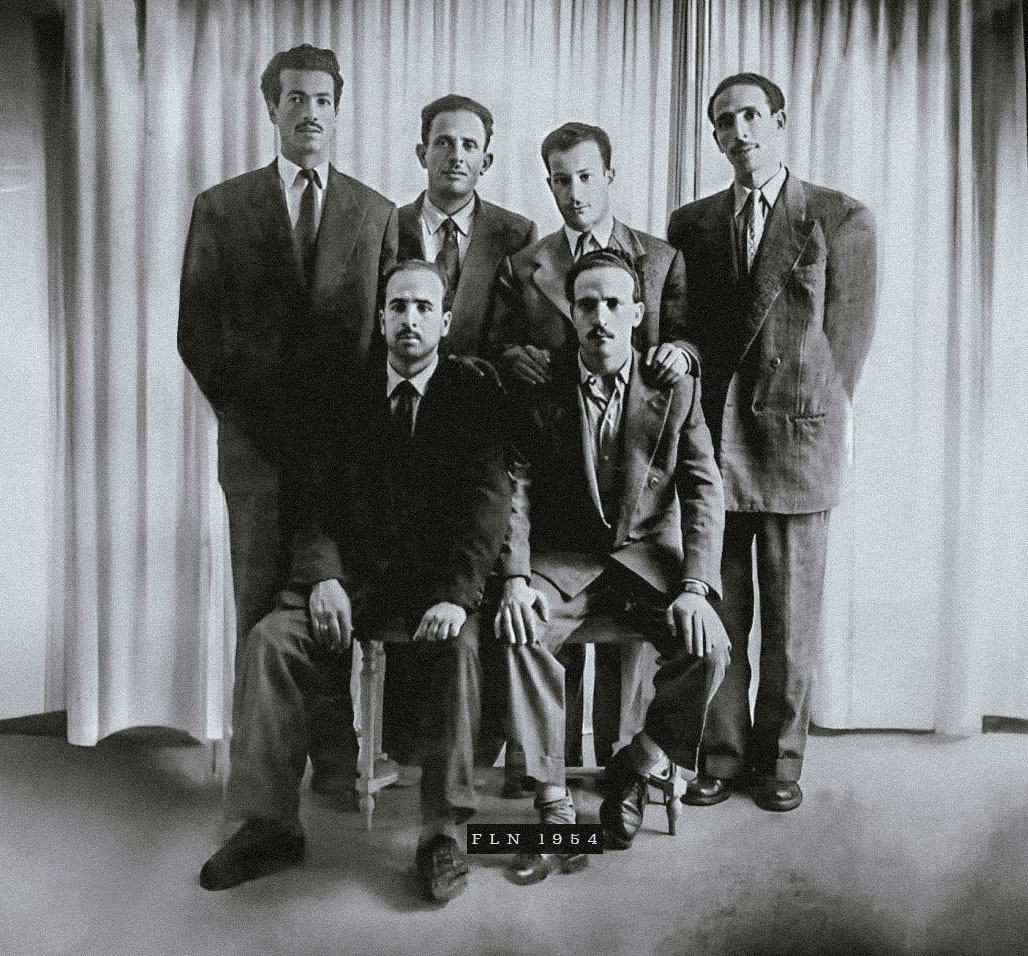
« Groupe des six », chefs du FLN. Photo prise juste avant le déclenchement de la guerre le 1 novembre 1954. Debout, de gauche à droite : Rabah Bitat, Mostefa Ben Boulaïd, Didouche Mourad et Mohamed Boudiaf. Assis : Krim Belkacem à gauche, et Larbi Ben M'hidi à droite.

Le terme de Révolution algérienne est utilisé en Algérie pour désigner ce qui est appelé en la France guerre d'Algérie (officiellement nommée évènements d'Algérie jusqu'en 1999). Un vaste mouvement de révoltes naît au fil des ans. L'Algérien autochtone, jusqu'alors sujet sans droit politique, est devenu citoyen français par la loi du 20 septembre 1947 et peut désormais circuler librement entre l'Algérie et la métropole,.
L'action armée émane du CRUA (Mohamed Boudiaf, Mostefa Ben Boulaïd, etc). Le lancement de la révolution algérienne est décidé en juillet dans la Casbah d'Alger lors de la réunion des 22 cadres du Comité révolutionnaire d'unité et d'action (CRUA) sous la présidence du Batnéen Mostefa Ben Boulaïd. Le CRUA se transforme en octobre 1954 en Front de libération nationale (FLN). Les six chefs du FLN qui déclenchent la révolution Algérienne le 1er novembre 1954 sont Rabah Bitat, Mostefa Ben Boulaïd, Didouche Mourad, Mohamed Boudiaf, Krim Belkacem et Larbi Ben M'hidi. La Déclaration du 1er novembre 1954 est émise par radio depuis Tunis. La nuit du 1er novembre 1954, appelée alors la Toussaint rouge, est considérée comme le début de la guerre d'Algérie. Elle voit se dérouler soixante-dix attentats dans différents endroits du pays, marquée par la mort de quatre soldats français, d'un caïd et d'un couple d'instituteurs.
Les autorités françaises répondent par des mesures policières, (des militants du MTLD sont arrêtés : 2 000 arrestations en Algérie et en métropole à la fin décembre), militaires (augmentation des effectifs) et politiques (projet de réformes présenté le 5 janvier 1955). François Mitterrand déclare : « L'Algérie, c'est la France ». Il déclenche la répression dans les Aurès. L'Armée de libération nationale se développe néanmoins. Forte au départ de 500 hommes, elle en rassemble 15 000 après quelques mois,, qui seront plus tard plus de 400 000. Pour l'heure, 100 000 soldats français sont affectés dans les Aurès.
Les massacres du Constantinois des 20 et 21 août 1955, notamment à Philippeville (Skikda), marqués tant par leur cruauté du côté des insurgés que par la terrible répression du côté français, sont une nouvelle étape de la guerre. La même année, l'affaire algérienne est inscrite à l'ordre du jour à l'Assemblée générale de l'ONU. Plusieurs chefs de l'insurrection, Mostefa Ben Boulaïd (1917-1956), Youcef Zighoud (192-1956)…, sont tués, d'autres emprisonnés.
Des intellectuels français partisans de l'indépendance commencent à aider le FLN. La plupart d'entre eux viennent des milieux de chrétiens de gauche, trotskistes, syndicalistes ou communistes dissidents, à l'instar du réseau Jeanson Ils agissent principalement en collectant et en transportant fonds et faux papiers, dénigrés par les tenants de l'Algérie française comme « porteurs de valise du FLN ».
Les heurts se poursuivent en 1955 et 1956, notamment en Kabylie. Près de Palestro, à 70 km à l'Est d'Alger, le 18 mai 1956, 19 soldats du contingent sont tués dans une embuscade. La presse se fait l'écho de cet accrochage sanglant. Au même moment Guy Mollet envoie de nombreux appelés en Algérie. L'émotion est intense en métropole. Le conflit apparaît sous un jour nouveau. L'Algérie n'est plus, comme en Indochine, un conflit lointain mené par des professionnels, mais une affaire intérieure française. Du coup, l'opinion métropolitaine devient potentiellement l'acteur principal du drame.
Après la condamnation de Larbi Ben M'hidi et après le congrès de la Soummam (20 août 1956), du nom du fleuve près duquel le FLN se réunit à Ifri, plusieurs partis algériens adhèrent à la cause du FLN. Le Front de libération nationale et l'Armée française tiennent le même langage : « Ceux qui ne sont pas avec nous, sont contre nous ».

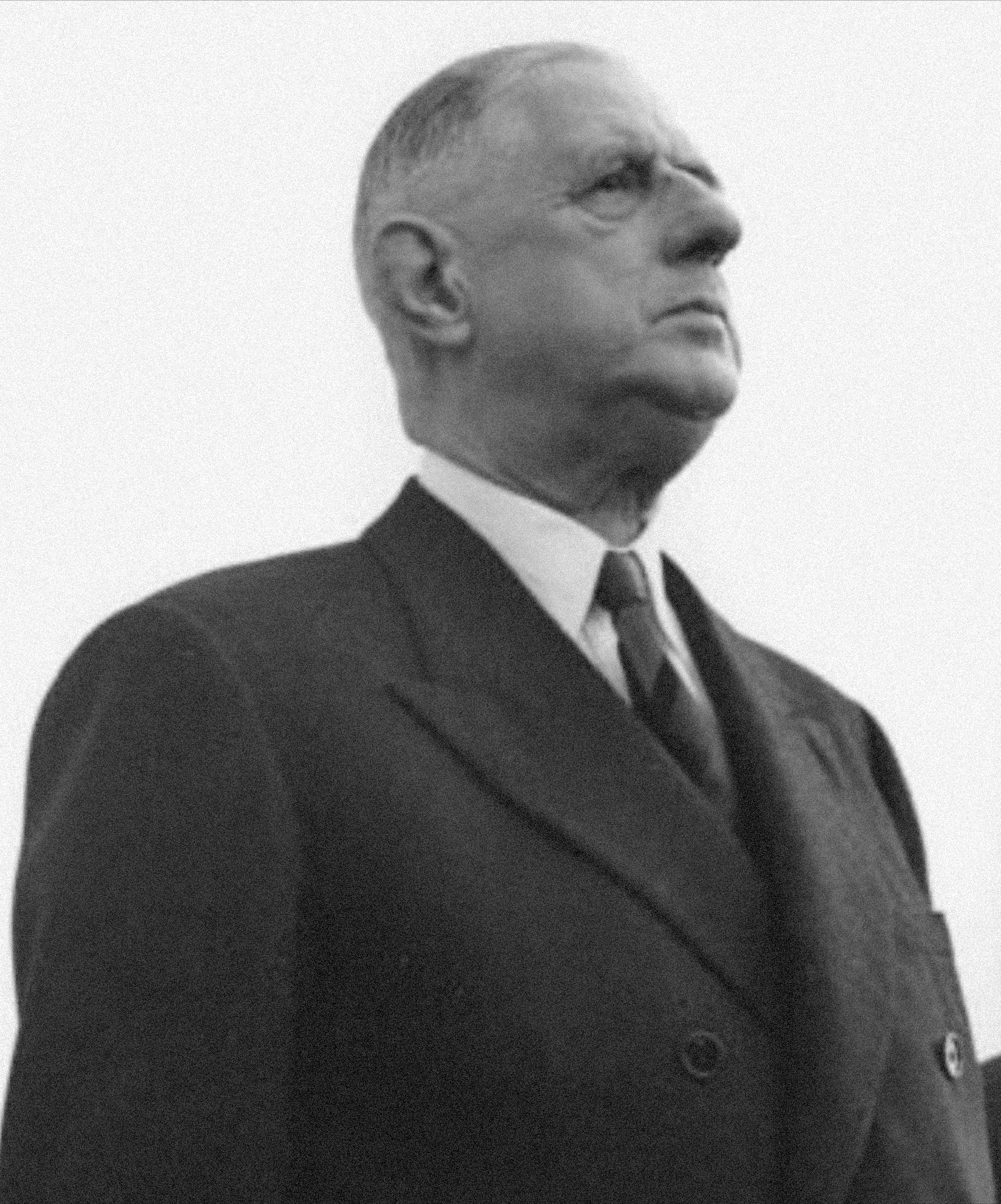
Portrait du président Charles de Gaulle en 1961.

Parallèlement à la guerre contre l'occupant, un conflit oppose certains chefs du mouvement insurrectionnel. La guerre éclate entre les chefs kabyles (Krim Belkacem, Ouamrane, etc) et les chefs chaouis, mais aussi entre les chefs chaouis des Aurès et les chefs chaouis de Nemencha. Abdelhai et Abbès Laghrour seront condamnés à mort par les partisans du Comité de coordination et d'exécution (CCE), organe de direction du FLN créé lors du congrès de la Soummam. La Tunisie est notamment le théâtre d'affrontements entre les différents chefs.
La délégation des principaux dirigeants du FLN (Mohamed Khider, Mostefa Lacheraf, Hocine Aït Ahmed, Mohamed Boudiaf et Ahmed Ben Bella) est arrêtée, à la suite du détournement, le 22 octobre 1956 par l'armée française, de leur avion civil marocain, entre Rabat et Tunis, en direction du Caire (Égypte).
L'opération d'intoxication du complot bleu (1957-1958), menée par les services secrets français, abuse particulièrement le colonel Amirouche Aït Hamouda, qui procède à des purges internes dans la Wilaya III. Ces purges font plusieurs milliers de morts dans les différentes wilayas et éliminent notamment de nombreux officiers haut gradés, des ex-médecins-chefs, des pharmaciens, des ex-étudiants et aspirants sanitaires. Lorsque le commandement français décide de déclencher les grandes opérations prévues par le plan Challe (1959-1961), les maquis sont déjà considérablement affaiblis par l'intoxication du complot bleu.
Face aux craintes que la nomination de Pierre Pflimlin à la présidence du Conseil fait peser sur l'Algérie française, les géneraux d'Alger ( Raoul Salan, Edmond Jouhaud…), appuyés par les milieux pieds-noirs (Pierre Lagaillarde…) et par les gaullistes (Jacques Soustelle…), fomentent le putsch d'Alger, ou coup d'État du 13 mai. La Quatrième République s'effondre. L'arrivée du général Charles de Gaulle au pouvoir stabilise la situation du point de vue politique. Son « Je vous ai compris » est acclamé à Alger le 4 juin, laissant entendre aux pieds-noirs qu'il les soutient, sans hypothéquer l'avenir. Il engage une lutte contre les éléments de l'Armée de libération nationale et apporte les réformes attendues pour donner davantage de droits aux Algériens. Le référendum du 28 septembre 1958, qui fonde la Cinquième République est approuvé par 96 % des Algériens, Européens et musulmans, soit 75 % des 4 412 171 électeurs inscrits, en dépit des appels en faveur du boycottage lancé par le FLN. Il s'agit du premier scrutin auquel les femmes algériennes participent,.
L'Armée française élimine presque tous les réseaux de l'Armée de libération nationale en Kabylie et dans quelques régions sensibles lors de différentes opérations : 26 000 combattants sont tués, 10 800 faits prisonniers, 20 800 armes récupérées. Le plan Challe entraîne, en quelques mois, la suppression de la moitié du potentiel militaire des wilayas. Les colonels Amirouche Aït Hamouda et Si El Haouès sont tués lors d'un accrochage avec les éléments de l'Armée française. Le FLN, très amoindri, appelle les éléments de son armée à tenir jusqu'au bout.
Messali Hadj est libéré en 1958 mais reste sous surveillance policière, et échappe à un attentat. Les Algériens organisent des attentats et des manifestations en France en faveur du FLN. Le Gouvernement provisoire de la République algérienne (GPRA) est proclamé au Caire le 19 septembre 1958. L'ONU reconnaît le droit à l'autodétermination du peuple algérien.
Début 1960 à Alger, la semaine des barricades fait 22 morts, 8 pieds-noirs et 14 gendarmes, et des centaines de prisonniers. Le général de Gaulle annonce la tenue d'un référendum pour l'autodétermination de l'Algérie. Algériens et Français sont appelés à se prononcer. Ferhat Abbas décline l'invitation française. Le colonel Houari Boumédiène est alors le chef de l'Armée de libération nationale. Certains généraux français se rebellent contre l'autorité du général lors du putsch des généraux en avril 1961, qui reste sans lendemain.
La partie française organise des pourparlers avec le Gouvernement provisoire de la République algérienne. Le référendum sur l'autodétermination de l'Algérie a lieu en janvier 1961, en France métropolitaine comme en Algérie française. Au total, la participation est de 76 %, et de 59 % en Algérie. Le Oui à l'autodétermination l'emporte avec 75 % des votants en métropole et 69 % en Algérie, même si le Non fait 72 % des voix dans la ville d'Alger, peuplée de nombreux Européens.
Plusieurs réunions à l'extérieur du pays vont aboutir aux accords d'Évian (18 mars 1962). Le colonel Houari Boumédiène refuse que les pieds-noirs restent en Algérie. Sur le terrain, les accords d'Évian, loin d'apporter aux populations la paix attendue, inaugurent une période de « violence extrême » : pour les rendre inapplicables, l'OAS intensifie les attentats, provoquant des réactions de l'ALN qui dépassent « par leur ampleur le stade des représailles » : les enlèvements d'Européens et les massacres de harkis et de notables pro-français se multiplient. Un million de Pieds-noirs, mais aussi de harkis, de Juifs…, doit quitter l'Algérie en quelques mois, principalement d'avril à juin 1962. Le massacre d'Oran (5 juillet 1962), qui fait des dizaines de morts pieds-noirs et musulmans (peut-être pro-français), précipitera encore les départs.
En Algérie, une grande partie des pieds-noirs, mais aussi certains musulmans, s'oppose encore à la Révolution algérienne. Le mouvement anti-indépendantiste compte ainsi, parmi les musulmans, le bachagha Saïd Boualam, et parmi les pieds-noirs, le général Edmond Jouhaud ou les fondateurs de l'OAS Jean-Jacques Susini et Pierre Lagaillarde.
Un référendum du 8 avril 1962 tenu en France métropolitaine approuve à 90,81 % des suffrages exprimés les Accords d'Évian.
Le référendum sur l'indépendance de l'Algérie du 1er juillet 1962 valide en Algérie l'indépendance par 99,7 % des suffrages exprimés.
Le bilan des pertes algériennes est sujet à de nombreuses controverses. Les recherches les plus récentes avancent des chiffres compris entre 250 000 et 300 000 morts,,. La guerre fratricide entre le FLN et le MNA, mouvement de Messali Hadj fait 4 300 tués et 9 000 blessés en France, et environ 6 000 tués et 4 000 blessés en Algérie. Le FLN est responsable, entre 1954 et le 19 mars 1962, de la mort de plus de 16 000 civils algériens et d'environ 13 000 disparus. Quant au nombre de harkis massacrés après le cessez-le-feu, les estimations varient entre 15 000 et 100 000 personnes,.
Les conflits internes nés pendant la guerre, marqués par des luttes des clans au sein du Front de libération nationale (FLN), minent la nouvelle république. Deux factions revendiquent le pouvoir : d'un côté le pouvoir civil et l'organe qui l'incarne, le GPRA appuyé par les wilayas III et IV, de l'autre côté le pouvoir militaire à travers le « clan d'Oujda » et son « armée des frontières », dirigée par Houari Boumédiène.

## République algérienne, depuis 1962

### Période du parti unique (1962-1988)

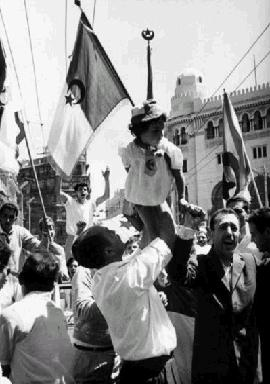
Population en liesse après la proclamation officielle de l'indépendance, le 5 juillet 1962.

L'indépendance, proclamée le 5 juillet 1962 laisse le pays dans une situation difficile due à la guerre, aux affrontements internes et au départ massif des Européens, qui formaient l'essentiel de l'encadrement en place durant la période coloniale. Les rapports de la nouvelle république sont difficiles avec la France, mais aussi avec le Maroc voisin : le conflit de la guerre des Sables éclate en 1963, suivie par une crise durable sur la question du Sahara occidental à partir des années 1970.
Malgré l'apaisement qui suit la signature du protocole judiciaire franco-algérien du 28 août 1962, l'armée française évacue ses dernières bases en Algérie, enclaves autorisées par les accords d'Évian : Reggane et Colomb-Bechar (1967), Mers el-Kébir (1968), Bousfer (1970) et B2-Namous (1978).
Le Gouvernement provisoire de la République algérienne, émanation politique du FLN, est contesté et évincé par l'Armée de libération nationale (ALN), sa branche militaire, qui place Ahmed Ben Bella à la tête du nouvel État le 27 septembre. Ce dernier fait du Front de libération nationale (FLN) le parti unique et mène une politique socialisante et populiste inspirée du modèle nassérien. Le très faible taux de scolarisation (environ 10 %) sous la période coloniale rend le pays démuni de cadres techniques et administratifs. Il ne compte aucun architecte, seulement quelques dizaines d'ingénieurs et de médecins, et moins de 2 000 instituteurs.
En 1965, le groupe d'Oujda s'oppose à Ben Bella qui a passé un accord avec l'opposition conduite par Hocine Aït Ahmed, et annonce l'éviction d'un de ses membres, Abdelaziz Bouteflika Le 19 juin, un coup d'État militaire le renverse et porte Houari Boumédiène au pouvoir. Boumédiène continue dans cette voie socialiste tout en renforçant la planification de l'économie et la bureaucratie de l'État.
Il entame une politique basée sur l'exploitation de la rente pétrolière pour la création d'une industrie lourde : la « révolution industrielle » est menée au prix de la marginalisation de l'agriculture, malgré la « révolution agraire ». Le pays connait un développement économique et social important sous son gouvernement. Entre 1962 et 1982, la population passe de 10 à 20 millions de personnes et, massivement rurale avant l'indépendance, est urbanisée à 45 %. Le revenu annuel par habitant, qui n’excédait pas 2 000 francs (305 euros) en 1962, dépasse 11 000 francs (1 677 euros) vingt ans plus tard, tandis que le taux de scolarisation oscille de 75 à 95 % selon les régions, loin des 10 % de l'Algérie française. Cette scolarisation massive est accompagnée, sous le terme de « révolution culturelle », d'une arabisation volontariste de l'enseignement.
Le développement agricole étant significativement limité par le désert, Boumédiène se tourne vers le développement industriel. Un plan triennal est imaginé pour la période 1967-1969, auquel succèdent deux plans quadriennaux (1970-1973 et 1974-1977). Ils s'accompagnent de grands travaux, comme la Transsaharienne (ou « route de l'unité ») qui relie la Méditerranée à l'Afrique noire, ou le « barrage vert », programme de reboisement sur vingt ans destiné à empêcher l'avancée du désert. Alors que le réseau routier restait centré sur les villes portuaires sous la colonisation, il est sensiblement étendu à l'intérieur du territoire.
Après la mort de Boumédiène, Chadli Bendjedid devient le nouveau chef de l'État en 1979. Il engage des réformes économiques fondées sur une libéralisation de l'economie, mais celle-ci est mal gérée et alimente la corruption. L'effondrement du prix des hydrocarbures en 1988, l'endettement de l'État et l'explosion démographique accélérent la crise du « modèle de développement algérien » et du système mis en place par le FLN.
Le pouvoir doit aussi faire face aux premiers mouvements populaires depuis l'indépendance. Il réprime le Printemps berbère de 1980, puis les émeutes de Sétif en 1986. En octobre 1988 éclate une crise sociale sur fond de luttes pour le pouvoir entre Chadli Bendjedid et l'oligarchie du FLN. L'armée tire sur les émeutiers le 10 octobre. La crise fait plus de 500 morts. Elle fait surgir ou réveille des mouvements et des collectifs contestant le pouvoir du FLN : des changements politiques s'imposent.

#### Galerie présidentielle 1958-1999

Ferhat Abbas 1958-1961
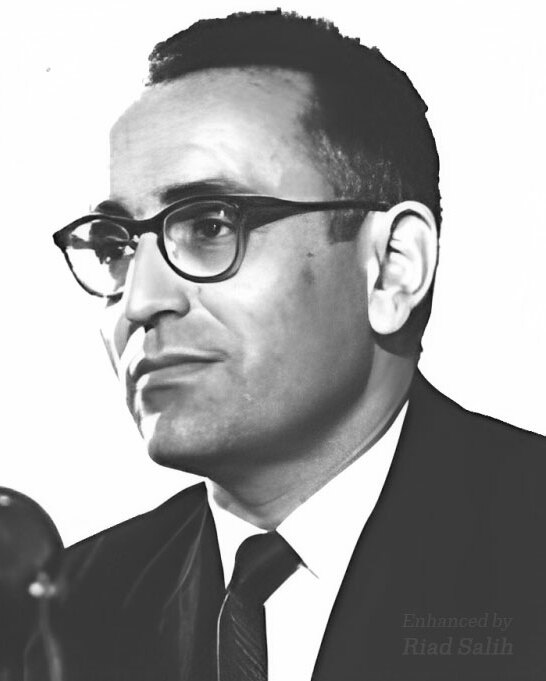
Benyoucef Benkhedda 1961-1962
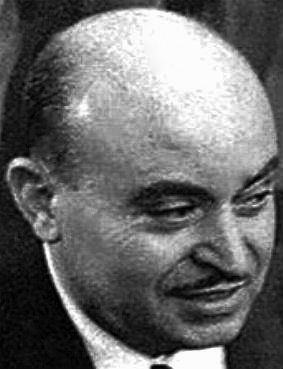
Abderrahmane Farès 1962
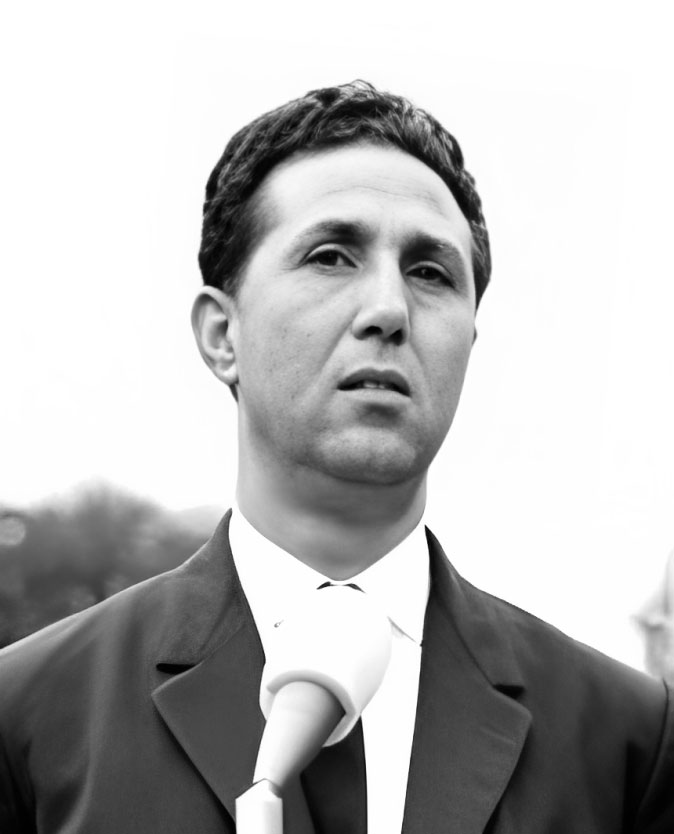
Ahmed Ben Bella 1963-1965
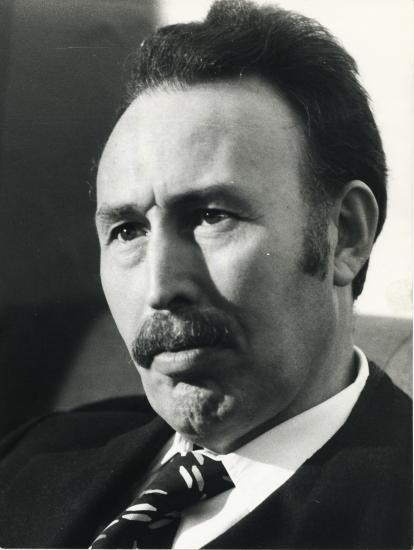
Houari Boumédiène 1965-1978

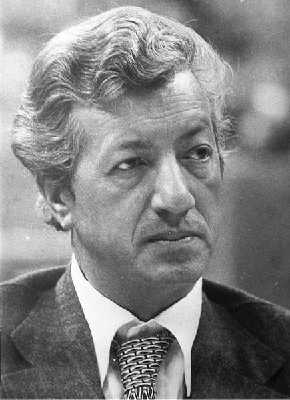
Rabah Bitat 1978-1979
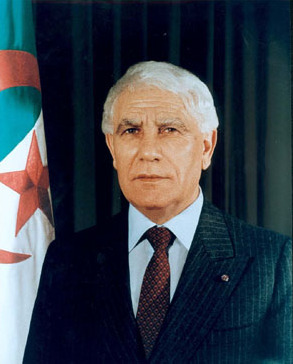
Chadli Bendjedid 1979-1992
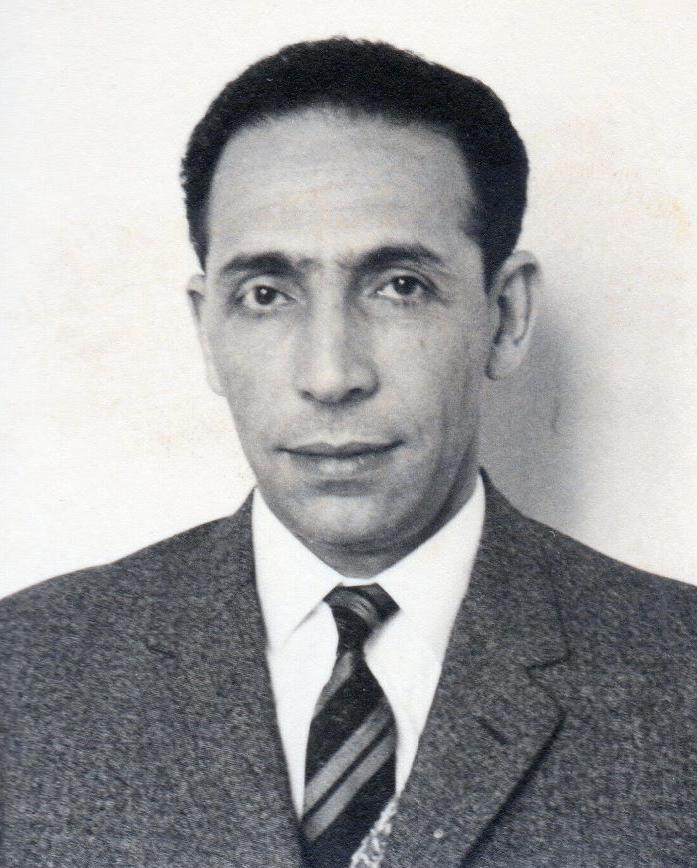
Mohamed Boudiaf 1992
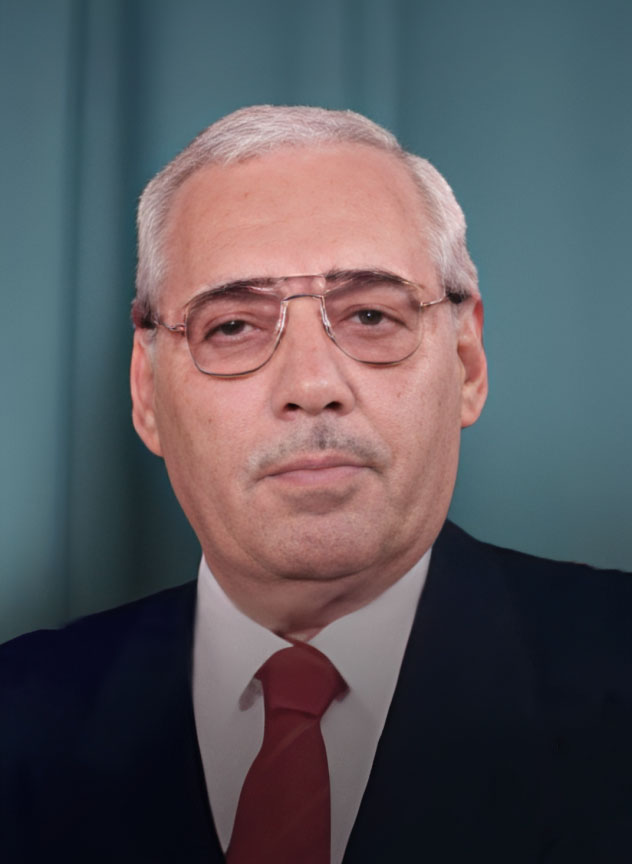
Ali Kafi 1992-1994
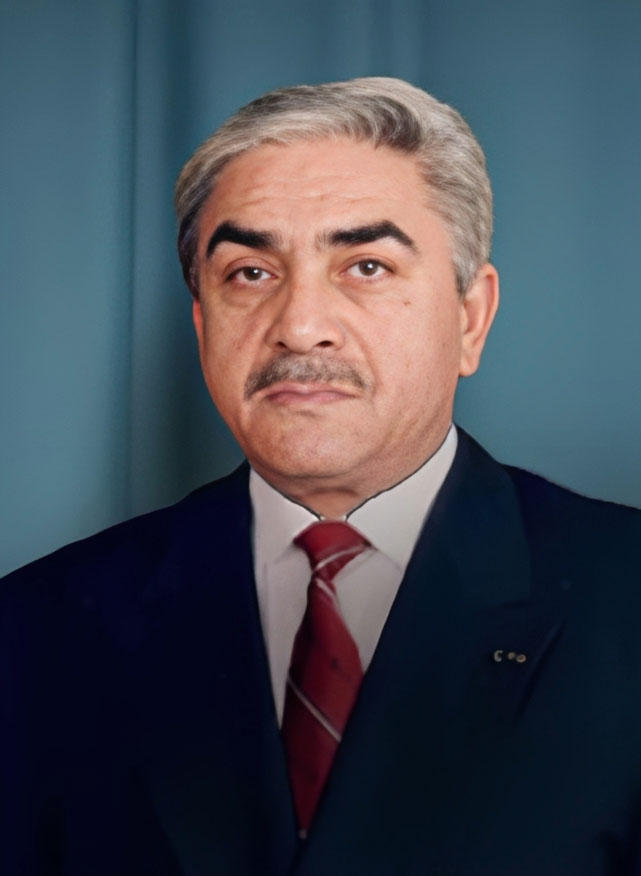
Liamine Zéroual 1994-1999

### L'ouverture au pluralisme

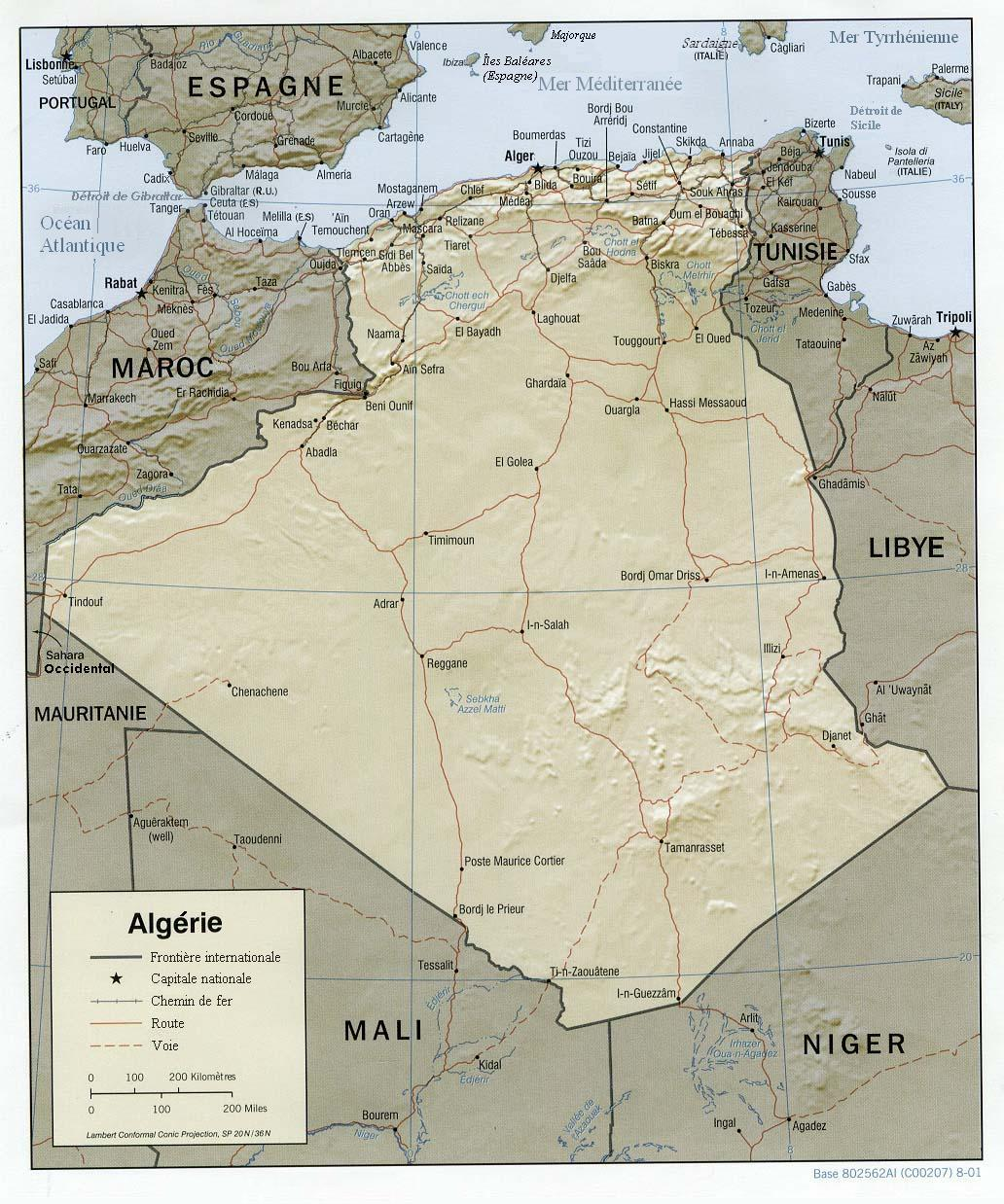
Carte de l'Algérie.

Les émeutes d'octobre 1988, violemment réprimées, entrainent l'année suivante la promulgation d'une nouvelle constitution reconnaissant la démocratie et le multipartisme. Le processus électoral est toutefois brutalement interrompu en décembre 1991 avec la victoire à l'issue du premier tour du Front islamique du salut, parti promouvant la création d'un État islamique et remettant en cause l'alternance démocratique. L'intervention des militaires en janvier 1992 plonge l'Algérie dans un conflit armé entre le pouvoir et les groupes combattants issus du FIS. La guerre civile (1992-2002) dure plus d'une décennie et fait près de 50 000 morts sur cinq ans. Les groupes armés développent un terrorisme visant en premier lieu les civils, notamment les femmes, les intellectuels, les étrangers ainsi que les villages isolés, et détruisant des infrastructures publiques et économiques.
Le Groupe islamique armé (GIA) s'attaque à la France avec la vague d'attentats commis en 1995. Les non-musulmans sont désignés persona non grata en Algérie par les groupes islamiques armés, ce qui se traduit par l'assassinat des moines de Tibhirine (1996) et le départ des derniers Juifs d'Algérie.
Le pouvoir va alterner des phases de dialogue avec l'opposition et des périodes plus répressives. Il est frappé par l'assassinat de Mohamed Boudiaf le 29 juin 1992 et les difficultés sociales liées à la crise économique.
Le 16 novembre 1995, le général Liamine Zéroual devient le premier président issu d'une élection présidentielle pluraliste. En 1997, la première Assemblée nationale élue sur la base du multipartisme entre en fonction, suivie par un Conseil de la nation ou « chambre haute » la même année. Dès le mandat du président Zéroual, les prémices d'un règlement politique de la crise se font jour, mais aucun accord n'est trouvé. L'AIS (branche armée du FIS) observe néanmoins une trêve durant sa présidence : le président Zéroual promulgue la loi Erahma (la Clémence) pour les terroristes repentis.
La démission de Zéroual, en 1999, débouche sur l'élection présidentielle d'avril 1999. L'ancien ministre des Affaires étrangères Abdelaziz Bouteflika se présente comme candidat « indépendant », mais il est soutenu par l'armée et tous ses adversaires se retirent la veille du premier tour.
L'avènement du président Bouteflika change la donne, avec une volonté plus affirmée de parvenir à la paix civile. La loi dite de la « concorde civile » est votée et approuvée le 16 septembre 1999 par référendum. Les groupes armés commencent dès lors à déposer les armes. Bouteflika engage une politique de réconciliation nationale. Les actions terroristes se poursuivent néanmoins dans plusieurs régions du pays : le quotidien L'Expression estime en 2006 qu'il y aurait de 600 à 900 membres de groupes terroristes encore en activité dans le maquis algérien, la majorité appartenant au Groupe salafiste pour la prédication et le combat (GSPC). Ils se manifestent notamment par les attentats du 11 décembre 2007 à Alger (entre 30 et 72 victimes suivant les sources). L'attaque du 19 avril 2014 contre l'Armée nationale populaire (ANP) entraîne la mort de 11 militaires, celle du 17 juillet 2015 la mort de 11 à 13 soldats.
Bouteflika est critiqué pour ses manières autocratiques, et le chômage affecte encore plus d'un tiers de la population. En 2009, Bouteflika est réélu pour un troisième mandat après avoir fait amender la Constitution algérienne à cet effet. Victime en 2013 d'un accident vasculaire cérébral affectant son élocution et l'obligeant à se déplacer en chaise roulante, il fait en mars 2017 une apparition publique qui alimente les inquiétudes sur son état de santé. Il est alors âgé de 80 ans et des voix commencent à mettre en doute sa capacité à gouverner le pays.
Sous la pression de manifestations populaires de masse, et alors qu'il se présente pour un cinquième mandat, Abdelaziz Bouteflika démissionne le 2 avril 2019.
Abdelmadjid Tebboune lui succède le 19 décembre 2019.

### Années 2000

#### Galerie présidentielle

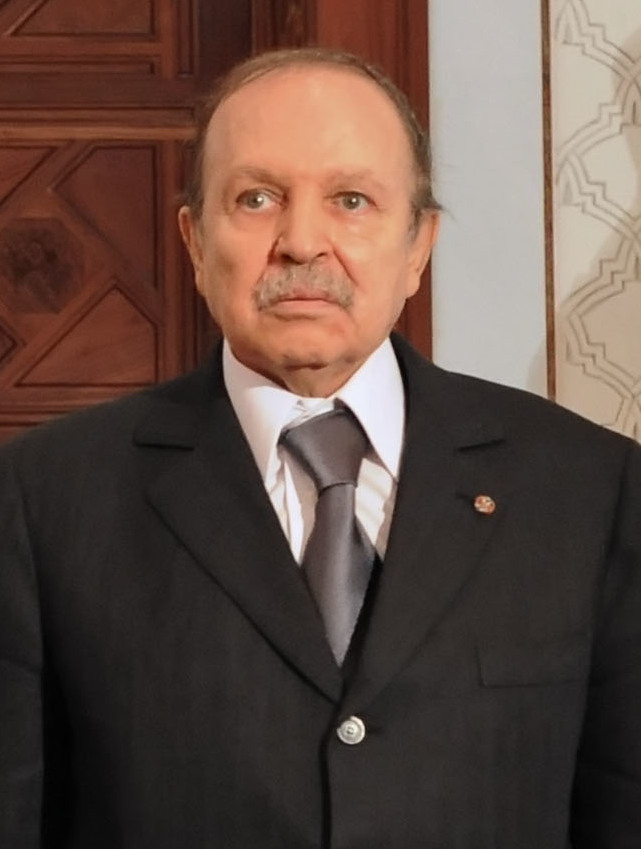
Abdelaziz Bouteflika 1999-2019
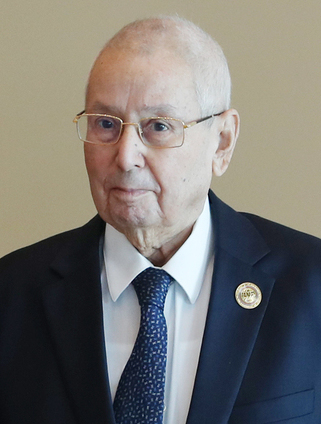
Abdelkader Bensalah 2019
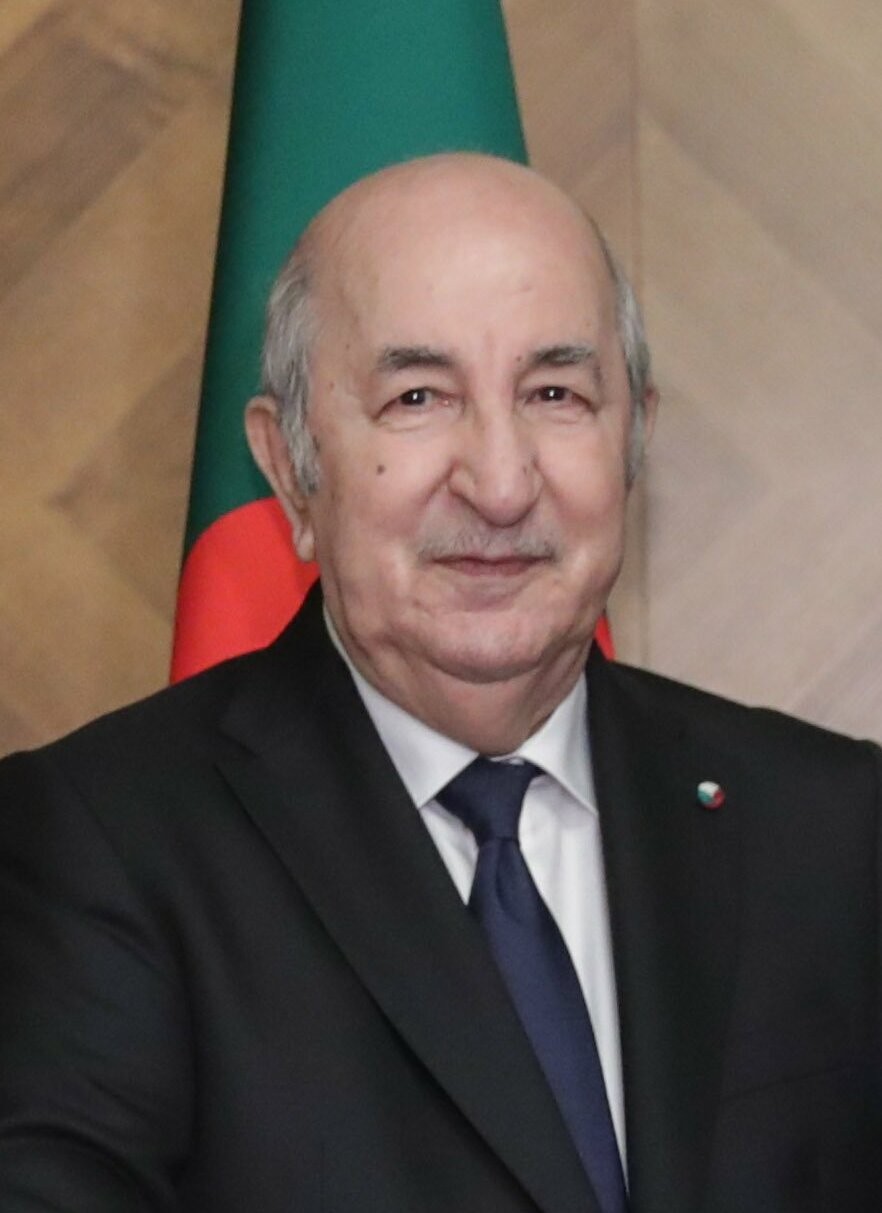
Abdelmadjid Tebboune 2019-présent

#### Galerie de chefs de gouvernement

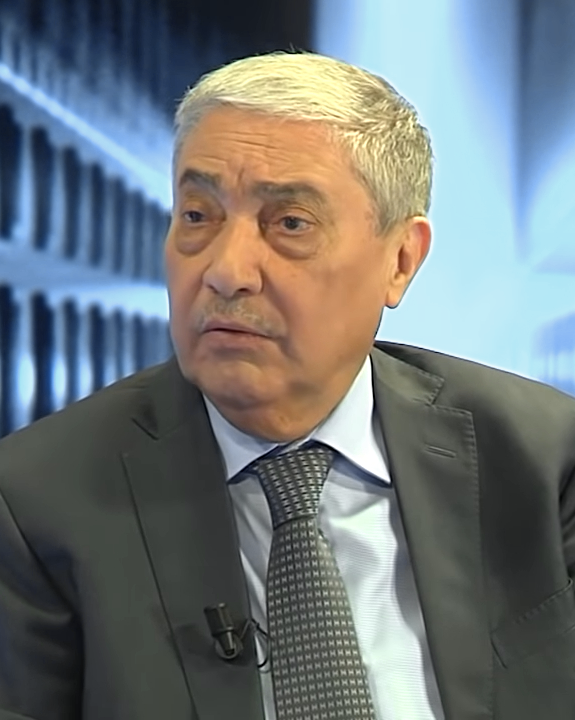
Ali Benflis 2000-2003
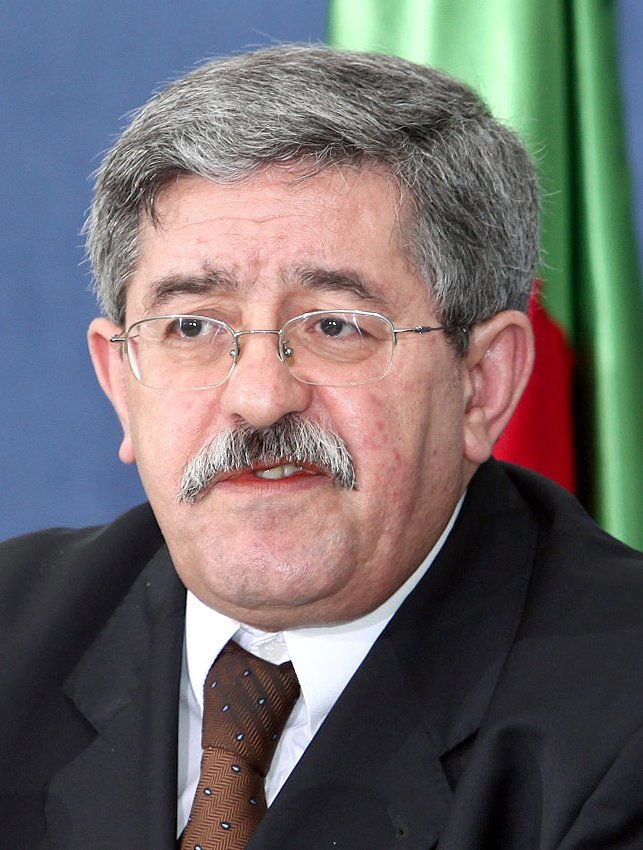
Ahmed Ouyahia 2003-2006 2008-2012 2017-2019
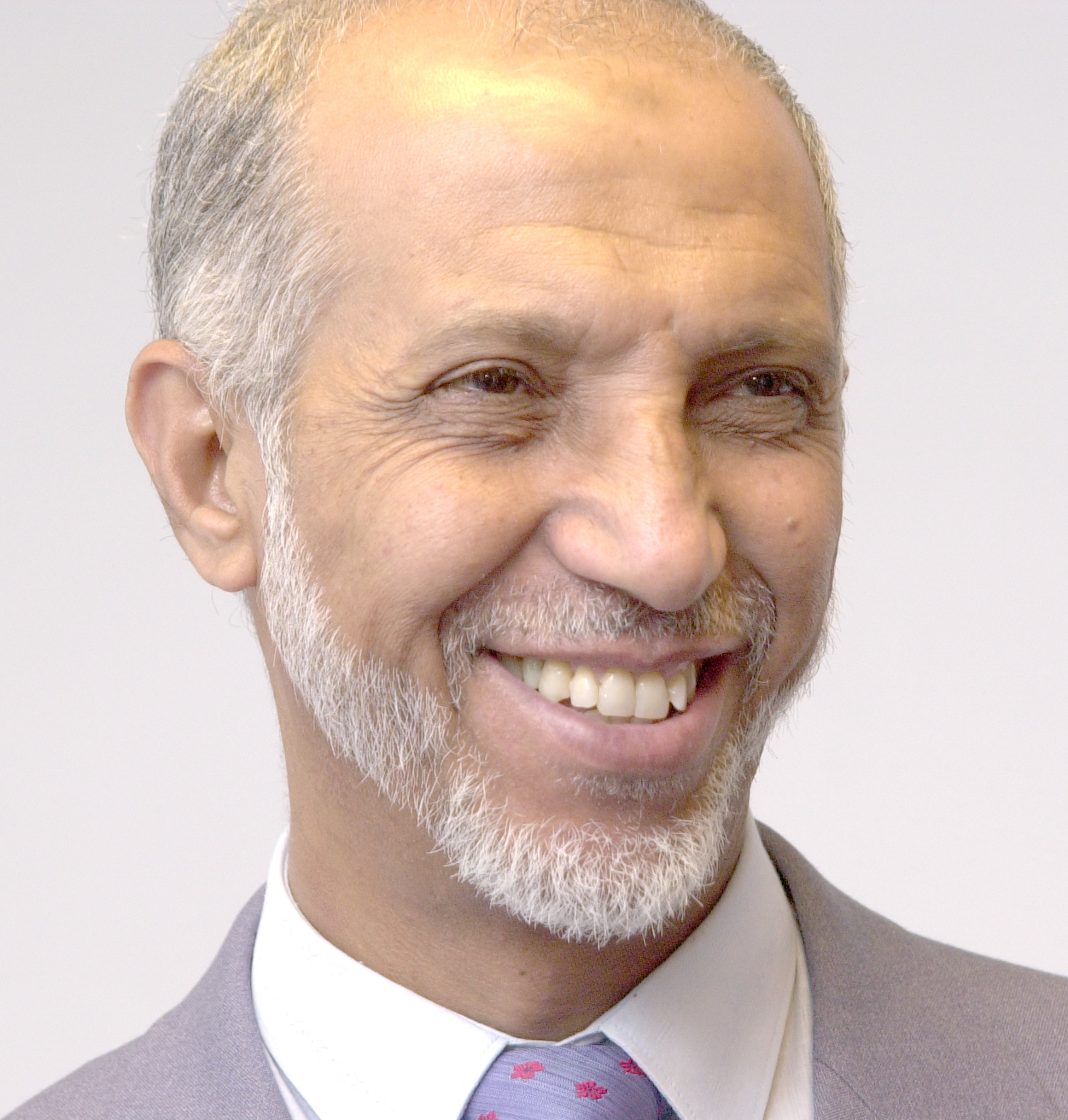
Abdelaziz Belkhadem 2006-2008
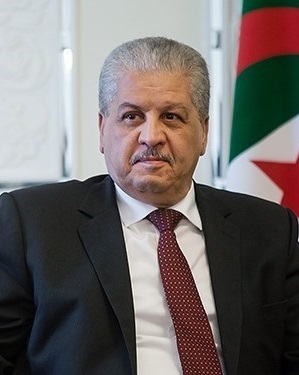
Abdelmalek Sellal 2012-2014 2014-2017
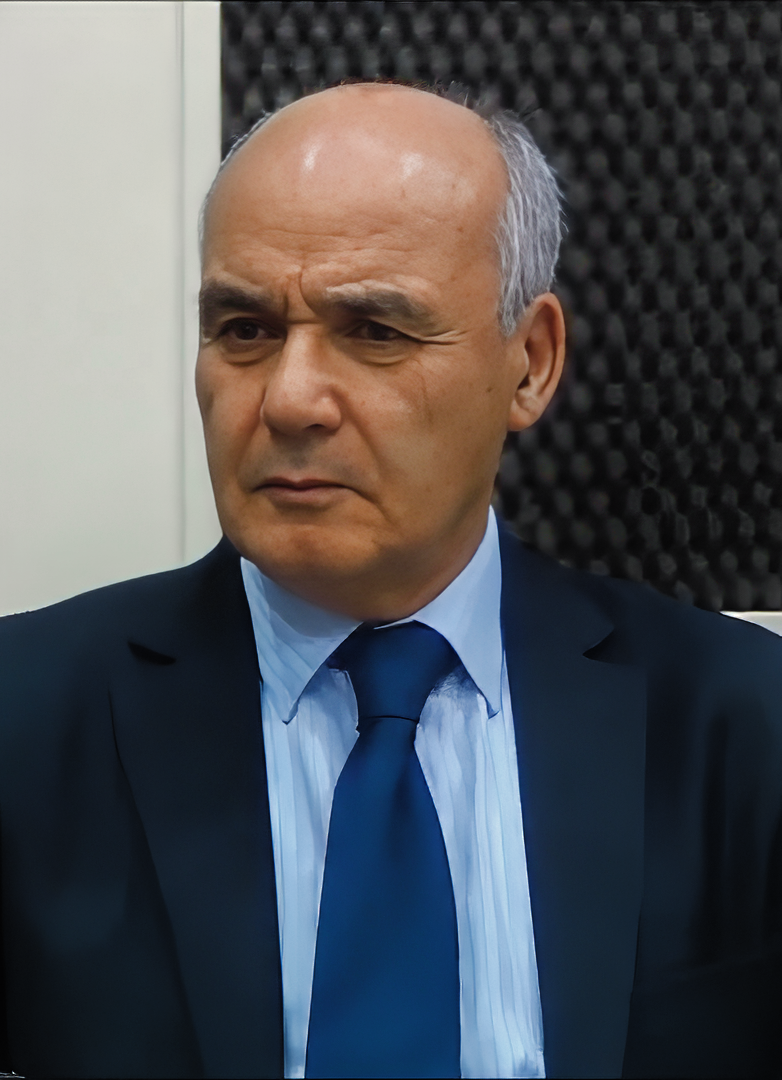
Youcef Yousfi 2012
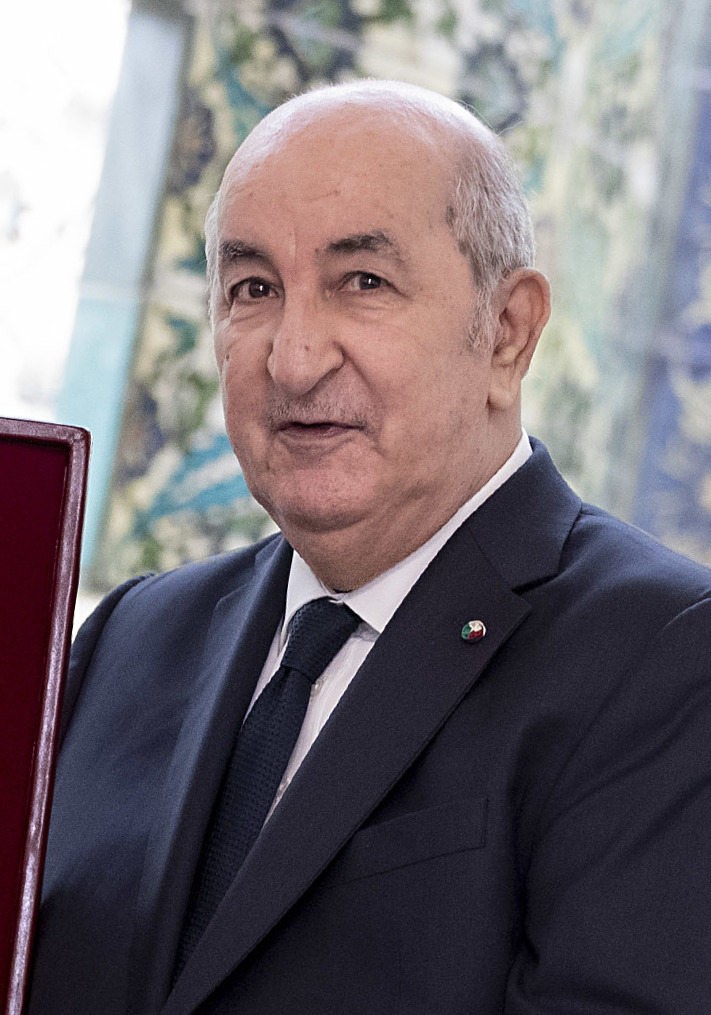
Abdelmadjid Tebboune 2017
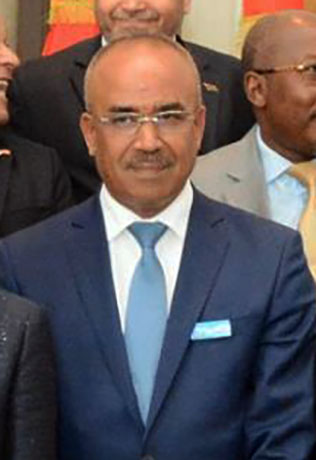
Noureddine Bedoui 2019
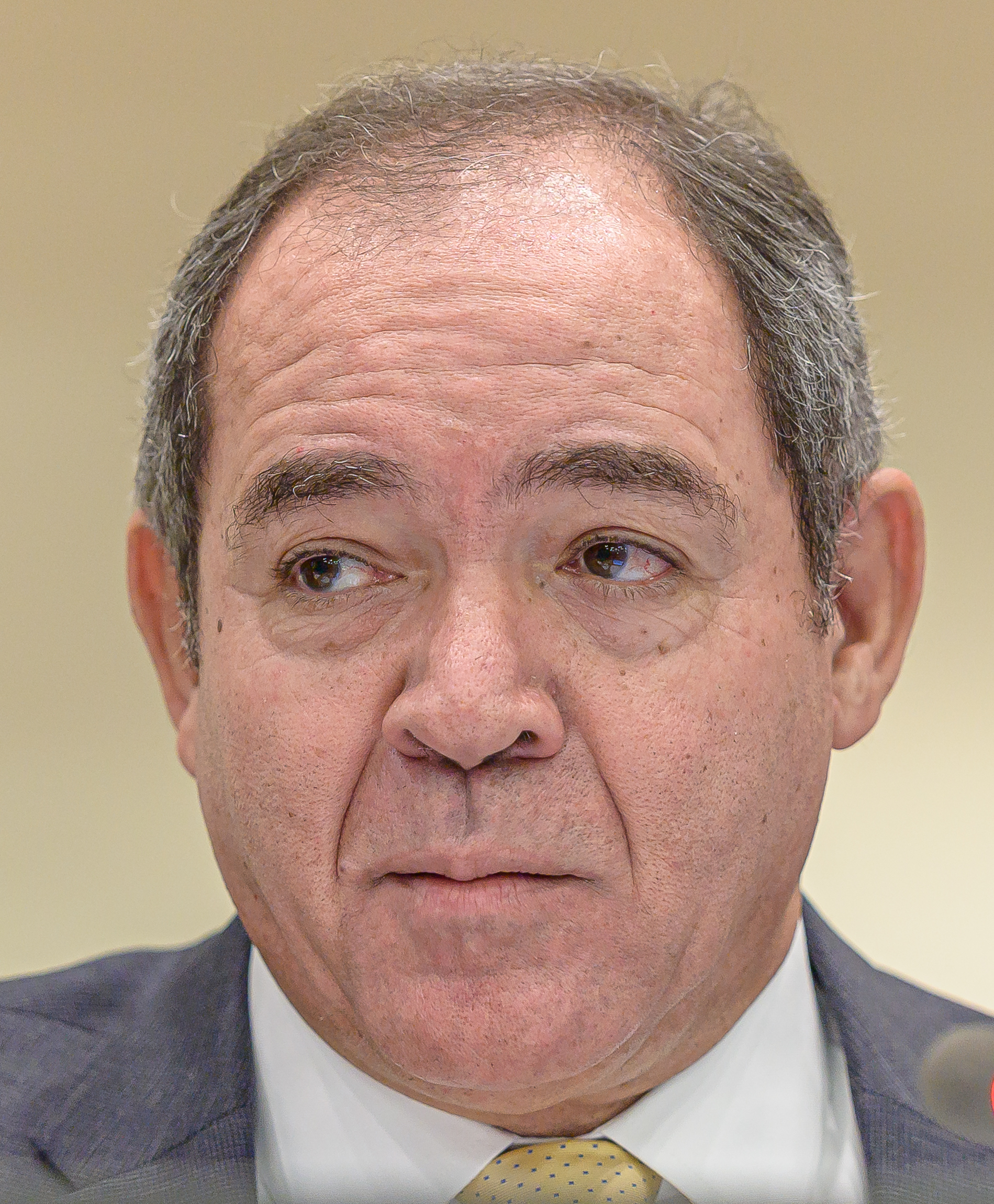
Sabri Boukadoum 2019
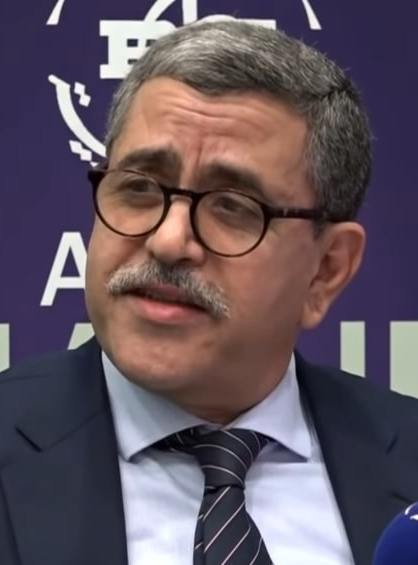
Abdelaziz Djerad 2019-2021
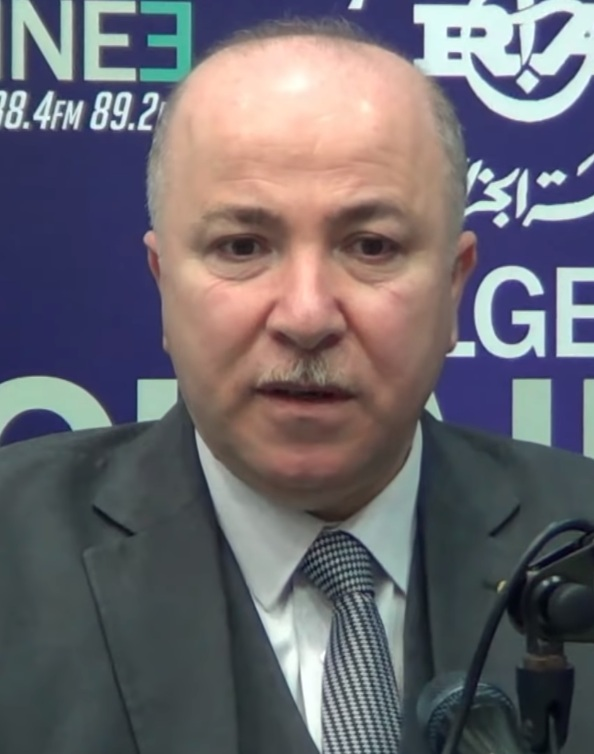
Aïmene Benabderrahmane 2021-2023
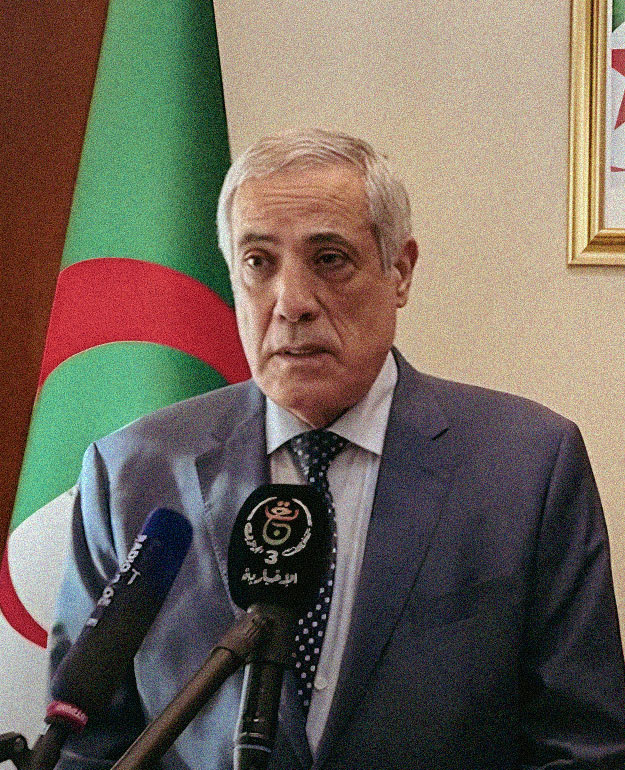
Nadir Larbaoui 2023-présent